# Palazzi dell'Aquila

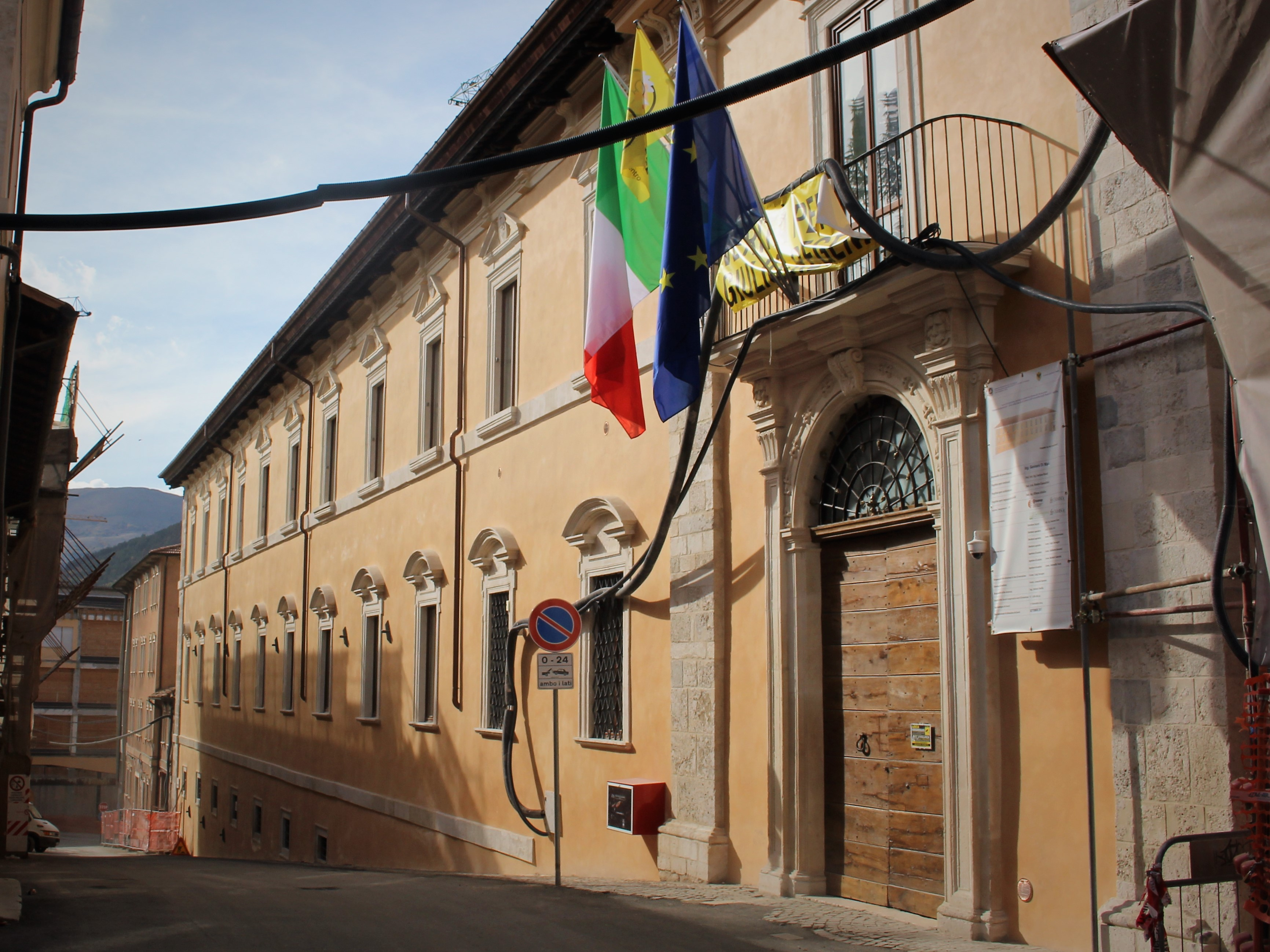
Palazzo Camponeschi, accanto alla chiesa di Santa Margherita

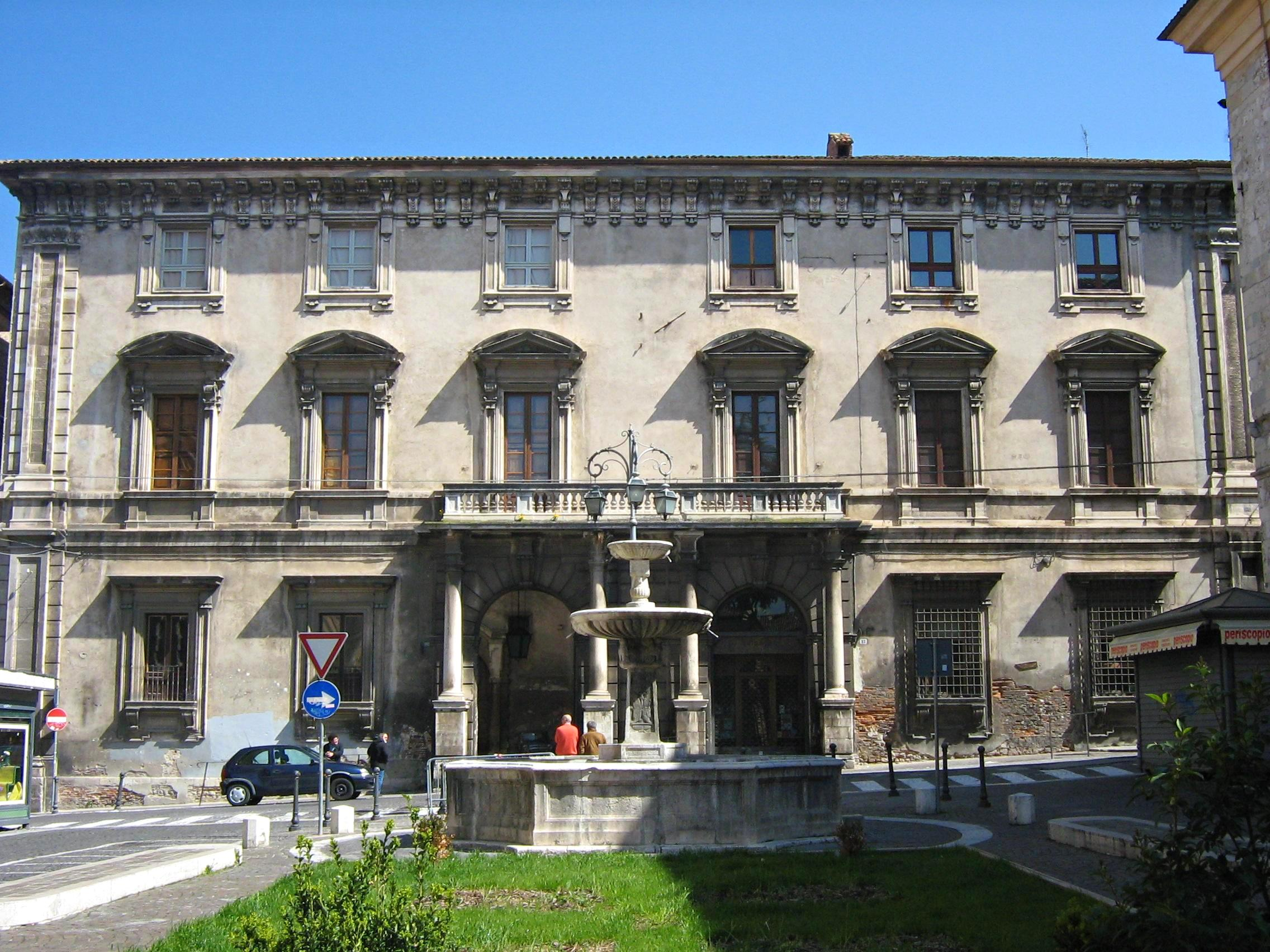
Il Palazzo Pica Alfieri

La pagina descrive i palazzi e architetture civili presenti nella città dell'Aquila, capoluogo d'Abruzzo.
La città dalla sua fondazione nel 1254 circa ha subito vari influssi artistici, che ne hanno condizionato le varie stratificazioni architettoniche, dal Medioevo al Rinascimento, dal Settecento all'arte del Ventennio, presente soprattutto nella zona centrale del corso Vittorio Emanuele e di Piazza Duomo. Le architetture e i palazzi sono ripartiti nei quattro Quarti aquilani, e nelle contrade che fondarono la città (secondo la leggenda 99 in tutto). 
La lista descrive soltanto i palazzi principali e più rappresentativi, poiché i Quattro Quarti sono ricolmi di architetture civili e nobiliari, alcune delle quali dimostrano chiaramente le stratificazioni architettoniche dei secoli, come le case medievali dell costa San Flaviano nel rione Santa Giusta, e sempre nello stesso rione dei palazzi settecenteschi con arcate di base gotiche, decorate dal trigramma di Cristo (via delle Grazie), o ancora il Palazzo delle Cancelle, antiche botteghe del pesce (XV sec), risistemate nel periodo del Ventennio nel quartiere di San Giovanni, in via Simeonibus, dietro la Piazza del Duomo.

## Palazzi del centro storico

### Quarto Santa Giusta
- Palazzo Centi: uno dei palazzi più rappresentativi della città, situato nella piazza principale del quartiere, davanti alla chiesa di Santa Giusta. Fu costruito a metà del Settecento per volontà di Gian Lorenzo Centi di Montereale, e forse progettato da Loreto Cicchi di Pescocostanzo, altrimenti noto come Maestro Cola de Cicco.[1] Caratterizzato da un'elegante facciata in stile barocco, con ampio balconata borrominiano a volute e rientranze geometriche, in corrispondenza del piano nobile, il palazzo è arricchito da diverse decorazioni murarie, sia sulla facciata, che sulla merlatura dell'ultimo ordine. Danneggiato dal terremoto del 2009, fino a quell'anno ospitava la Presidenza della Regione Abruzzo, e i lavori di restauro dovrebbero essere completati nell'interno entro il 2018.

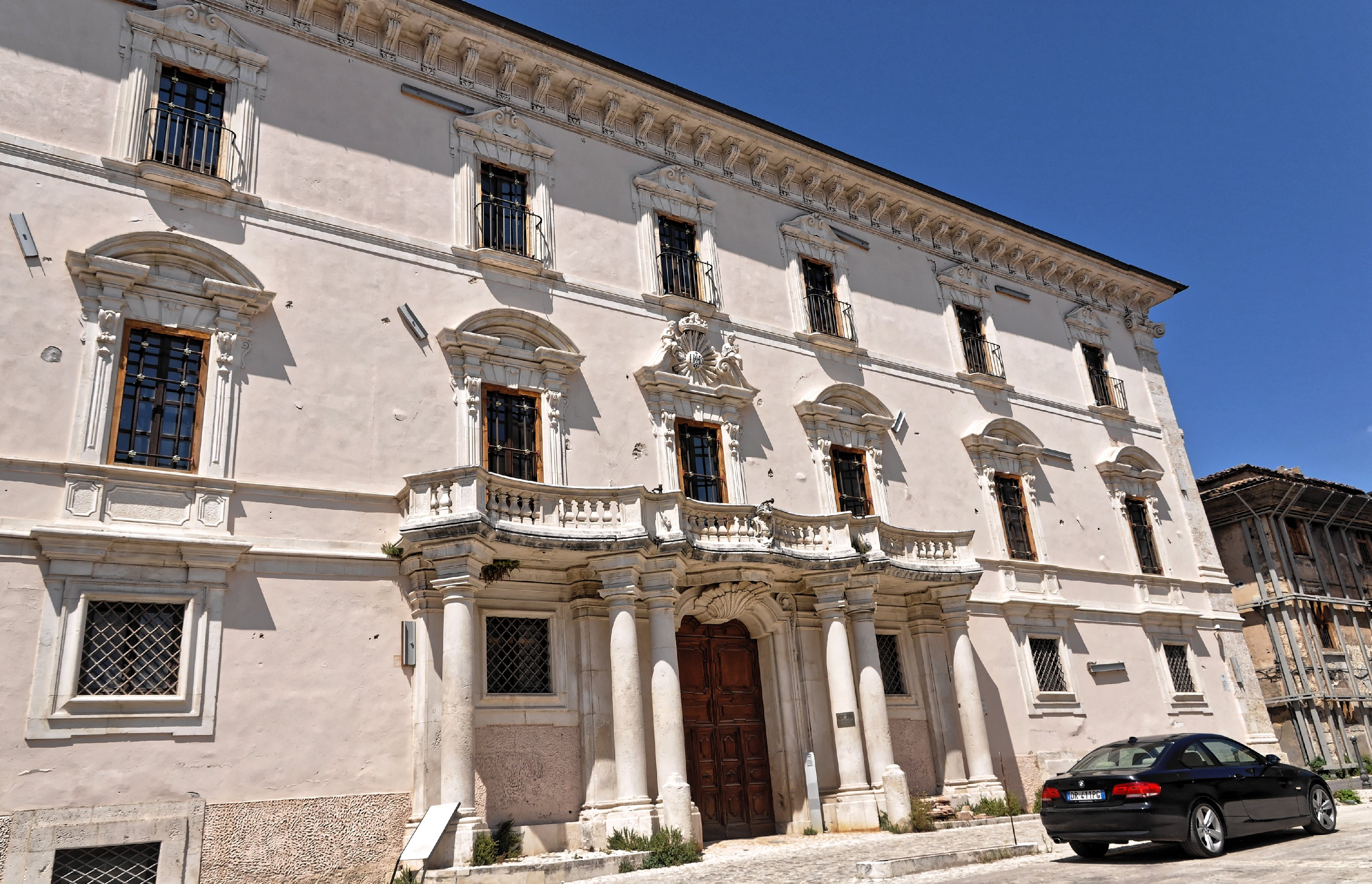
Palazzo Centi, facciata

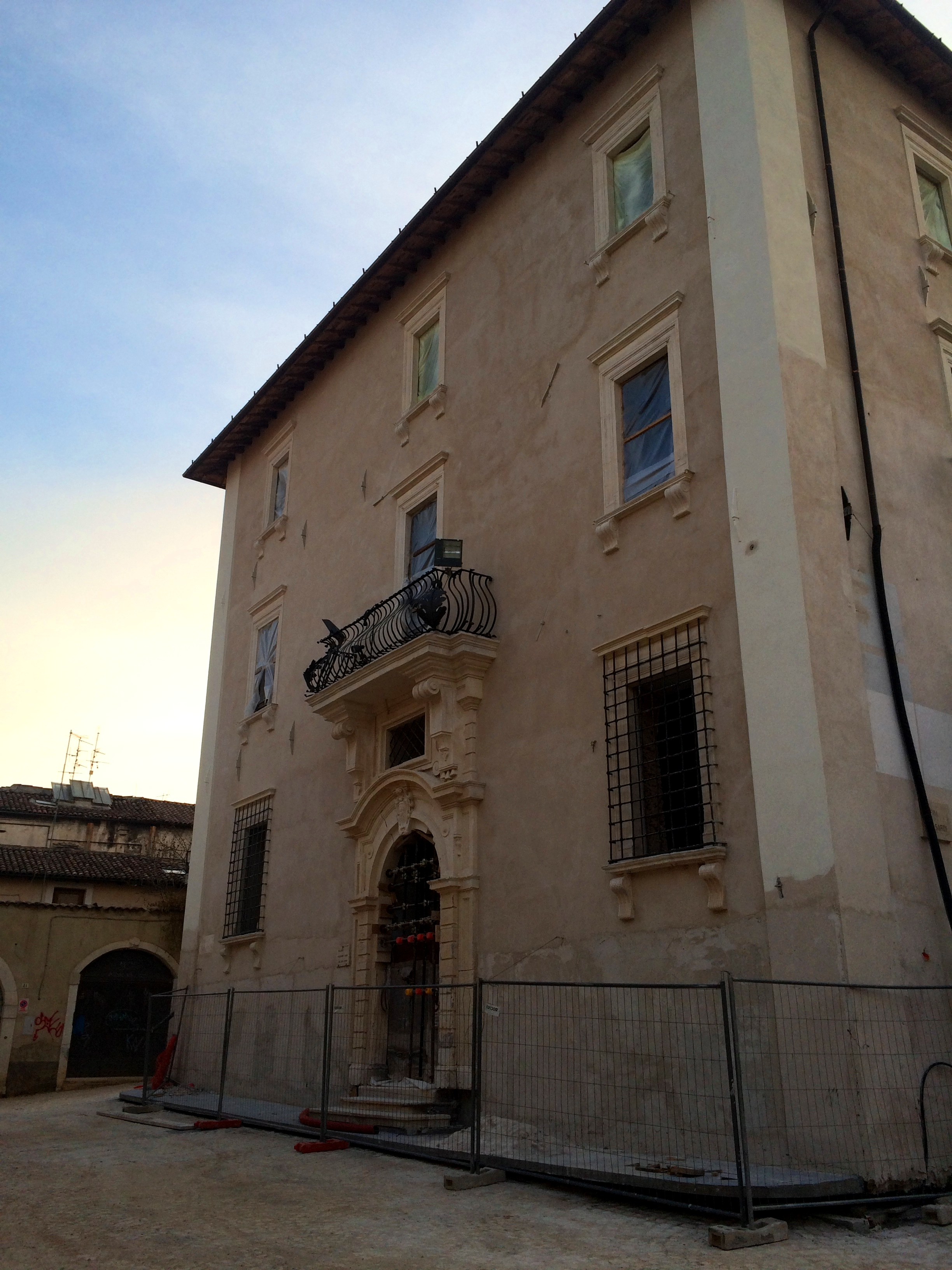
Palazzo Gagliardi Sardi

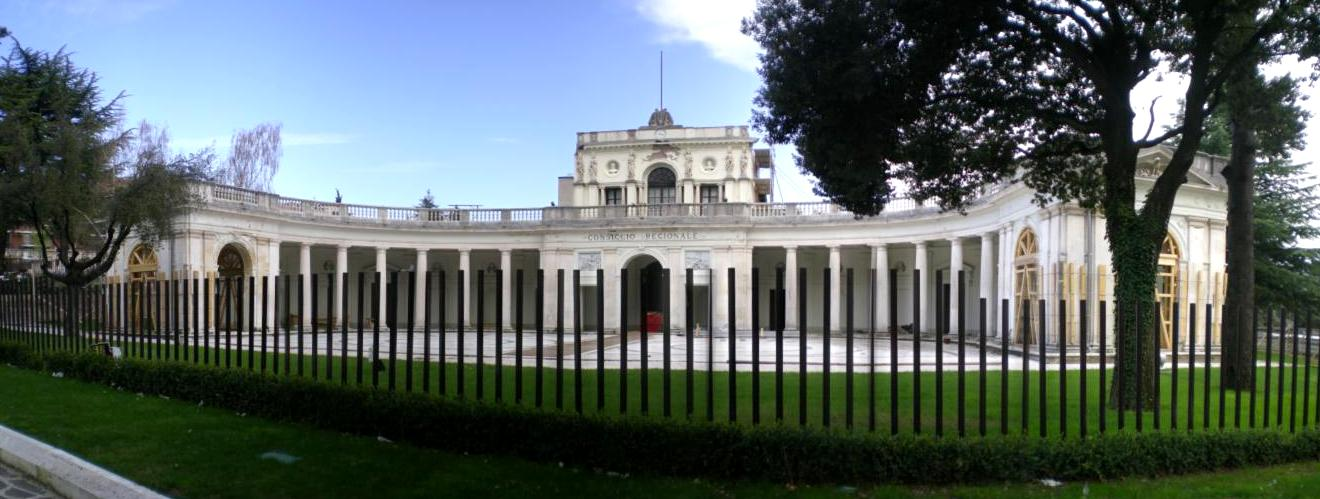
L'Emiciclo, sede del Consiglio Regionale

- Palazzo Gagliardi Sardi: si trova nella piazza davanti alla chiesa di San Flaviano. L'edificio è una storica residenza della famiglia Gagliardi, di origini normanne, insediatasi a L'Aquila sin dal 1254 circa. Il palazzo fu ricostruito dopo il terremoto del 1703, come testimoniato dall'articolazione dello spazio, di stampo barocco, tra il palazzo e la prospiciente chiesa. Il palazzo a pianta rettangolare, si staglia isolato tra la piazza e via Sardi, via delle Grazie e via San Flaviano, La forma allungata è parallela ai costoloni che caratterizzano l'intero quartiere, tra costa Masciarelli e via Fortebraccio. La facciata principale è posta sul lato sud-orientale, sulla piazza frontalmente a quella della chiesa, ed è caratterizzata dalla presenza centrale di un portale barocco del 1710, sormontato da un balconcino che si inserisce all'interno, in una matrice regolare di tre finestroni su tre livelli.

- Palazzo dell'Emiciclo: detto anche "Palazzo dell'Esposizione", è uno degli edifici ottocenteschi più significativi dell'Aquila, situato presso la villa comunale. Il sito fino al XVII secolo era occupato dal convento di San Michele, rimaneggiato ampiamente dopo le soppressioni degli ordini nel 1866, e ricostruito come palazzo in stile neoclassico nel 1888. I lavori furono condotti dall'architetto Carlo Waldis, autore dell'originale facciata a semicerchio. Il prospetto è disposto su 6 lati con porticato. Il soffitto del porticato è sostenuto da 12 colonne doriche e termina con 2 edicole. Al centro è presente un'ampia balconata in cima alla quale si apre una grande finestra. I busti scolpiti sono quelli di Bacco e Cerere, collocati sui fianchi laterali; la scritta originaria era "Palazzo dell'Esposizione", poiché la struttura fu usata per varie manifestazioni pubbliche culturali, seguendo la scia delle maggiori città europee. Successivamente dal 1963 ha ospitato il Consiglio Regionale d'Abruzzo, ragion per cui venne realizzato alle spalle del palazzo uno stabile più moderno e più grande, tuttavia di dubbie qualità artistiche.

- Palazzo ex GIL - Rettorato Gran Sasso Science Institute: si trova accanto all'Emiciclo e fu costruito tra il 1929 e il 1932, per ospitare la sede dell'Opera Nazionale Balilla, progettato dall'architetto Paolo Vietti Violi, ma realizzato dagli ingegneri Luigi Cardilli e Vincenzo Di Nanna. Dopo la seconda guerra mondiale il palazzo divenne Istituto Tecnico Industriale, e dopo la costruzione della nuova scuola nel quartiere Pettino, il palazzo venne inglobato nel complesso del Consiglio Regionale, fino a diventare il nuovo rettorato, nel 2017 dell'Università "Gran Sasso Science Institute".
Il palazzo, in via Iacobucci, fa parte delle architetture del Ventennio che hanno caratterizzato la zona del viale Crispi, come la chiesa di Cristo Re e le villette liberty: si presenta come un volume a ferro di cavallo di due livelli, adagiato su in basamento rettangolare con una leggera chiusura ad esedra nella parte retrostante verso il giardino, probabile richiamo al Palazzo dell'Esposizione. La facciata è suddivisa in tre settori, di cui il centrale aggettante verso la strada, ciascuno dei quali con tre bucature disposte su ciascuno dei tre livelli, è caratterizzata da possenti cornicioni e da timpani neorinascimentali.

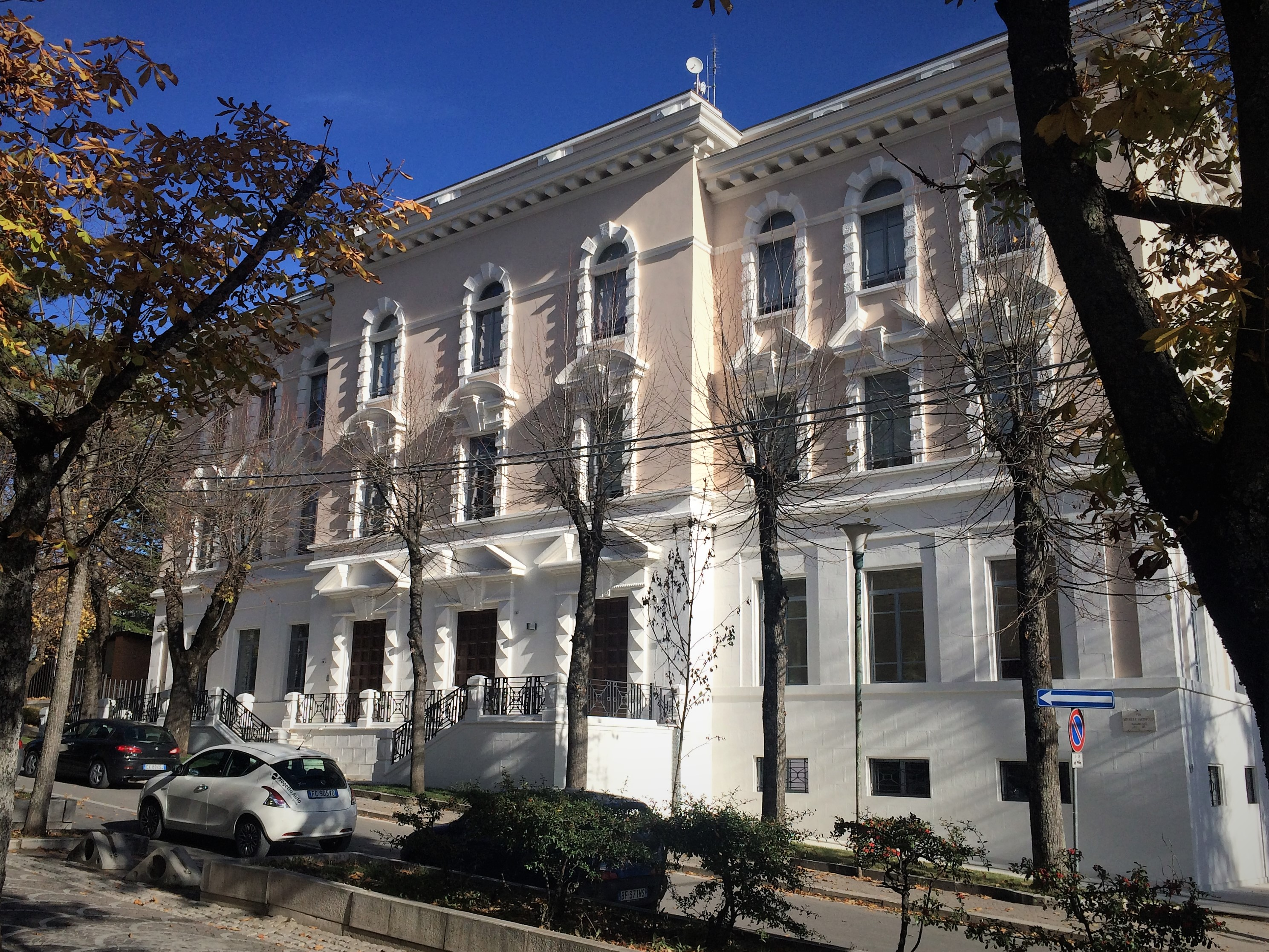
Palazzo ex GIL

- Casa della Giovane Italiana: si trova sul viale Francesco Crispi, accanto alla chiesa di Cristo Re. L'edificio venne realizzato sul lato opposto del viale in corrispondenza con l'ex Palazzo GIL, progettato dall'ingegnere Achille Pintonello, il quale costruì all'ingresso del Corso Vittorio Emanuele anche la Casa del Combattente. Il palazzo ha uno stile razionalista tipico del Ventennio, occupando un lotto quadrangolare mediante tre volumi: uno allungato parallelamente al viale Crispi, e gli altri posizionati ortogonali a esso, in maniera sfalsata e caratterizzati dall'arrotondamento dello spigolo; questo taglio rimanda alla semplicità delle forme tipiche del razionalismo. Il palazzo ha tre livelli con terrazza panoramica, ben delineati dalle vistose cornici marcapiano. I primi due livelli sono organizzati secondo un corridoio di distribuzione longitudinale.

Polo direzionale dell'Ex ospedale psichiatrico di Collemaggio

- Ospedale Psichiatrico di Collemaggio: si trova su una collinetta a sinistra, presso il piazzale della basilica. Il palazzo fu costruito nel XX secolo come sede di ricovero degli alienati della provincia aquilana. In origine i malati dell'Abruzzo Ultra II erano mandati al Regio Manicomio di Aversa, e dopo il sovraffollamento di questo, nel 1884 i malati vennero spediti nell'ex Ospedale psichiatrico di Teramo, dove già nel 1891 si registravano 150 malati aquilani.[2] Per permettere la più facile comunicazione tra parenti e malati, il nuovo ospedale aquilano fu costruito nel 1915 vicino alla Basilica di Santa Maria di Collemaggio e rimase attivo fino alla chiusura nel 1975. Successivamente dopo il terremoto del 2009, l'ex ospedale è stato in parte recuperato e usato come centro studi di medicina e psichiatria. Il complesso è accessibile attraverso una muraglie di contenimento con cancello, da cui si accede a un ampio piazzale geometrico, dove si trova il polo principale a pianta rettangolare della direzione. Il palazzo ha caratteristiche molto sobrie in stile neoclassico, mentre le altre strutture rettangolari dimostrano un aspetto più moderno.

- Casa-torre di via Benedetti: è una struttura rettangolare con l'esterno molto rimaneggiato, dove si leggono gli interventi medievali e settecenteschi, dopo il sisma del 1703. La parte in conci di pietra appartiene alla torre medievale di controllo, mentre il resto dell'architettura molto sobria è posticcia.

- Case Oliva - Hotel Sole: palazzo sette-ottocentesco ricavato da abitazioni medievali in Piazza IX Martiri, delle quali si conservano alcuni portali di base ad arco gotico. La facciata principale mostra un portale a cornice classica, e una suddivisione di cornici in quattro livelli. Alla base si alterna un ordine di quadrotte, che si contrappongono al secondo ordine di essere che sta sotto una grande balaustra dell'ultimo settore. Ciascuno spigolo dei quattro lati è rivestito in bugnato.

- Palazzo Alfieri: si trova in via Fortebraccio, vicino alla chiesa della Madonna degli Angeli. Il palazzo fu costruito nel XV secolo come residenza estiva della nobile famiglia. L'antico palazzo fu danneggiato dal terremoto del 1703, anche se all'interno è ancora possibile vedere qualche elemento della storica costruzione rinascimentale. Nel 1878 Barbara Micarelli fondò nel palazzo l'Istituto "Santa Maria degli Angeli", che ha caratterizzato la formazione delle donne aquilane e non solo. La struttura ha impianto planimetrico piuttosto complesso, occupando l'intero isolato della via, decumano orientale della città, insieme a via Micarelli, vicolo Santa Maria degli Angeli e la parte delle mura medievali di Porta Bazzano. La facciata principale di via Fortebraccio è suddivisa in due parti: la prima più antica è a tre livelli, a carattere rinascimentale, con apparati decorativi tardo-medievali, come le finestre bifore a carattere trecentesco; la seconda parte è tardo-rinascimentale, e il prospetto è concluso dalla presenza della chiesa degli Angeli. Internamente il palazzo presenta un'interessante sequenza di porticati, logge e aule a soffitto ligneo, che immettono nell'ampio cortile centrale, circondato da porticato con arcate ogivali.

- Palazzo Ciccozzi: si trova su una traversa di Piazza Duomo in direzione di Piazza San Marco, e risale al XVIII secolo. La struttura, molto elegante, è divisa in due livelli da cornice, quello di base accoglie i portali settecenteschi in stile classico, con cornici decorate da volute, e nel caso del portale maggiore da balconata che sormonta l'accesso; mentre il lato superiore ospita le finestre decorate da cornici a timpano alternato triangolare e curvilineo.

- Palazzo della Banca d'Italia: si trova all'ingresso del corso Federico II da Piazza Duomo, ed è stata realizzata nel 1941, demolendo degli stabili settecenteschi. Il palazzo è in chiaro stile razionalista, anche se non presente quei caratteri futuristici, preferendo mantenere un elegante equilibrio tra linearità moderna del fascismo e gli schemi dei palazzi classici. La facciata principale si trova sul corso, ed è ornata alla base da un portico ad arcate a tutto sesto, dove si innalzano i due settori degli uffici, molto schematizzati da paraste., in modo da offrire un contrasto tra le paraste e le linee bianche del marmo con i mattoni rossi che rivestono l'esterno.

- Casa Lepore: interessante esempio di architettura civile rinascimentale aquilana, situata all'ingresso di via Fortebraccio dalla scalinata di San Bernardino. Il palazzotto ha pianta quadrata, con la facciata principale divisa in due da un rialzo a sinistra della torretta principale, dove grandeggiano due eleganti finestre bifore trecentesche, con decorazione a gattoni.

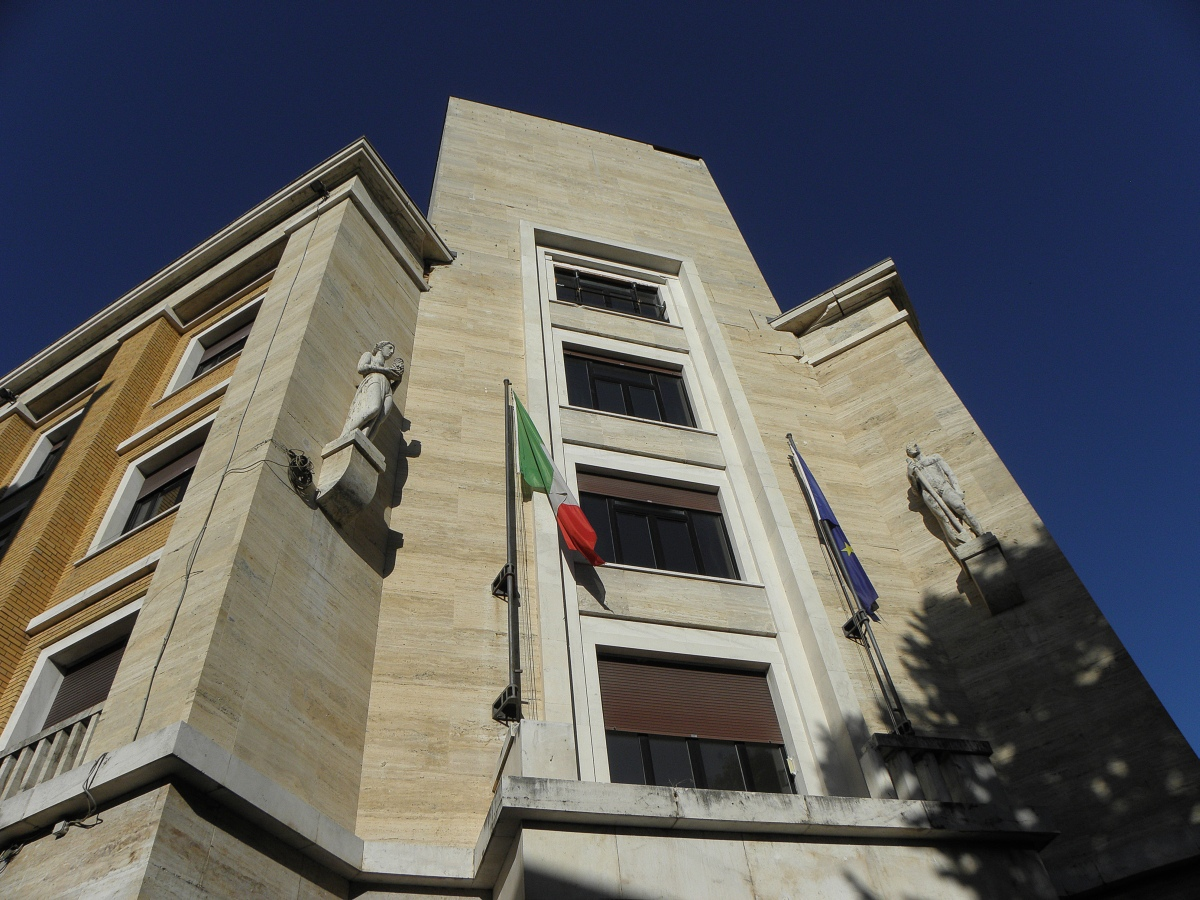
Istituto INPS

- Palazzo Istituto INPS: è stato realizzato intorno al 1937 allo sbocco del corso Federico II sulla villa comunale, una delle scenografiche costruzioni di ingresso a questa strada, cui corrisponde sulla sinistra il Cinema teatro Massimo. Il palazzo è stato realizzato in contemporanea con l'attiguo Grande Albergo del Parco negli anni 1940 in stile razionalista. Dopo il terremoto del 2009 la sede è stata spostata in una struttura più moderna, anche se il palazzo funge sempre da istituto, venendo acquistato dal comune. Nel 2018 è tornato a ospitare gli uffici, dopo il restauro. La struttura ha pianta quadrangolare in stile razionalista, con la facciata che si apre allo sbocco del corso, allargando il vertice dei due lati che confluiscono nella strada. I marmi e le due statue monumentali danno al palazzo un chiaro tono razionalista, e tale volume si innalza fino a realizzare una torretta di controllo. L'ingresso è inquadrato in una semplice cornice schematica, provvista di balconata superiore. L'insieme è schematizzato da costoloni, e sta a rappresentare la visione modernista del nuovo stile fascista.

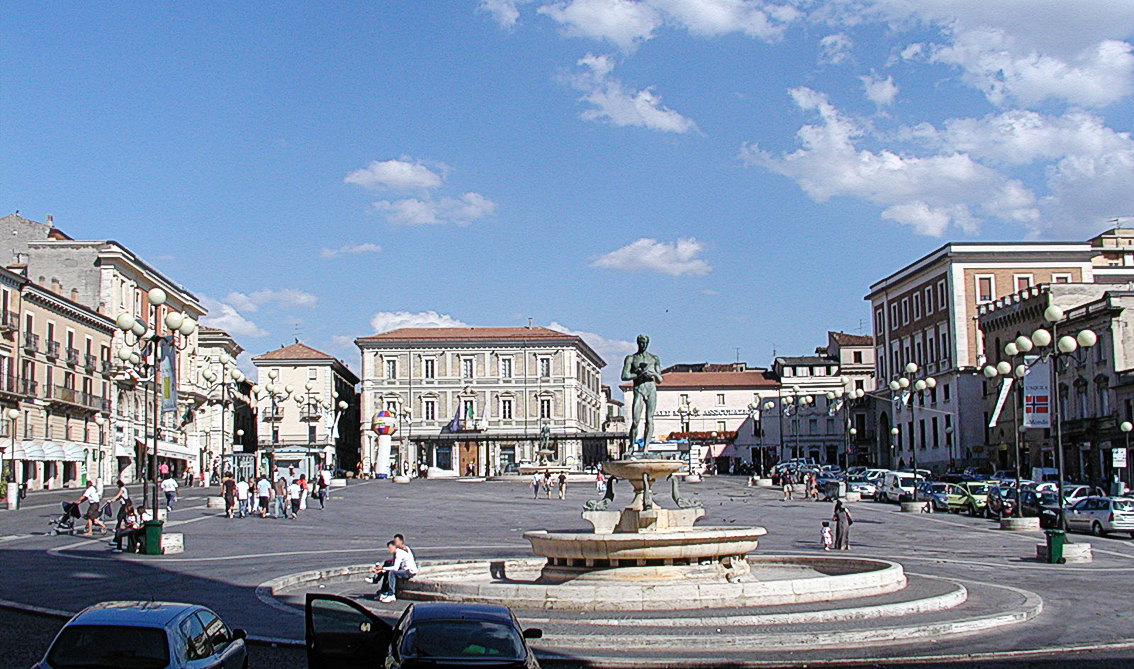
Veduta di Piazza Duomo dalla Cattedrale: al centro il Palazzo Betti e a destra la Banca d'Italia

- Palazzo della Prefettura: si trova in Piazza della Repubblica, accanto alla chiesa di Sant'Agostino, sede della Prefettura dal 1809, quando l'antico convento fu sconsacrato dai francesi. La sua realizzazione si inserisce nell'ambito di ricostruzione post terremoto 1703, poiché il vecchio palazzo del monastero agostiniano era andato completamente distrutto, fondato nel 1282 da Carlo I d'Angiò. Nel 1707 Giovanbattista Contini ripristinò il cortile e la chiesa, disponendola di nuova pianta ellittica, con facciata rivolta in Piazza San Marco. Nel 1606 il regime napoleonico chiuse il convento, dove si insediò un Commissario Regio, e gli agostiniani si trasferirono nel monastero di Collemaggio. Il convento fu spogliato degli arredi sacri, e divenne sede di uffici pubblici. La nuova fase di lavori di ristrutturazione ebbe inizio nel 1809, concludendosi nel 1814, determinandone l'impostazione planimetrica, specialmente della facciata. Nel 1820 vi fu costruito un piccolo teatro in legno denominato "Sala Olimpica", voluta dal cavalier Federico Guarini. Nel 1861 il Palazzo divenne sede della Prefettura dell'Aquila, e tale rimase fino al terremoto del 2009, che danneggiò seriamente l'edificio, riducendolo a uno dei monumenti più disastrati della città. Infatti nel 2012 è stata riaccomodata la parte dell'ingresso, ma per il resto della struttura è stato necessario il progetto di semi-demolizione e ricostruzione, i cui lavori sono partiti nel 2017.
L'edificio è a pianta trapezoidale, adiacente alla chiesa agostiniana, con la corte interna ed è disposto su due livelli. La facciata ruotata rispetto all'intero complesso. si presenta sobria con un elemento aggettante in corrispondenza del portico d'ingresso, rivestito in pietra e caratterizzato da piccola balconata sospesa su due paia di colonne che inquadrano il portale maggiore.

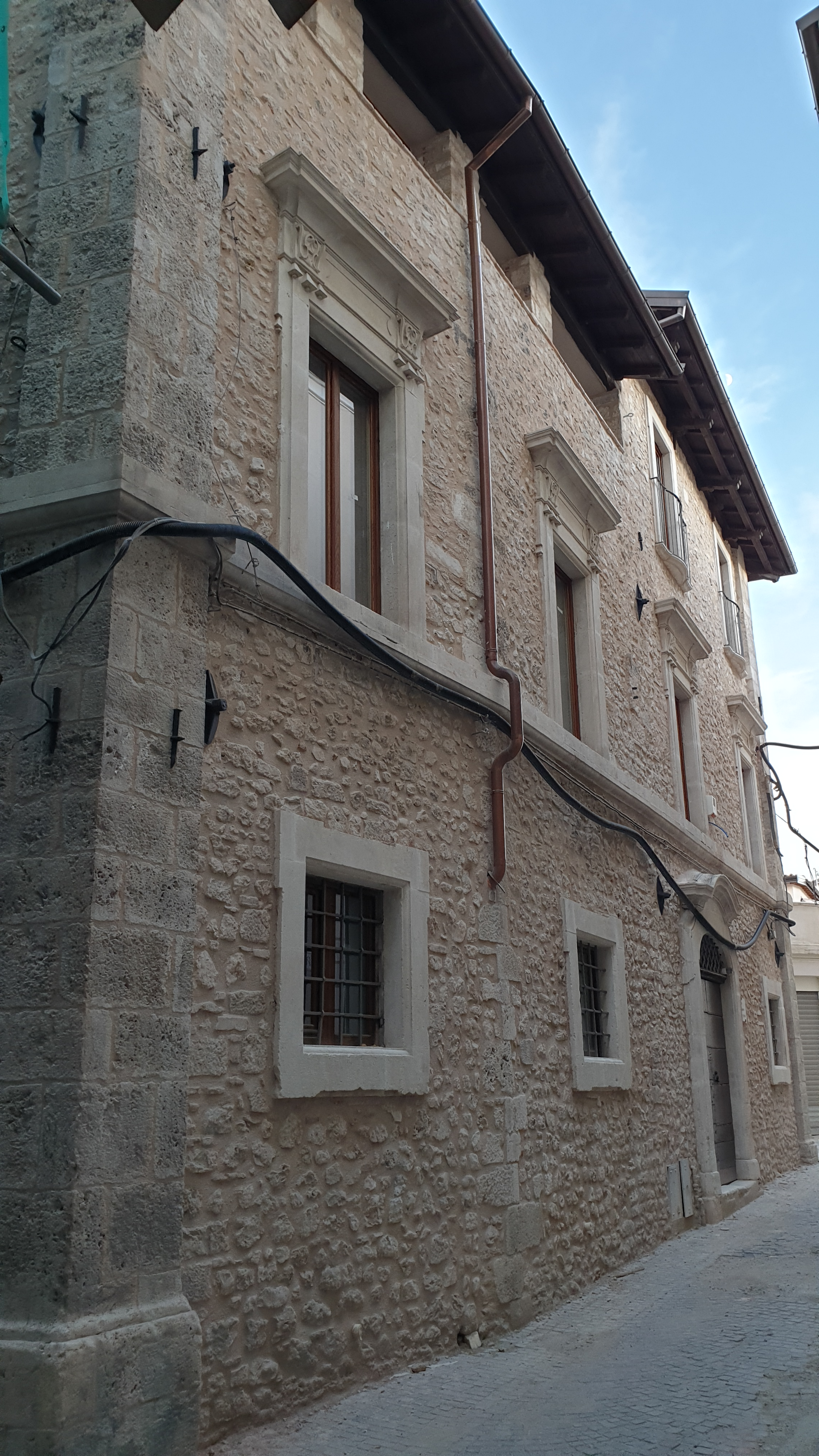
Palazzo Micheletti, via delle Grazie

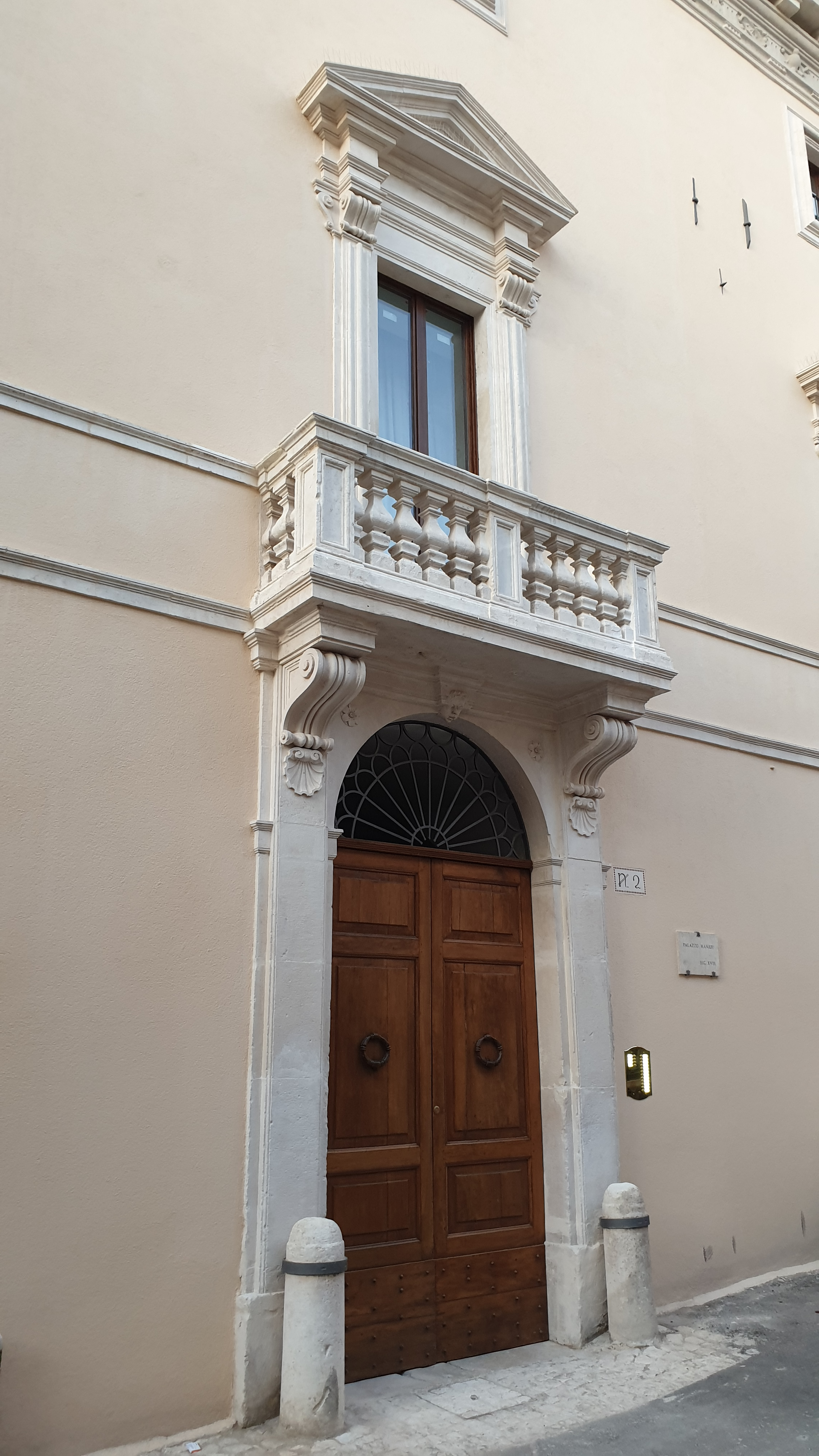
Palazzo Manieri, via Bazzano

- Grand Hotel del Parco (ex Grande Albergo L'Aquila): si trova nella villa comunale, alla fine del corso Federico. Realizzato negli anni 1940, dopo il progetto del 1929, il Grande Albergo sorge su un'area che fino al primo Novecento era pressoché vuota. Vi sorgeva solo la casa dei Frasca, con un palazzotto di proprietà Vastarini Cresi. L'esproprio delle strutture avvenne nel 1939, con la demolizione degli edifici, e l'inizio della costruzione dell'albergo. Il primo progetto fu affidato nel 1936 all'architetto Gino Franzi di Roma, e sottoposto a diverse varianti; seguì nel 1939 il progetto di Bernardino Valentini, che nel 1940 venne approvato nella versione definitiva, la quale determinò l'aspetto attuale dell'edificio. Particolarmente interessante il prospetto sul viale Luigi Rendina nel quale si vede, sulla destra, l'ingresso al "Grande Garage Generale"; secondo testimonianze dirette negli anni della seconda guerra mondiale i locali del garage furono usati come sala da ballo.[3]La presenza di un ampio spazio destinato a verde era espressione di una cultura architettonico-urbanistica, molto attenta al verde pubblico. Lo spazio del giardini accanto all'albergo è ancora oggi visibile, soprattutto in via San Michele.

- Case medievali di Costa San Flaviano: si tratta di un vicolo che fiancheggia la chiesa omonima, terminando con una costruzione dotata di torretta e arco di base. Le case hanno un aspetto rimaneggiato a causa dei vari terremoti, ma mantengono l'aspetto originario nell'impianto, addossate l'una all'altra. La casa maggiore della costa è dotata di una torre settecentesca con finestre ad arco a tutto sesto. Presso la vicina via Casella si trova un'abitazione molto interessante, restaurata dopo il sisma 2009, che mostra sulla facciata tre arcate a tutto sesto risalenti al Quattrocento, intervallate da colonnine circolari con capitelli finemente lavorati.

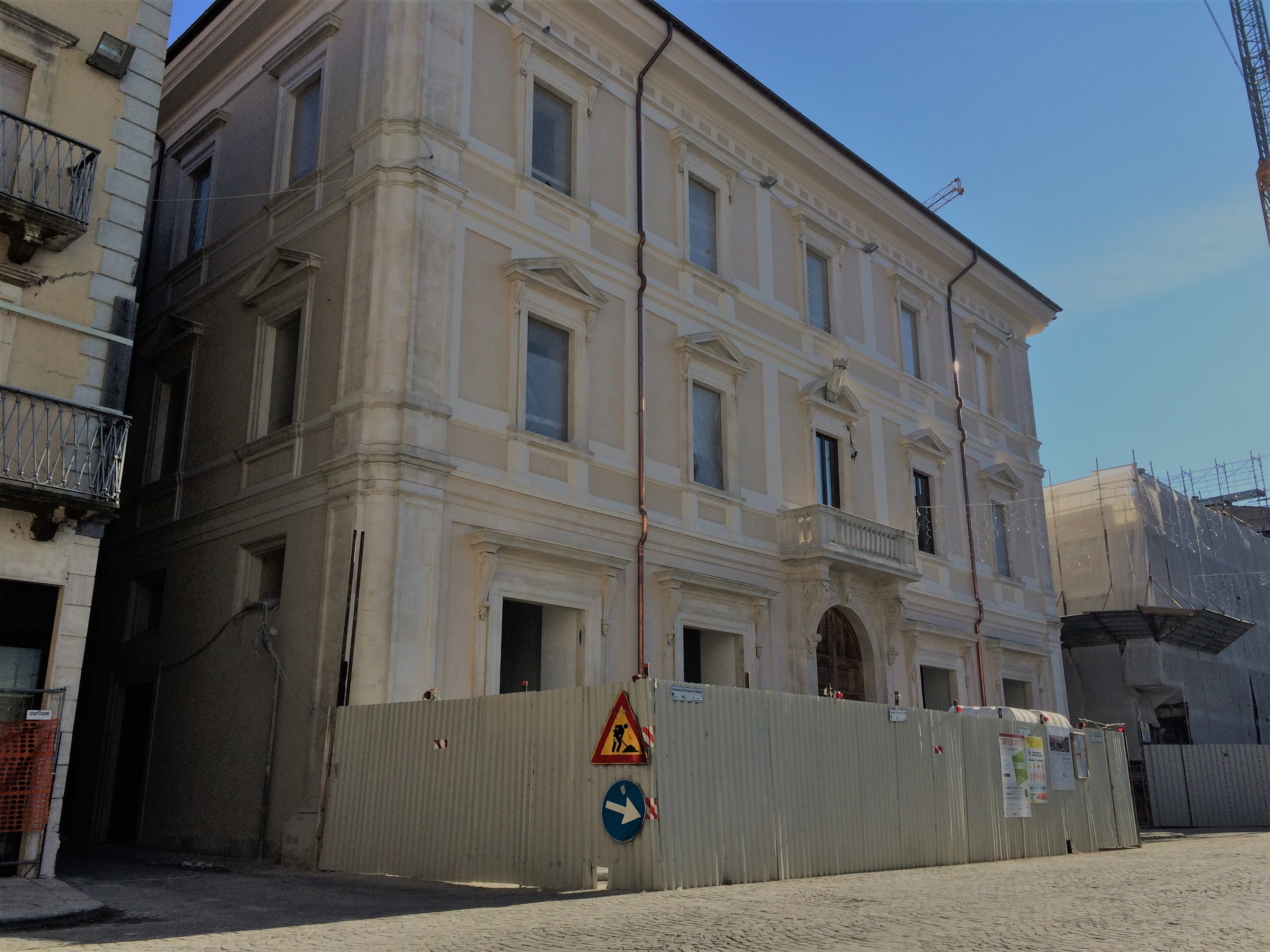
Palazzo Betti

- Palazzo Betti: si affaccia su Piazza Duomo, edificato dopo l'Unità d'Italia per volere di Gustavo Betti. L'edificio fu ammodernato negli anni 1930, perdendo la connotazione neorinascimentale nelle parti laterali, eccetto la facciata, rimasta più o meno nello stile originale. Il 12 ottobre 1924 Benito Mussolini si affacciò sul balcone principale per un discorso al pubblico; nel dopoguerra il palazzo fu usato per ospitare la sede del Banco di Roma, e successivamente per diverse attività commerciali, fino al sisma del 2009, che non l'ha danneggiato in maniera rilevante. La struttura presenta una struttura quadrangolare irregolare con corte al centro: la facciata in stile neorinascimentale ha uno schema classico, con tre ordini di cinque bucature con le finestre centrali di dimensione maggiore. Il finestrone centrale al piano nobile è dotato di balcone in pietra, sormontato dallo stemma familiare, con un'aquila nella parte superiore e un leone nell'inferiore. L'interno ha una pavimentazione in stile veneziano.

- Palazzo Dragonetti De Torres: in via Grifo-Santa Giusta, da non confondere con l'omonimo di via Roio, è una interessante struttura rinascimentale. Il palazzo risale al XV secolo, anche se è stato rimaneggiato, tuttavia mantiene molti aspetti della struttura originaria. Appartenne ai Dragonetti, una delle nobili famiglie aquilane più influenti nella vita forense, e successivamente ai De Torres di Napoli. Ha pianta rettangolare con suddivisione tre livelli. I primi due non sono molto interessanti, eccezione per l'ordine delle finestre con timpani triangolari e curvilinei alternati, mentre il terzo livello mostra ancora le finestre ad arcata del Cinquecento, intervallate da colonnine cilindriche. Su uno spigolo si trova il monumentale stemma dei Dragonetti, ossia un araldo con dentro un dragone rampante, sormontato da una testina d'angelo alata. L'interno è preceduto da un chiostro monumentale scandito da arcate con capitelli corinzi finemente lavorati, in stile cinquecentesco, e volte a crociera. Il Palazzo è attualmente sede, grazie ad un contratto di locazione firmato con la Fondazione Cassa di Risparmio di L'Aquila, dell'Ufficio delle Dogane di L'Aquila, ospitando anche un laboratorio chimico  ed un centro di formazione dell'Agenzia delle Dogane e dei Monopoli.[4]

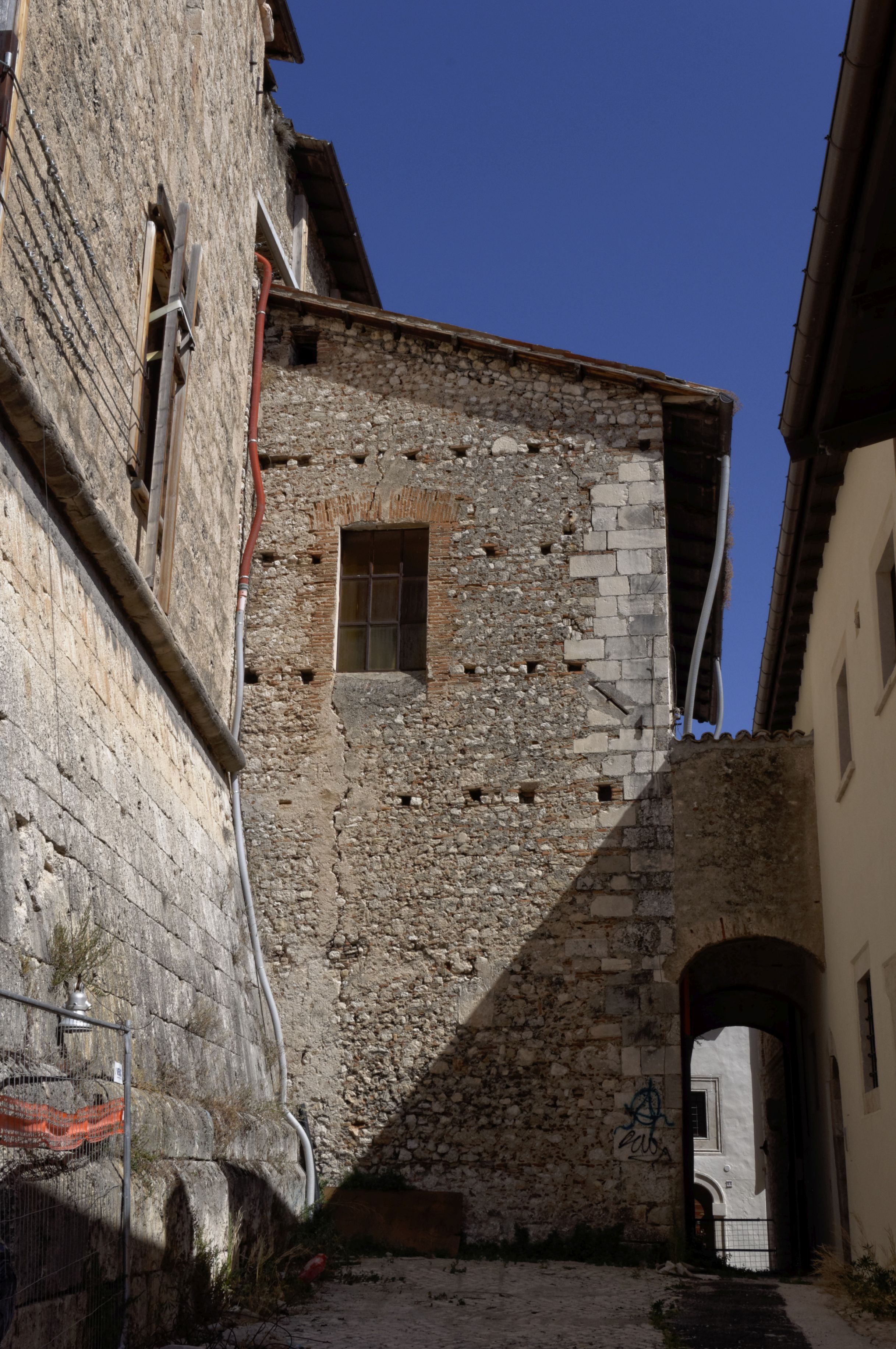
Vicolo del campanile turrito della chiesa di Santa Maria Paganica

- Ex Cinema Massimo: si trova sul corso Federico II, risalente all'epoca fascista, in stile razionalista. Ha pianta rettangolare, ed è rivestito in marmo, con monumentali colonne schematiche che compongono il portico di accesso. Ci sono alcuni bassorilievi di interesse in stile razionalista, tra le quali la stessa scritta CINEMA MASSIMO. Dopo il terremoto del 2009, il cinema è stato spostato, ma ci sono progetti per occupare i vasti locali interni per uno sviluppo culturale, dopo un primo restauro di consolidamento. Il nuovo sindaco Pierluigi Biondi ha assicurato con la delibera Cipe 48 del 2016 è stata finanziata per 300 mila euro la progettazione del secondo lotto di lavori, che saranno completati con i 3 milioni e 954 mila euro previsti nell'imminente delibera del Comitato interministeriale per la programmazione economica [...] Se il cronoprogramma verrà rispettato saranno necessari due anni e mezzo per il completo recupero dell'immobile, inserito nella programmazione 2019-2020 del piano triennale delle opere pubbliche.[5]

- Palazzo Manieri: in via Guelfaglione, è uno storico palazzo risalente al XVII secolo. L'ingresso è in via Bazzano, anche se in passato ha avuto altro ingresso sul corso Federico II. L'edificio si presenta con impianto a corte chiusa, che si sviluppa su tre piani fuori terra, più un piano sotterraneo, ad eccezione dei due ambienti adibiti a cantine, il palazzo non ha alcun piano sotterraneo vero e proprio. Il manufatto si presenta come un complesso con edificazione compatta, realizzato in muratura portante ed è completamente intonacato: la sua copertura è in coppi e tutti gli imbotti delle aperture sono in materiale lapideo, e dello stesso sono i due cantonali d'angolo, i balconi e il cornicione.[6]
Il palazzo ha al piano terra, che si affaccia sul corso Federico cinque negozi, un bar in via Bazzano e un ufficio all'ingresso della corte. Il primo piano è composto da uffici, mentre il secondo è diviso in nove unità. Nell'insieme architettonico, il piano terra si presenta con tutti gli ambienti voltati, con volte a schifo o mattoni, con la sola eccezione di un ambiente interno al cortile, che ha i solai in acciaio. Al primo piano si trovano ambienti con volte settecentesche realizzate a schifo, alcune a mattoni a taglio, tranne quella dia via Guelfaglione, in mattoni a doglio. I solai del piano secondo sono stati realizzati in acciaio e laterizi.

- Palazzo Simeonibus De Marchis: si trova su via Indipendenza, presso Piazza San Marco, e appartenne alla ricca famiglia Simeonibus, in attività in città nel XV secolo. Successivamente appartenne ai De Marchis di Ocre, della cui famiglia Giorgio De Marchis Bonanni fondò una onlus aziendale, attiva fino al 2009, quando fu spostata nel Palazzo Cappa Cappelli sul corso Vittorio Emanuele. Il palazzo ha aspetto settecentesco don un bel portale ad arco a tutto sesto con punte di diamante.

- Palazzo Romanelli: tra via Fortebraccio e via Barbara Micarelli, il palazzo settecentesco è frutto dell'accorpamento di più strutture dopo il terremoto del 1703, mostrandosi diviso in due tronconi stilistici. La base è dotata di archi e portali che denunciano la matrice rinascimentale in un lotto e quella settecentesca nell'altro. Il portale rinascimentale è fasciato in bugnato. L'interno è preceduto da un elegante chiostro ad arcate.

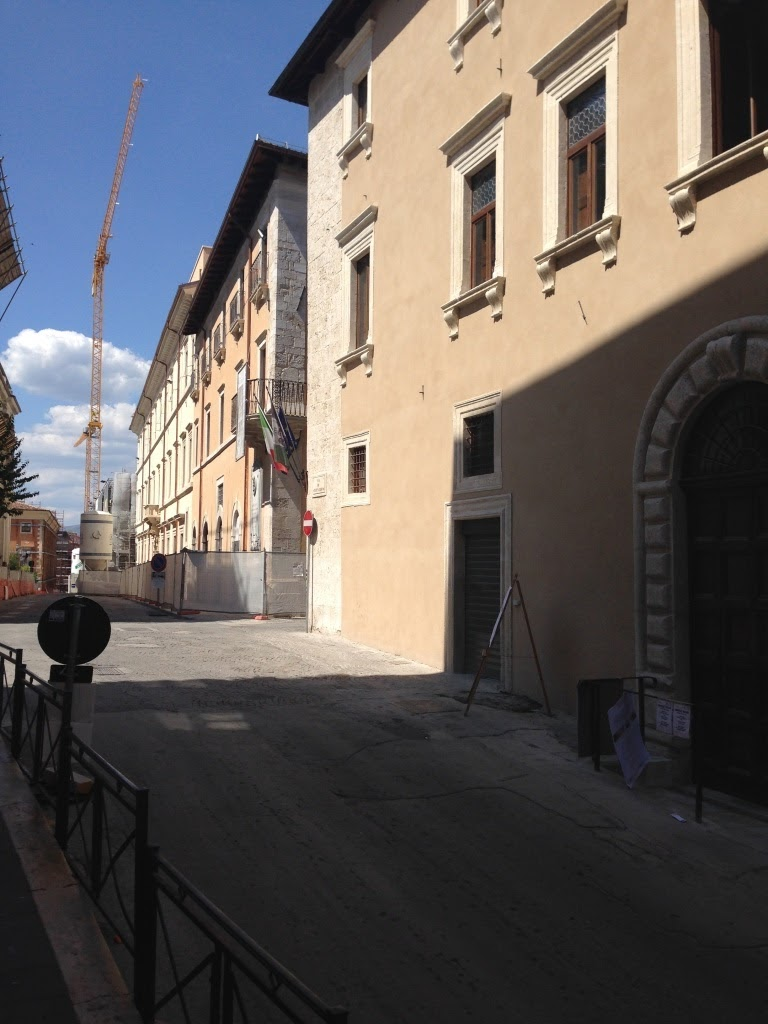
Palazzo Fibbioni Lopez, e in lontananza Palazzo Ciolina

- Palazzo Santospago Dragonetti: in via Fortebraccio, risale al XV secolo. La facciata è in conci di pietra sagomata, cornici delle finestre e dei portali, angolata in pietra su Piazza Bariscianello. Lo stemma nobiliare è in pietra finemente scolpita sull'angolatura sud; il vano d'ingresso è al piano terra, pavimento in cotto antico e copertura a volticine a crociera in mattoni pieni. Il muro è a scarpa al piano terra, loggiato del vano con scala monumentale e nicchia affrescata sul pianerottolo.

- Palazzo Barattelli: in Piazza Bariscianello, mostra forme neoclassiche, con sagome di bugnati realizzate in malta, cornici alle finestre, pregevoli volte in foglio del piano seminterrato; scala di distribuzione ai piani superiori di chiaro richiamo liberty internazionale, con modanature a volute e pianerottolo con pianta curva, cartigli ciechi ai vari piani.

- Villa Nurzia: si trova nella zona del viale Crispi a confluenza con via Campo di Fossa e via D'Annunzio. La villa è considerata l'esempio perfetto dello stile liberty aquilano, insieme a villa Silvestrella nel rione Santa Maria. Il villino è sempre appartenuto all'omonima famiglia che lo costruì, ed è stato restaurato dopo il sisma del 2009: di particolare ha gli stucchi situati nelle porte, nelle finestre, nei balconi e negli angoli degli spigoli. Motivi floreali, animali e volti umani sono raffigurati nelle forme più disparate, specialmente le figure umane mostrano diverse espressioni. L'impianto è rettangolare, con un secondo corpo che si erge a torretta, e un terzo a capanna con tetto a spioventi che funge da ingresso. Le decorazioni a stucco decorano i davanzali delle finestre, e presso le cornici dei tetti ci sono motivi vegetali intagliati nel legno. L'interno è stato alterato negli anni, ma di interesse si conservano le mattonelle, realizzate con graniglie dell'Umbria, all'ingresso c'è un quadro raffigurante Cristo tra gli apostoli, di autore incerto, forse Teofilo Patini.

### Quarto Santa Maria

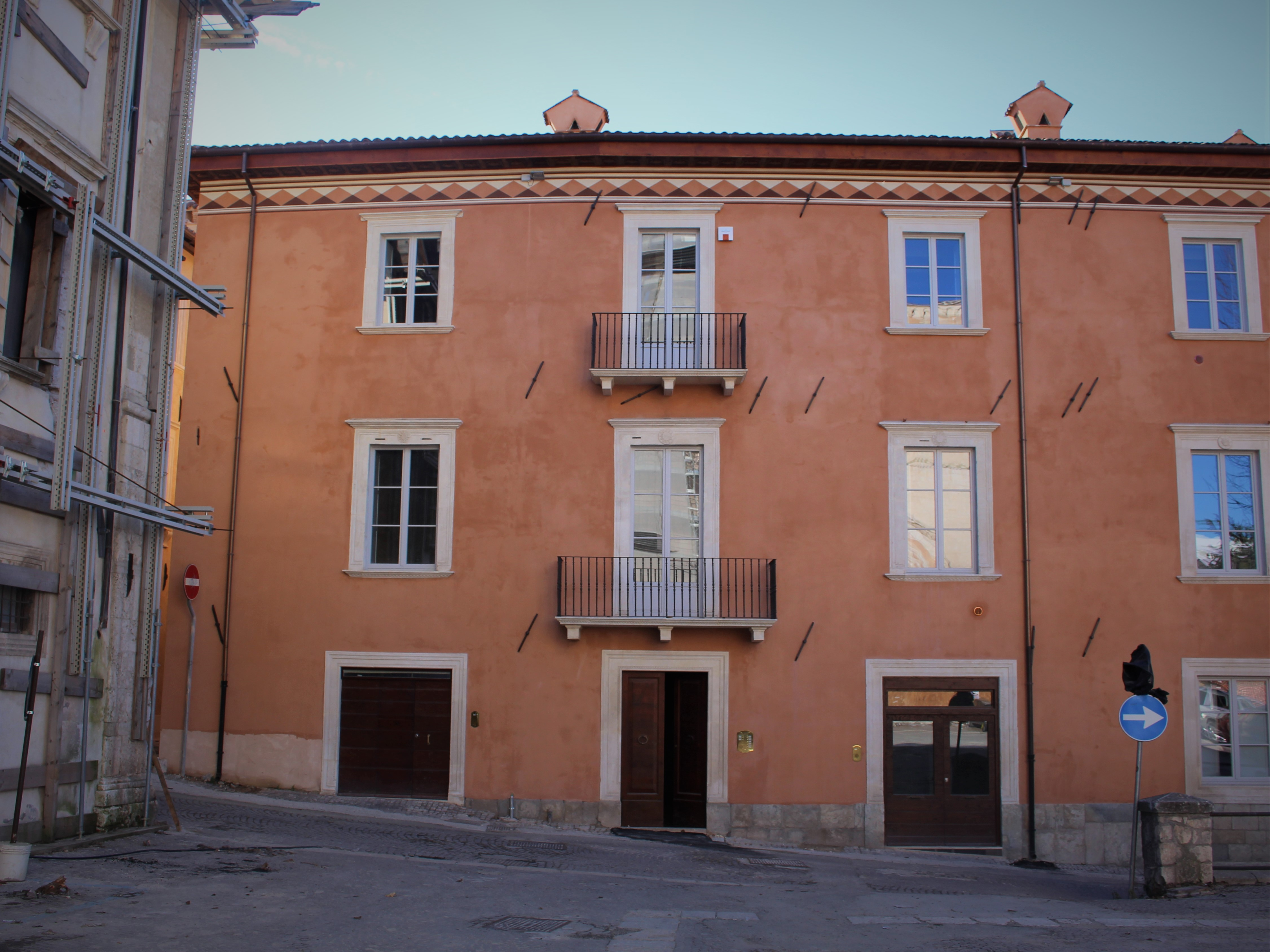
Palazzo Branconio

- Palazzo Farinosi Branconi: posto all'angolo di piazza della chiesa di San Silvestro e via Garibaldi, è uno dei palazzi più belli e meglio conservati della città, nonostante le devastazioni telluriche del 1703 e del 2009. Fu realizzata tra il XV e il XVI secolo, poiché il vecchio Palazzo Branconio era diventato troppo piccolo per la facoltosa famiglia aquilana proveniente da Collebrincioni. Il palazzo è decorato alla maniera settecentesca, pur conservando la patina rinascimentale, ed è ornato presso l'ingresso dallo stemma nobiliare. Dal cortile si accede all'interno con chiostro, e con splendide sale abbellite dagli affreschi che raffigurano scene dell'Antico Testamento, paesaggi naturali abruzzesi e un ciclo sulla vita di Papa Clemente I, molto venerato nella regione.

- Palazzo Branconio: in Piazza San Silvestro, fu il primo palazzo della famiglia Branconio realizzato nel XIV secolo circa, divenuto importante grazie a Giovanni Battista Branconio, che fondò a Roma anche il Palazzo Branconio dell'Aquila nel rione Borgo (progettato dall'amico Raffaello), demolito per la realizzazione del colonnato di Bernini. Il palazzo aquilano venne radicalmente ristrutturato da Francesco Contini nel 1624 e successivamente abbellito con la realizzazione di un giardino con casina delle delizie, in via Coppito. Il portale del palazzo è rinascimentale, posto sul fronte meridionale, e dedicato alla cappella privata di Girolamo Branconio. La facciata era quasi completamente decorata da pitture di Francesco degli Oddi, ma con il terremoto del 1703 l'insieme decorativo è andato perduto. Il palazzo si pone frontalmente verso la chiesa di San Silvestro, ed è costituito da tre livelli, cui si aggiunge la porzione sotterranea. La facciata presenta un impaginato architettonico regolare, con ingressi al pianterreno, che interrompono un rivestimento basamentale in pietra grigia, e le finestre ai piani superiori impreziosite da cornici in pietra bianca di Poggio Picenze, recanti ciascuna il monogramma di San Bernardino. Di rilievo è l'attacco al cielo della sommità che mostra un raffinato cassettonato ligneo, reso evidente dalla decorazione a losanghe.

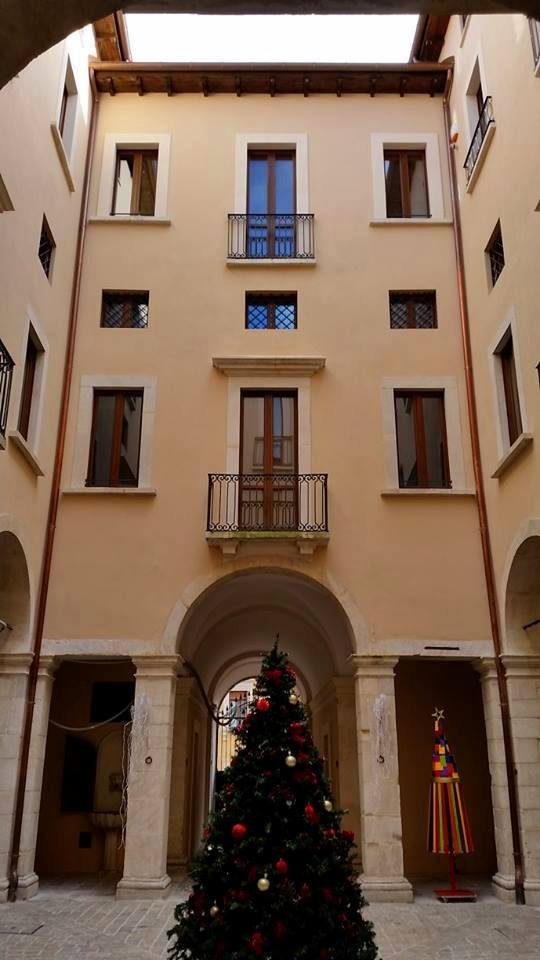
Palazzo Cappa Cappelli

- Palazzo Cricchi: lungo il corso Vittorio Emanuele nord, il palazzo risale al XVII secolo, come dimostrano alcuni elementi artistici, tra cui un affresco di San Cristoforo, protettore dei viandanti, del Seicento. Il palazzo attuale è settecentesco, riedificata sopra il precedente rinascimentale suddiviso in due corpi di fabbrica, riunificate con la nuova struttura. La facciata principale si trova sul corso, mentre quella opposta volge verso Piazza Santa Maria Paganica.

- Palazzo Cappa Cappelli: sul corso Vittorio Emanuele, fu edificato dopo il 1703 sopra il palazzo Ciampella. Nel XIX secolo appartenne ai Marchesi Antonini e poi a Francesco Cappelli, da cui prese il nome. La facciata principale è sul corso, mentre sul retro si apriva un cortile, trasformato poi nella Piazzetta del Sole.

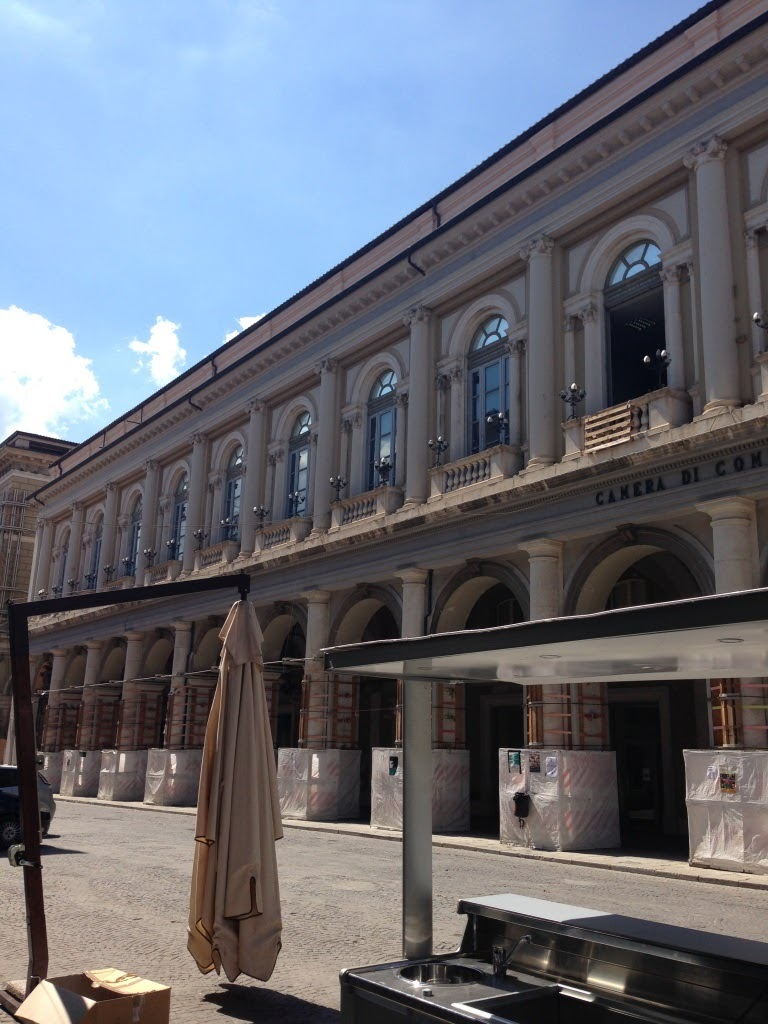
Camera di Commercio

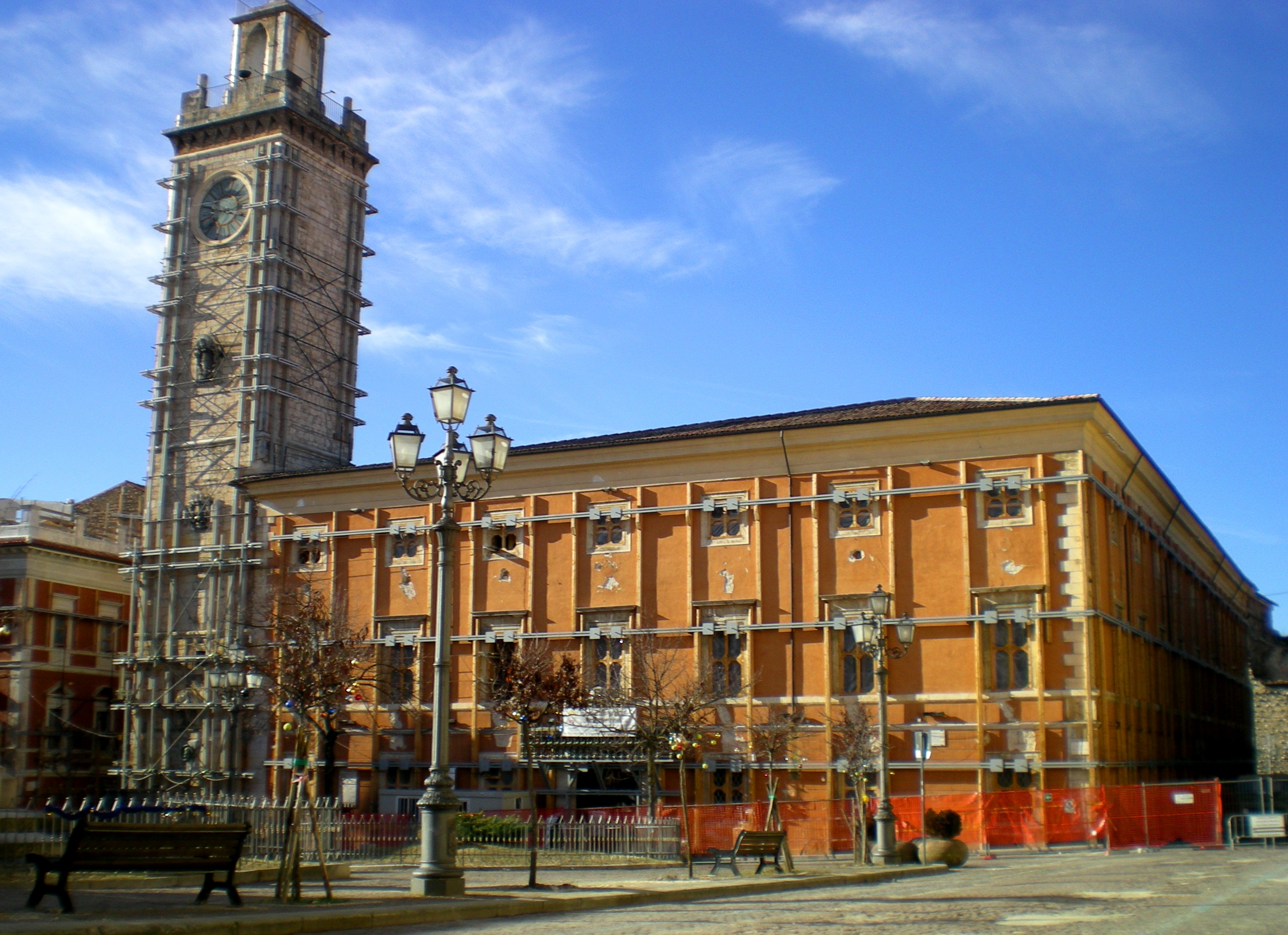
Palazzo Margherita

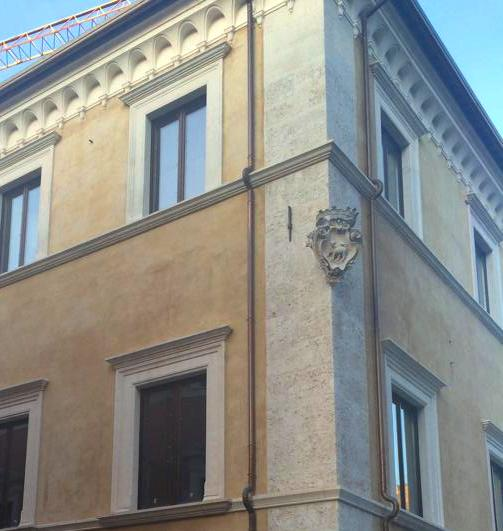
Palazzo Lucentini Bonanni

- Palazzo Lucentini Bonanni: allo sbocco del corso Vittorio Emanuele su Piazza Regina Margherita, il palazzo è stato la storica residenza dei Lucentini nel XVI secolo. Dopo il 1703 il palazzo fu ricostruito dai Pietrucci e dal XIX secolo è proprietà dei Bonanni, baroni di Ocre, che si stabilirono nella struttura dopo aver ceduto al comune il palazzo Cipolloni Cannella, sempre sul corso. Nel 1933 il palazzo venne privato di una porzione situata verso il Palazzo Paone Tatozzi per la realizzazione dello slargo Margherita. L'edificio ha un aspetto rinascimentale a tre livelli, con pesanti contrafforti sugli angolari; sull'angolo più importante che sta sul corso è installato lo stemma familiare dei Bonanni, blasonato come "d'oro al gatto passante di nero con la testa in maestà".[7] La simbologia del gatto torna anche nella toponomastica della zona, come appunto la via del Gatto, poco distante. Lesionato dal sisma del 2009, l'edificio è stato sottoposto a restauro a partire dal 2012 e riaperto al pubblico per la prima volta nel 2015, in occasione dell'Adunata nazionale degli alpini.

- Palazzo del Convitto: sino al 2009 univa le sedi della Camera di Commercio, del Liceo Classico Cotugno, e della Biblioteca Tommasi, è stato realizzato nell'Ottocento sopra il Convento di San Francesco, di cui restano l'impianto, il campanile e la cappella dell'Immacolata Concezione. Un pezzo della facciata della chiesa è stato trasportato in Piazza Regina Margherita per realizzare la fontana del Nettuno. Il palazzo è una delle strutture più importanti del corso Vittorio Emanuele, situato all'incrocio del corso sud con il corso nord e il Corso Umberto I, che con l'asse di via San Bernardino compone i "Quattro Cantoni". Il palazzo fu adeguato strutture del Convitto nazionale "Domenico Cutugno" con biblioteca provinciale nel 1876, completato nel 1883, ospitando la Biblioteca "Salvatore Tommasi" e il Liceo Classico "Domenico Cotugno", abbellito da portici che inizialmente si trovavano solo sul tratto d'incrocio del corso Vittorio Emanuele col Corso Umberto I, poi negli anni 30 tutta la fascia del corso occidentale fu adornata dei portici, sino ad arrivare a quelli di Palazzo Federici a Piazza. Dopo il terremoto del 2009, il palazzo è rimasto inagibile, e le due corporazioni sono state spostate in strutture moderne, e così è accaduto anche per la Cassa di Risparmio, situata nell'attiguo stabile lungo il corso.
L'edificio ha un aspetto neoclassico, dotato di bei portici ad arcate, i quali percorrono più della metà dell'intero perimetro. Essi sono illuminati da solenni lampadari ottocenteschi, e coperti da volta a vela. Dall'esterno le arcate appaiono scandite da paraste doriche, sulle quali è collocati un lungo epistilio modanato. Oltre quest'ultimo si articola il secondo livello: nelle murature sono aperte grandi serliate, protette da balaustre e scandite da paraste ioniche; su di queste è impostata un ulteriore architrave, coronata da cornicione e caratterizzata da minute mensole. Le finestre del piano superiore il cornicione sono spartite da piccole lesene.

- Palazzo della Cassa di Risparmio "Casrispaq": si trova nel cuore del corso Vittorio Emanuele, dove fu fondata nel 1859 la cassa della provincia Aquilana, il palazzo è attaccato al Convitto nazionale di San Francesco a Palazzo. Nel 1999 la Cassa fu acquistata dal gruppo BPER, il quale ha riacquistato il palazzo ottocentesco dopo il terremoto del 2009 per restaurarlo. Il monumentale palazzo ha le stesse dimensioni del Convitto Nazionale, e si trova sul corso, con un lato che si affaccia su via Sallustio; la distribuzione dei portici a cornici classicheggianti è simile a quelli dell'altro palazzo, con paraste a cornici ioniche. Oltre i portici si trovano due livelli scanditi da cornici, con ordine di finestre a cornice neoclassica a timpano triangolare (secondo piano) e a cornice normale (terzo).

- Palazzo Federici: accanto alla Cassa di Risparmio, nel corso Vittorio Emanuele, è l'ultimo monumentale palazzo ottocentesco del corso, con affaccio su Piazza Duomo.  Il palazzo esisteva già prima dell'attuale trasformazione ottocentesca, ma è stato accomodato successivamente negli anni 30 del Novecento con portici aperti e aspetto monumentalista pseudoclassico, per somigliare alle altre due strutture maggiori del corso Vittorio Emanuele, con la costruzione dei portici. Nel dopoguerra ospitò i Grandi Magazzini. Si presenta a pianta rettangolare, con due avancorpi laterali che si affacciano sulla piazza principale, sporgendo leggermente dalla struttura, scanditi da cornicioni e paraste ioniche. Alla base si ripropone lo stesso schema dei portici monumentali alternati da colonne parastate con capitelli ioniche, fasciati in bugnato liscio. L'ordine delle finestre è sempre inquadrato da timpani triangolari, mentre il secondo ordine del terzo piano è classico e semplice.

- Palazzo Intesa Sanpaolo: si trova davanti al Palazzo del Convitto, lungo il corso Vittorio Emanuele, realizzato poco dopo il 1927 durante il rinnovamento stilistico del corso Vittorio Emanuele. Il palazzo ha struttura rettangolare, con facciata molto semplice in chiaro stile razionalista, con finestre a timpano spezzato e portico monumentale alla base. Ospitò prima il Banco di Napoli e attualmente la Banca Intesa Sanpaolo.

- Palazzo Istituto INAIL - Uffici Governativi Opere Pubbliche: l'istituto fu inaugurato nel 1922 presso uno stabile storico lungo il corso Vittorio Emanuele, successivamente demolito negli anni 1930 e ricostruito in stile razionalista, con secondo affaccio su via San Bernardino. Il palazzo fa parte di un complesso molto più vasto, che si estende lungo gran parte di via San Bernardino, fino al piazzale della basilica. Inaugurato nel 1935, il palazzo mostra una struttura cubica rettangolare, con facciata principale lungo il corso, dotata lungo via San Bernardini di portici molto schematici, della scritta dell'istituto, e in origine di fasci littori. I portici lungo la via in declivio sono rialzati, in modo da offrire una deambulazione regolare lungo il pavimento in marmo, permettendo l'accesso alla zona della Basilica di San Bernardino oltrepassando in altezza lo sbocco di via Fortebraccio. Dopo tale via i portici si collegano al palazzo degli Uffici, non dissimile dall'INAIL, ma più armonico nelle forme, composto da uno stabile a pianta rettangolare, dove uno degli spicchi verso via Fortebraccio si arrotonda, formando una curva.

- Palazzo Ciolina: nome completo "Ciolina-Campella", è un palazzo tardo-rinascimentale posto di fronte al Palazzo del Convitto, all'ingresso del Corso Umberto, e fiancheggia all'altro capo del corso Vittorio il Palazzo Fibbioni. La struttura è compresa nell'incrocio dei Quattro cantoni, mostrano un impianto quadrato con gli spigoli in pietra, e il resto dell'esterno intonacato di ocra, eccezione per il primo piano in pietra, dove si trovano le grandi arcate per le botteghe. Quando nel primo Novecento la via dove si trova è stata intitolata a Umberto I, sul palazzo è stata posta una monumentale targa commemorativa con l'immagine del re.

- Case INCIS: realizzata come palazzo popolare per gli impiegati statali, si trova all'ingresso di via Duca degli Abruzzi, realizzato negli anni 1930 sopra antiche case dei locali del Guasto. Il palazzo è in chiaro stile razionalista, a pianta rettangolare, mostrando il lato sul viale Nizza arrotondato, in modo da rompere il classico schematismo dell'arte razionalista.

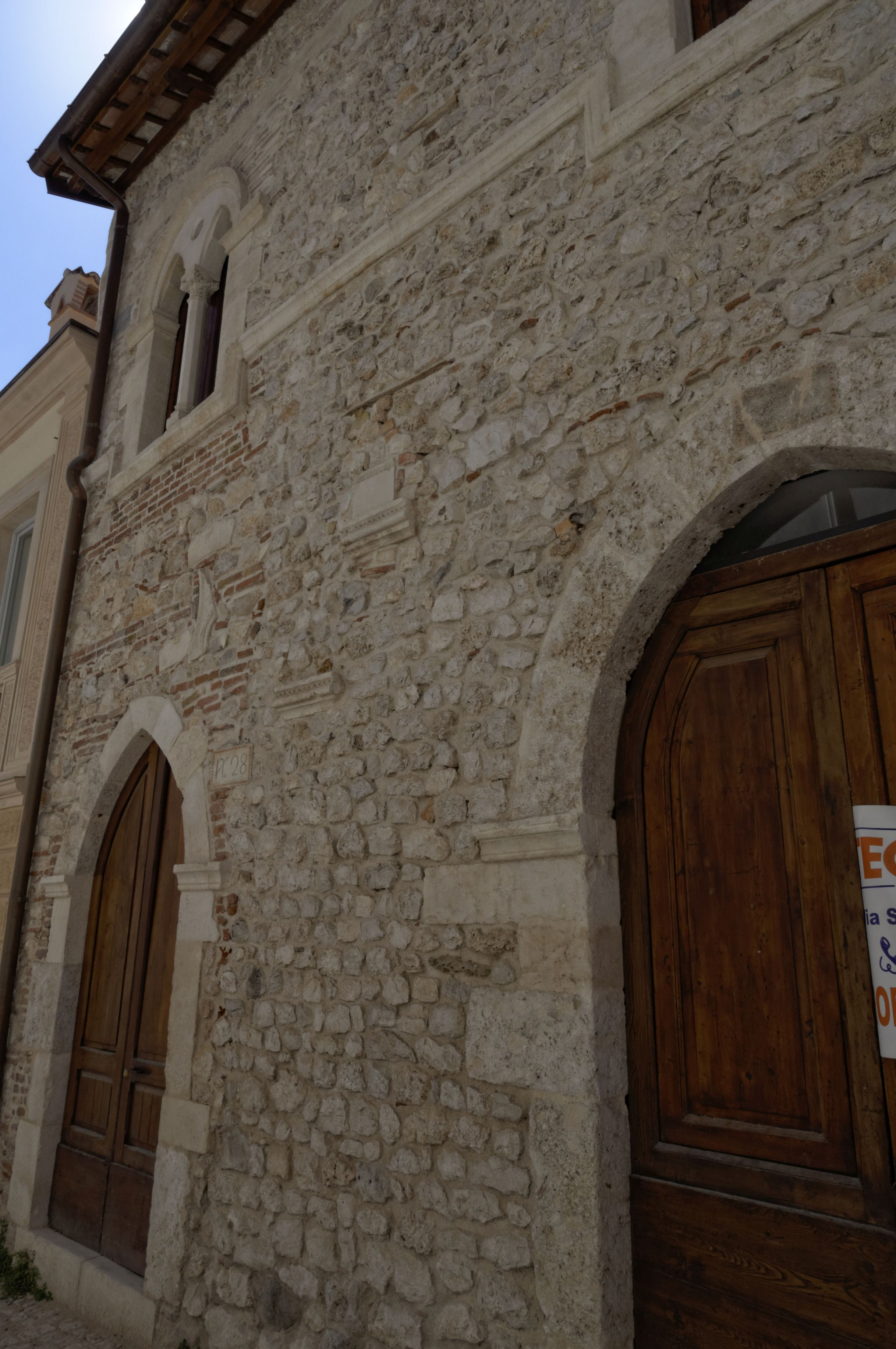
Casa di Buccio di Ranallo

- Palazzo Fibbioni: si trova sul corso Vittorio Emanuele, all'incrocio con via San Bernardino dei Quattro Cantoni. Era il palazzo principale dell'omonima famiglia il cui capostipite, Bartolomeo del Secco, si trasferì a L'Aquila nel XVI secolo, ricevendo il soprannome di "Fibbione", trasferitosi successivamente al titolo del palazzo. La famiglia si estinse nel XIX secolo e gli ultimi discendenti Teodora e Agnese Fibbioni nel 1899 decisero di istituire una fondazione per la tutela del palazzo. La struttura è un classico esempio di architettura rinascimentale aquilana conservatasi nonostante i rifacimenti, è caratterizzato da due prospetti pubblici (quello su via San Bernardino), il secondo sul corso Vittorio. Le facciate sono tripartite orizzontalmente con quella principale, modificata nei secoli, con portale in bugnato del XVII secolo, e quella di San Bernardino con le aperture di stampo classico quadrangolare.

- Palazzo Carli Benedetti: in via Accursio, fu edificato nel XV secolo, sopra il colle più alto del rione Santa Maria. Il palazzo ha un bel cortile rinascimentale attribuito a Silvestro dell'Aquila, con pozzo centrale. Un'imponente scalinata di fronte all'entrata è sovrastata da una grande arcata con portici su tre lati.

- Palazzo Carli-Porcinari: angolare tra via Bafile e via Paganica. Al pianterreno nelle stanze riccamente affrescate, tra fasce pittoriche e decorazione in stile trompe d'oeil, altri dettagli fanno pensare che il palazzo fu ricostruito dopo il terremoto del 1703, e usato per la vita mondana. Il sedile in pietra costruito accanto alla finestra era usato dalle donne di corte per sfruttare la luce del sole. Il soffitto è a cassettoni lignei, mentre gli affreschi mostrano spazi finti e aperture immaginarie, ripercorrendo lo stile classico dei palazzi rinascimentali.

- Palazzo Margherita: è uno dei palazzi simbolici della città, sorgente in Piazza del Palazzo, lungo il Corso Umberto I. Il palazzo esisteva già nel XIV secolo come sede del Capitano di Giustizia, ma fu profondamente modificato con l'arrivo di Margherita d'Austria nel 1572. Architetto del progetto fu Girolamo Pico Fonticulano, il quale realizzò il progetto venendo pagato 17.000 ducati. Venne completamente cambiata la prospettiva su Piazza Duomo, poiché la struttura sarebbe dovuta diventare sede del potere civico. Tuttavia gran parte dell'esterno è stata nuovamente rimaneggiato dopo il terremoto del 1703, con la costruzione di una nuova facciata tra il 1838 e il 1846, che si affaccia sullo slargo prodotto nell'attuale Piazza Palazzo, con la demolizione di alcune case. L'accesso originario era su via delle Aquile. Il palazzo fu sede della Gran Corte degli Abruzzi, poi Palazzo di Giustizia, e infine divenne sede comunale.
Il volume si articola in una corte centrale dove si accede da tre bracci disposti verso le tre piazze, ed era originalmente caratterizzato da un porticato sui lati nord-est-ovest, e da una coppia di scale rampanti. La pianta è rettangolare, con chiostro interno; di antico sopravvive la torre civica medievale che si staglia sulla piazza. La torre nel 1310 era alta 52 metri, successivamente ridimensionati a causa dei crolli, ed ospita in cima uno degli orologi più antichi d'Italia, ed alla base lo stemma civico e una cappella che serviva per i condannati a morte.

- Palazzo Cipolloni Cannella: si trova allo sbocco del corso Vittorio su Piazza Duomo, edificato nel 1490 dalla famiglia Pica-Camponeschi. Nel 1508 la struttura fu ceduta e cambiò vari proprietari, fino all'acquisto nel 1634 dei Bonanni. Dopo il terremoto nel 1703, nel 1717 fu ricostruito, e fu sempre gestito dai Bonanni, fino al loro trasferimento nel Palazzo Lucentini in Piazza Regina Margherita, venendo venduto ai Cipolloni. Il palazzo ha una connotazione neoclassica, avendo perso quasi completamente l'impianto originario, e fino al 1896 ospitò la Banca Nazionale.

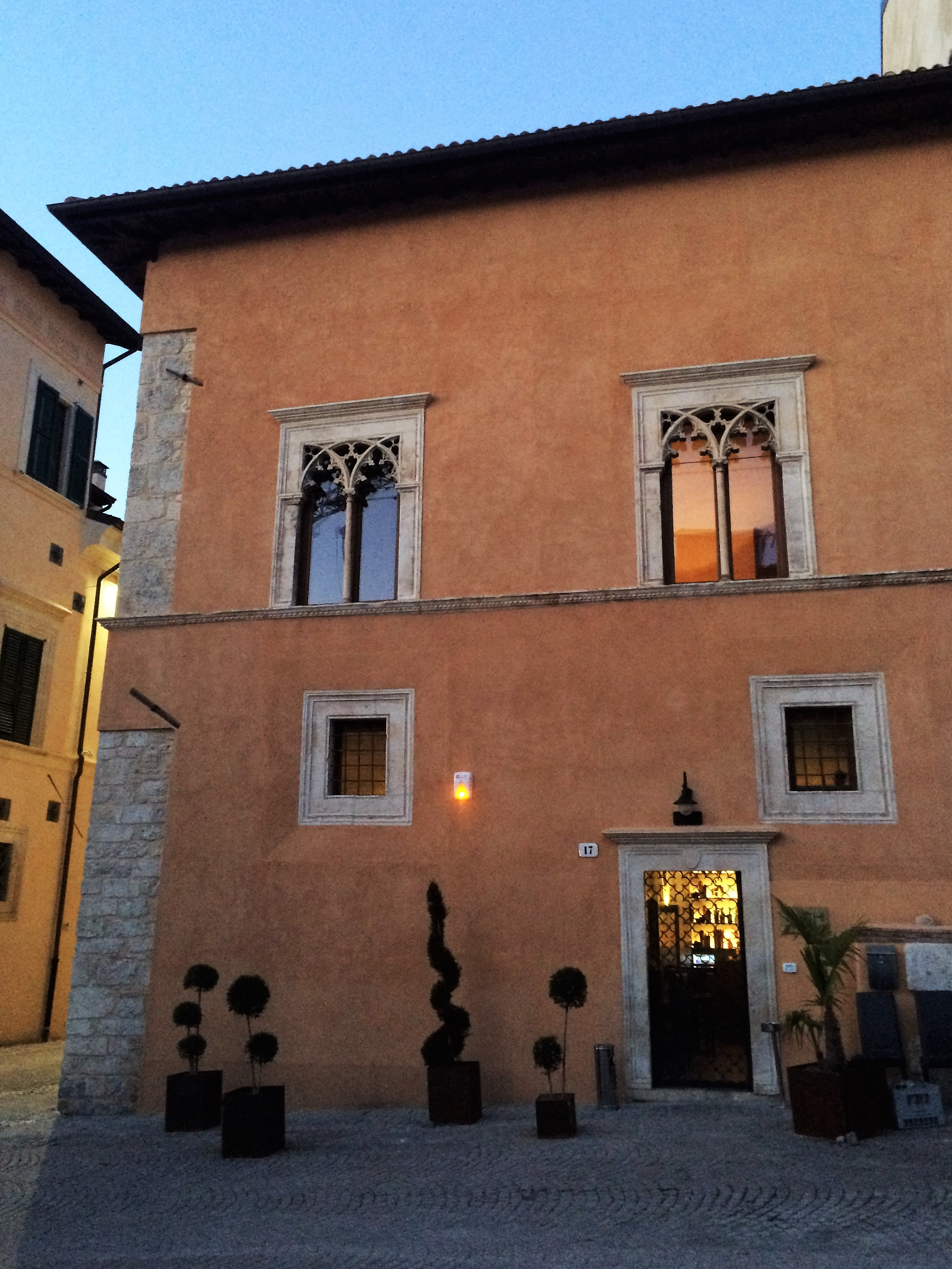
Casa Cappa Camponeschi

- Palazzo Ardinghelli: si trova in Piazza Santa Maria, nel cuore del rione. Fu progettato nel XVII secolo dall'architetto Francesco Fontana per conto degli Ardinghelli di origini fiorentine. La struttura infine fu completata tra il 1732 e il 1742, mentre la facciata ultimata con scalone monumentale nel 1955, su progetto del 1928 che riproponeva il motivo del timpano sul finestrone centrale. Si accede alla struttura, articolata su due piani, attraverso un portale in bugnato, in portico voltato a crociera che introduce al cortile ad esedra, elemento molto singolare del palazzo. Al primo piano, sul porticato, sono presenti una serie di finestre a timpano curvilineo, mentre l'esedra si apre in un loggiato che, in corrispondenza dell'ingresso, è interrotto da un singolare balcone decorato da settecentesca ringhiera di ferro, unico esempio aquilano di balconata a quota variata. Di grande pregio sono le decorazioni pittoriche dello scalone, realizzate da Vincenzo Damini (1749). Con il restauro del palazzo dopo il terremoto del 2009, è in allestimento una mostra permanente della Fondazione Maxxi di Roma, che dovrebbe essere inaugurata nel 2018.[8]

- Palazzo Cappa Camponeschi: accanto a Palazzo Ardinghelli affacciato su Piazza Santa Maria Paganica, è stato realizzato mediante l'accorpamento di due strutture: l'antica casa quattrocentesca dei Camponeschi, e il nuovo palazzo sei-settecentesco. Un poderoso pilastro angolare, in pietra regolare a facciavista ed una cornice marcapiano danno l'impressione di solida eleganza, Nella vasta parete intonacata si succedono, con ritmo regolare, le sei finestre contornate da cornici classiche ed i davanzali sorretti da coppie di eleganti mensoline.[9]Sul risvolto di via Paganica, oltre alle sei finestre e le quadrotte schiacciate, come su via Garibaldi, si apre il portale settecentesco con vano ad arco policentrico sobriamente incorniciato e arricchito da un disegno con snelle volute e altissimo cartiglio rettangolare. L'angolo meridionale ha un portale gotico medievale; all'interno nella corte si trovano nella parete di fondo un portale gotico e una finestrella, del XIV secolo con le tipiche palmette che ornano le cornici, piste a limitare la ghiera del vano maggiore.

- Palazzo Lely-Gualtieri: situato tra Piazza Chiarino e via Garibaldi, il palazzo è settecentesco, oggetto di un corposo restauro dopo il terremoto del 2009, conclusosi nel 2014. Il cortile del palazzo ha già ospitato un evento di musica e danza e l'esposizione d'arte contemporanea figurativa di Giancarlo Ciccozzi, in occasione della Perdonanza Celestiniana del 2017.[10]L'esterno a pianta rettangolare con avancorpo laterale turrito, è settecentesco, con alcune caratteristiche rinascimentali. L'interno è accessibile mediante scalone monumentale che si biforca in due accessi. Il chiostro interno è molto singolare per i giochi geometrici di luci e ombre, con arcate a tutto sesto.

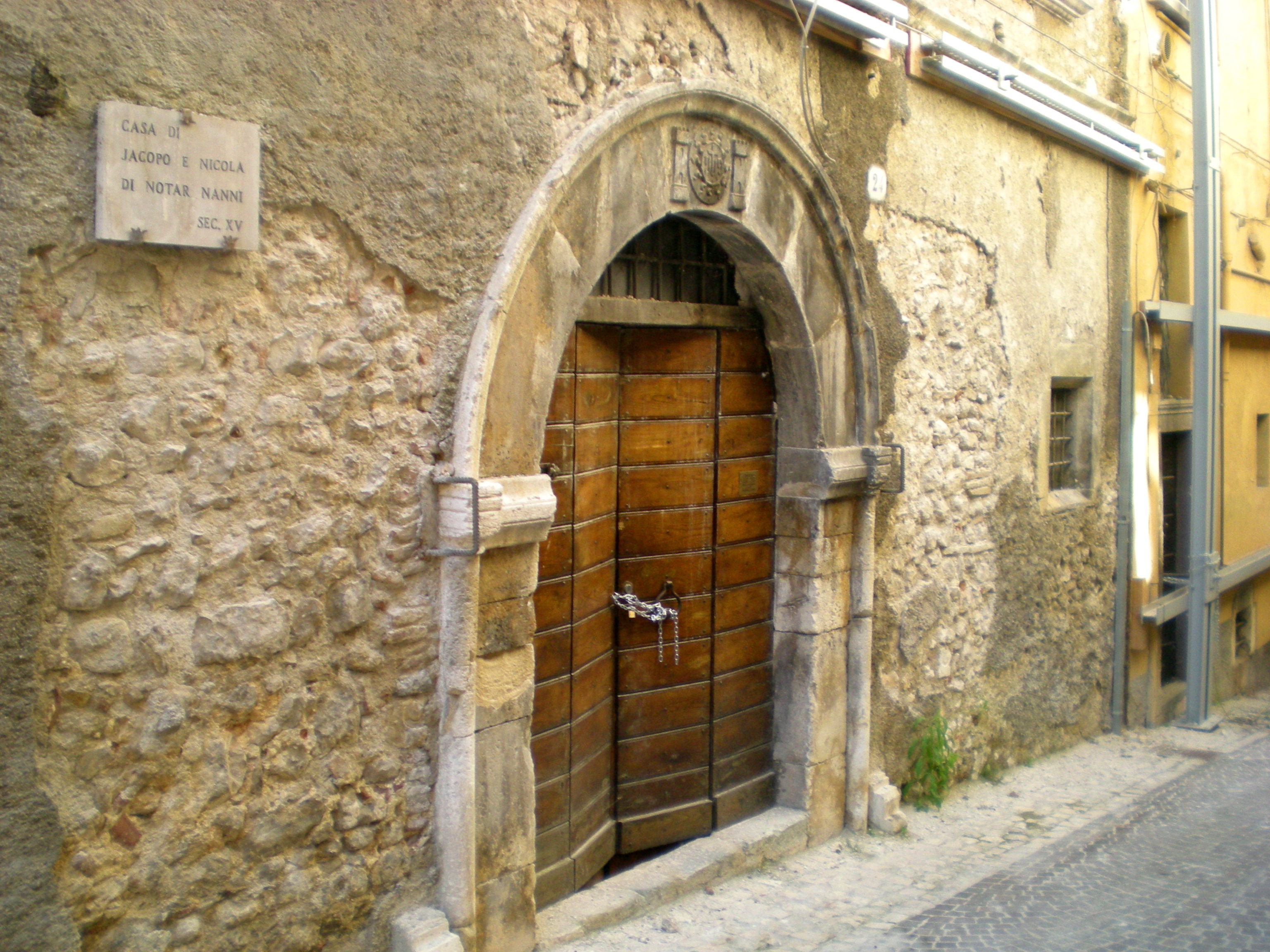
Casa di Jacopo di Notar Nanni

- Palazzo Micheletti: in via Castello, è un edificio storico settecentesco a pianta rettangolare, che mostra però un esterno ancora in sobrie apparenze rinascimentali, con doppio ordine di finestre, e quadrotte presso gli archi delle botteghe alla base. L'interno al piano nobile è ornato da soffitto cassettonato con formelle di cobalto decorate da palline dorate.

- Palazzo Mariani: struttura ottocentesca posta in affaccio su Piazza Chiarino, eretto lungo via Garibaldi. Danneggiato nel 2009 con il crollo della castellina centrale, è stato restaurato com'era nel 2016. Il restauro è costato 18 milioni con progetto dell'architetto Federico Santoro. La struttura del palazzo è molto semplice, a pianta rettangolare con facciata verso il piazzale. Cornici marcapiano dividono l'insieme in tre livelli, con il finestrone del piano centrale decorato da un monumentale cornicione a timpano spezzato.

- Palazzo Gentileschi: struttura sette-ottocentesca in via Garibaldi, restaurata nel 2016 dopo il terremoto. La facciata principale è neoclassica, con divisioni in cornici e paraste, e oblò ovali situati nell'ultimo piano, che si alternano all'ordine di finestre. I portali principali sono due, ad arco a tutto sesto, decorati da cornici con motivi lineari a zigzag

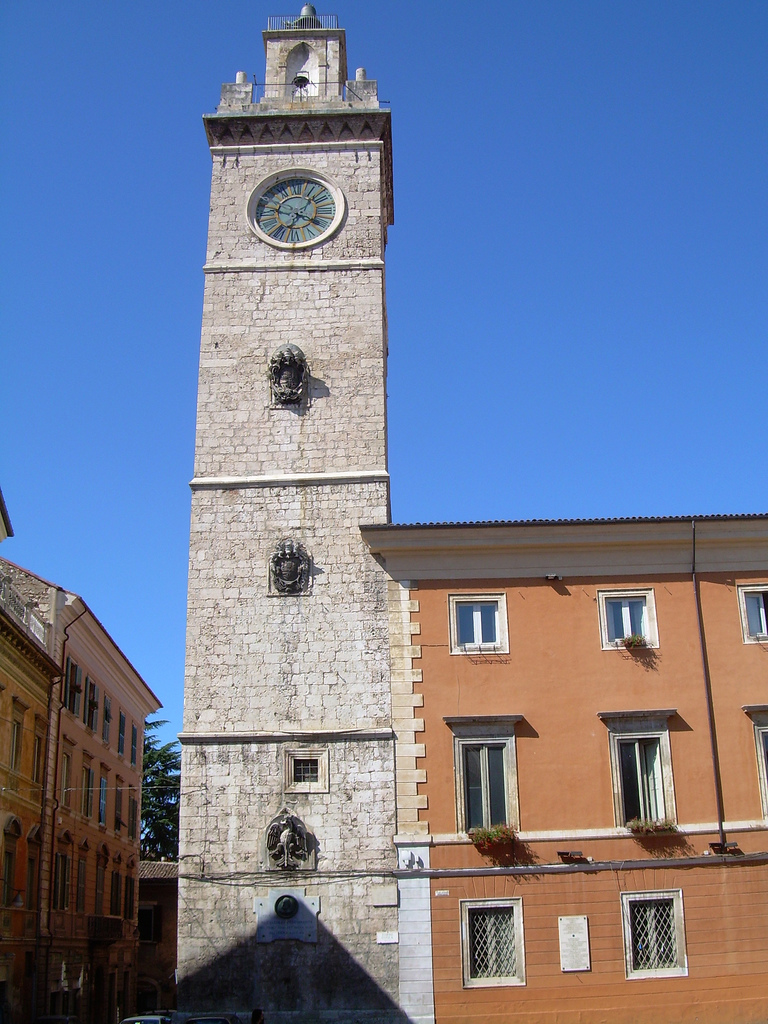
Torre civica del Palazzo Margherita

- Palazzo Chiarino : costruito dalla famiglia omonima negli anni 1920 in stile eclettico, si affaccia sulla Piazza Chiarino, e sostituisce la secolare chiesa di San Martino e San Giustino da Paganica, demolita per l'occasione, con due avancorpi laterali che si innalzano a forma di torretta. L'insieme è molto semplice, purtroppo rovinato dal terremoto del 2009, che ha causato vistose crepe. A causa di inghippi burocratici e ricorsi al Tar, il palazzo non è stato ancora restaurato, anche se si è presentato un discusso progetto di abbattimento e ricostruzione ex novo, seguendo tuttavia il progetto originale. Tuttavia, non essendosi ancora perpetuato il progetto, nel 2018 il comune dell'Aquila ha intimato la presentazione di un progetto definitivo a causa dell'edificio pericolante.

- Palazzo Natellis: sul corso Vittorio Emanuele, all'incrocio con via Bominaco, il palazzo risale al XIII secolo, e vincolato come struttura d'interesse storico dal MiBACT nel 2011. Il fabbricato è costituito da abitazioni, locali commerciali e depositi, si sviluppa in tre livelli, struttura portante in muratura, volte in muratura e copertura in legno. Degni di nota sono la corte interna e lo scalone condominiale in pietra. In seguito al terremoto del 2009 sono stati effettuati interventi di restauro per rimuovere l'inagibilità e per il miglioramento sismico. Sulle strutture portanti verticali sono stati effettuati "scuci-cuci", iniezioni cementizie, rinforzo con fibre in carbonio.[11]Inoltre è stata migliorata l'efficacia delle connessioni tra le pareti, e gli orizzontamenti con inserimento di profili in acciaio e catene metalliche. Il restauro ha previsto anche il recupero di elementi di pregio storico-architettonico come stucchi, cornici e portali in pietra, capitelli e affreschi.

- Casa di Jacopo di Notar Nanni: in via Bominaco, è una struttura molto antica, appartenuta a un tale Notar Nanni, facoltoso mercante i cui figli furono Nicola e Jacopo. Quest'ultimo fu amico di San Bernardino da Siena e finanziò alla sua morte il monumentale mausoleo conservato nella basilica aquilana, nonché la costruzione della chiesa di Santa Maria del Soccorso presso il cimitero. Il palazzo rinascimentale viene considerato un esempio unico in città della fusione tra casa residenziale trecentesca e dimora signorile quattrocentesca. La parte di sopra infatti mostra bifore gotiche e una torretta di controllo, mentre in basso il portale denota chiari influssi rinascimentali. Da un ingresso secondario si accede a un porticato sormontato da un'altana, e di conseguenza a un cortile quadrato, uno dei più antichi dell'Aquila, al cui interno sono conservati un olio su tela di Teofilo Patini e un'incisione su rame raffigurante la "Madonna con San Giovanni Battista, San Luca e Celestino V", riproduzione dall'opera originale di Marcantonio Franceschini.

- Casa di Buccio di Ranallo: edificio trecentesco posto dietro la chiesa di Santa Maria Paganica in via Accursio, è identificato con l'abitazione dello scrittore del XIII secolo. Si tratta di un esempio unico di casa medievale perfettamente conservata nella città: la facciata risulta divisa su due livelli; in quello inferiore si notano due portali di accesso al piano stradale, di cui uno a destra rialzato; al piano superiore invece ci sono due bifore arcuate molto caratteristiche, collegate da cornice marcapiano. Attualmente la casa ospita una galleria d'arte privata. Nell'edificio morì Buccio di Ranallo, l'autore delle cronache aquilane, il primo racconto storico della città.

- Casa del Combattente: si trova all'ingresso del corso Vittorio Emanuele da piazza Battaglione, che con il Palazzo Leone è diventata nel 1937 la nuova "porta moderna di accesso" allo snodo principale della città, riqualificando il piazzale prospiciente il Castello Cinquecentesco, con la Fontana luminosa. Progettata da Achille Pintonello, la casa è un corpo di fabbrica a base rettangolare, con l'asse principale parallelo a quello del corso e due facciate, una rettilinea allineata all'adiacente Palazzo Paone Tatozzi e l'altra curvilinea, su Piazza Battaglione degli Alpini. Il palazzo è costituito da tre livelli con terrazza panoramica, ben delineati dalle vistose cornici marcapiano. Il ritmo serrato delle finestre si rifà ai canoni del razionalismo fascista, come quello dell'Hotel Campo Imperatore di Assergi, progettato da Vittorio Bonadè Bottino.

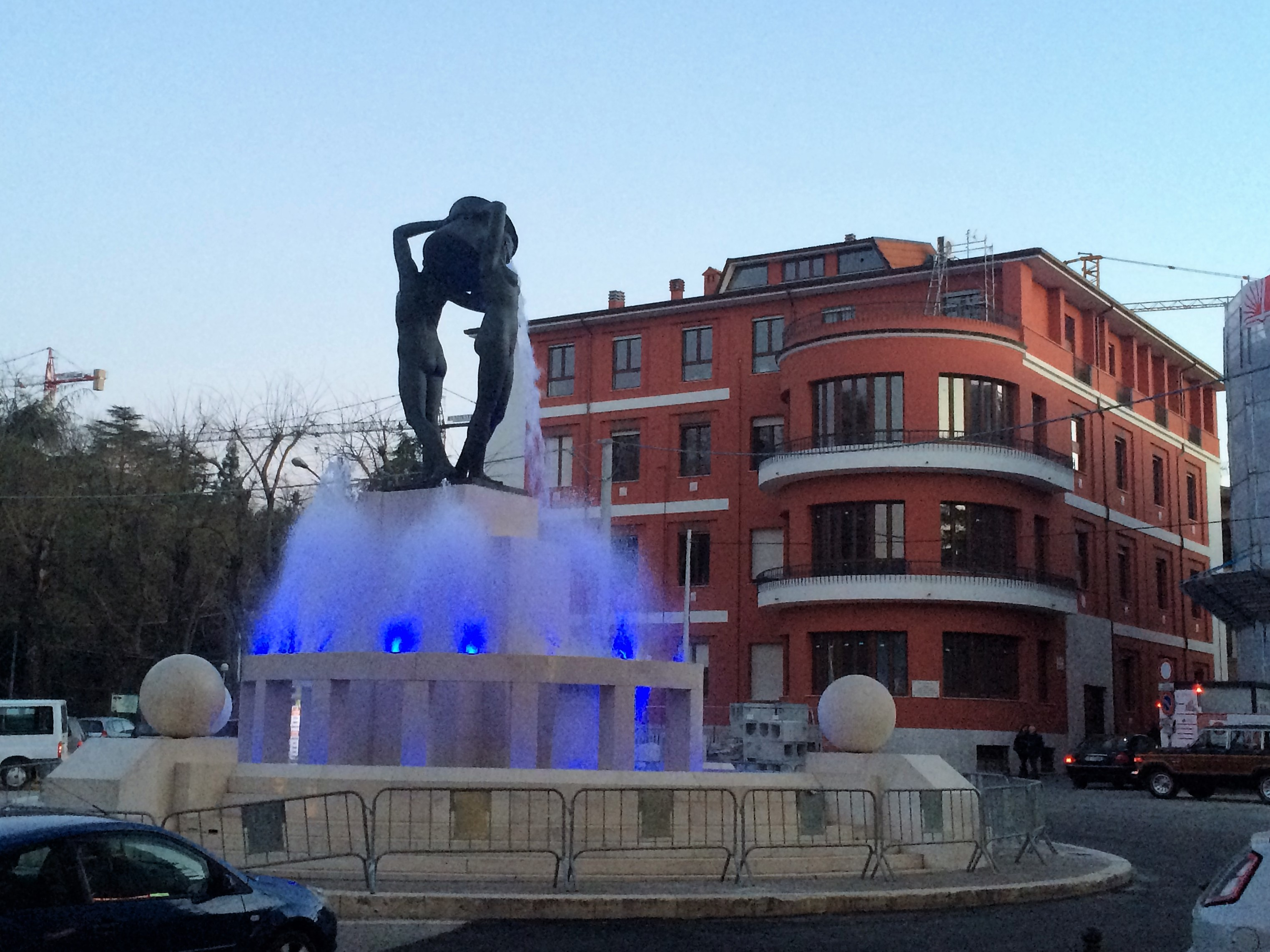
Palazzo Leone presso la Fontana luminosa, affiancato dalla Casa del Combattente a destra

- Palazzo Leone: è l'edificio gemello della Casa del Combattente, posto sul lato sinistro del corso Vittorio Emanuele dal piazzale Battaglione. A differenza di Pintonello, venne costruito da Vincenzo Di Nanna per volere dei Di Sabbato. Il palazzo si presenta come l'unione di due corpi di fabbrica a base rettangolare con la facciata principale costituita da un fronte semicilindrico, volto verso la Fontana luminosa; la stessa facciata tondeggiante è ripresa poi nella prospiciente Casa del Combattente.

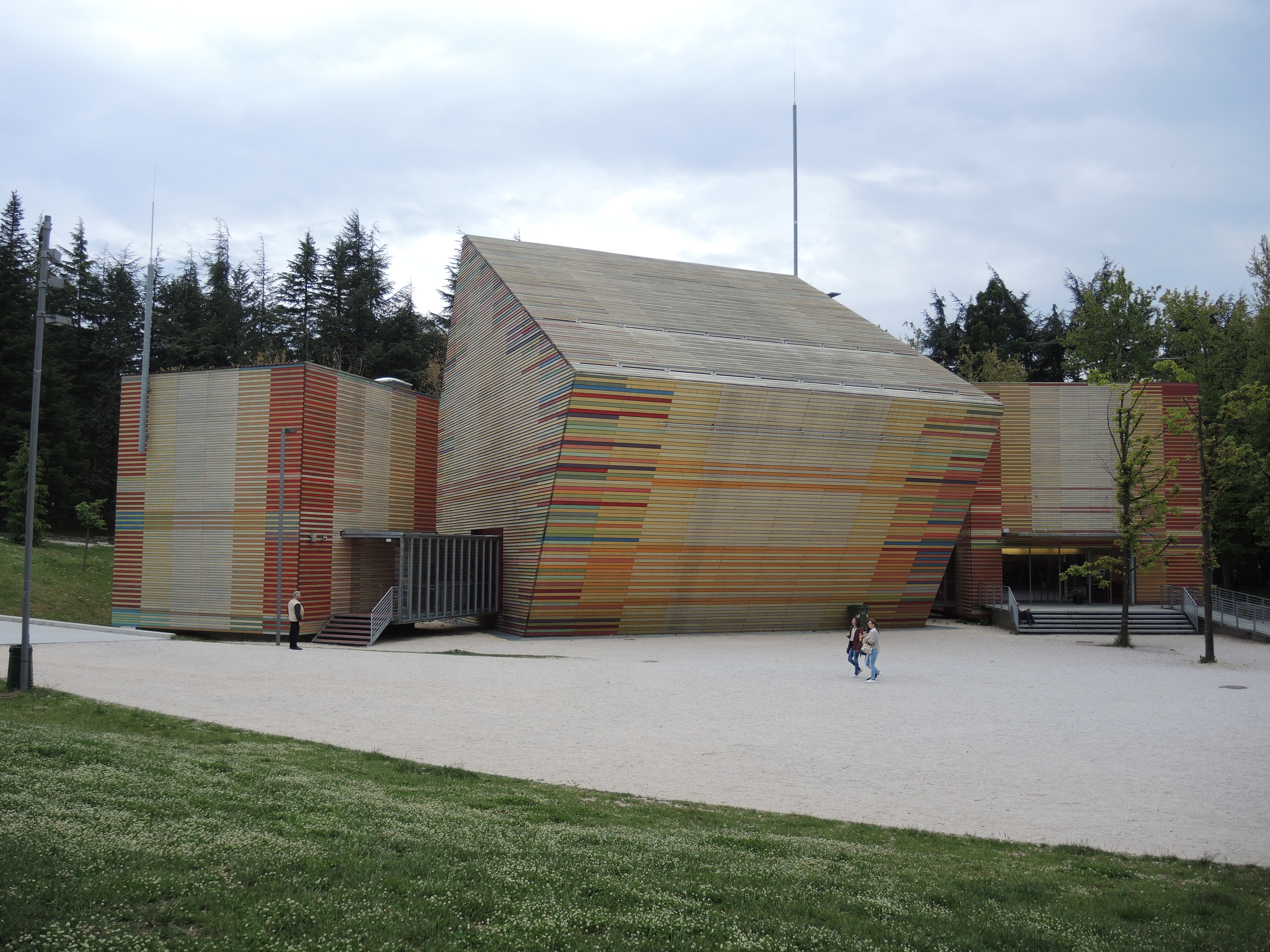
Auditorium di Renzo Piano

- Palazzo Paone Tatozzi: palazzo settecentesco affacciato sul corso Vittorio Emanuele, è stato restaurato tra il 2012 e il 2015 in seguito al sisma del 2009. La facciata principale è quella sul corso, volta frontalmente su Palazzo Lucentini Bonanni, e presenta una leggera curvatura convessa, che altera la simmetria. Inoltre è caratterizzata da tre balconcini, uno dei quali posto centralmente e gli altri due in corrispondenza dei limiti del palazzo, segnati dai cantonali in pietra. L'interno è residenza civile, presentando apparati decorativi barocchi.

- Auditorium del Parco: si trova nel Parco del Castello, ed è stato progettato nel 2009 subito dopo il terremoto, poiché in città mancava uno spazio adeguato per concerti e convegni. Progettato da Renzo Piano, l'auditorium è stato inaugurato il 7 ottobre 2012 con un concerto dell'orchestra Mozart, guidata dal maestro Abbado, alla presenza del Presidente Giorgio Napolitano. Il complesso è formato da tre cubi, di cui due secondari contenenti i servizi al pubblico e agli artisti, ed uno principale che ospita la sala concerti, ruotato rispetto alla linea di terra, e sull'inclinazione delle due facce inferiori poggiano gli spalti. I volumi sono realizzati in legno, collegati tra loro mediante passerelle e scale di ferro. La sala maggiore dispone di un palco rialzato capace di contenere 40 musicisti, circondato da doppia platea di 8 gradoni sul lato sud e 2 sul nord, per un totale di 250 posti a sedere.

- Teatro comunale: posto accanto alla basilica di San Bernardino, fu costruito nella seconda metà del XIX secolo (1857-72) da Luigi Catalani, terzo teatro pubblico della città dopo la Sala Olimpica del Palazzo del Governo e l'ex Teatro San Salvatore presso lo storico ospedale del monastero di San Basilio. I lavori iniziarti nel 1857 si protrassero per anni, e furono proseguiti da Achille Marchi nel 1867. Inaugurato nel 1873 con un ballo in maschera e intitolato a "Vittorio Emanuele II", l'edificio ha una struttura con platea a ferro di cavallo, 57 palchi disposti su tre ordini e loggione finale, con circa 600 posti complessivi. Dal 1963 è sede del Teatro Stabile d'Abruzzo (nome ufficializzato nel 2000). Nel 1970 è stato affiancato da una sala secondaria, detta "Ridotto", con 220 posti complessivi. Dopo i danni del 2009, il teatro è in fase di restauro. La struttura è tipicamente neoclassica: la facciata è semplice, a doppio ordine con cinque aperture per livello di cui, le tre centrali, sono leggermente aggettanti, scandite da colonne e sovrastate da balconata e frontone triangolare finale. Il foyer o Sala Rossa è interamente affrescato, caratterizzato da scalone monumentale in marmo, anch'esso di derivazione neoclassica

- Palazzo Lepidi - De Rosis - Alessandri: costruito nel Settecento su preesistente struttura rinascimentale, è possibile rintracciare la stratificazione delle epoche dall'esterno. Il complesso è settecentesco, con il monumentale portale rinascimentale a cornice classica con timpano a bassorilievi. L'ultimo piano del palazzo mostra le chiare finestre aquilane quattrocentesche decorate a gattoni. L'interno è receduto da un chiostro monumentale con pozzo e arcate.

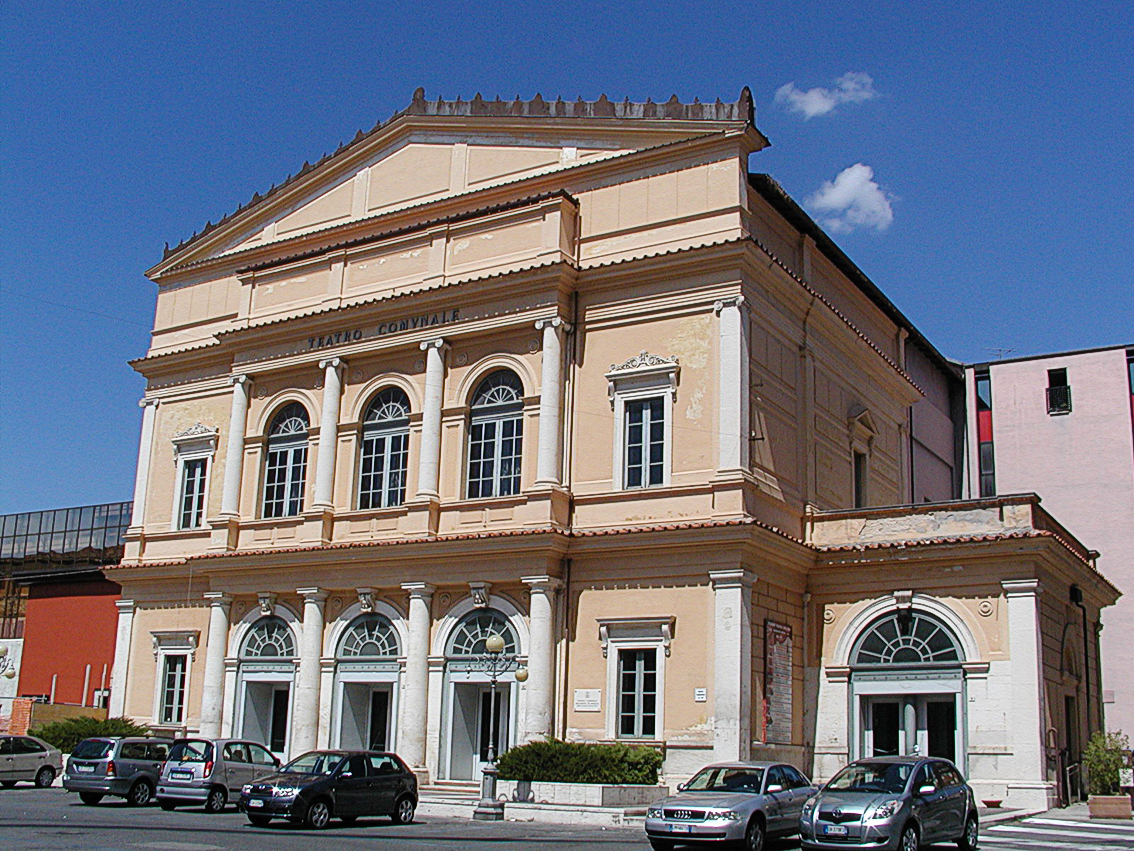
Teatro comunale

- Vecchio Ospedale San Salvatore: fu il primo ospedale della città, fondato da San Giovanni da Capestrano nel 1455, facente parte del complesso monastico di San Basilio, precisamente della chiesa di Sant'Agnese in piazza Giulio Natali, poi sconsacrata nel 1867 e adibita a scuola di ostetriche, con le leggi piemontesi. La cappella del monastero esiste ancora. Dell'antica costruzione si conservano alcuni portali, poiché l'edificio nel corso del Novecento è stato ampiamente rimaneggiato per adeguarsi alle nuove tecniche ospedaliere. La parte del complesso monastico che appoggia sulle mura medievali è maggiormente conservata,  visibile da viale Croce Rossa. Nel 1970 in contrada Coppito fu costruito il nuovo ospedale "San Salvatore", con 400 posti letto massimi, e la vecchia struttura venne lasciata fino al programma di recupero dopo il terremoto del 2009. Infatti l'università Aquilana ha acquistato il vecchio immobile nel 2011 per adeguarlo a laboratorio di medicina, mentre nello stesso piazzale è stato realizzato il nuovo edificio della Facoltà di Lettere, per rivitalizzare la zona duramente colpita dal sisma. La struttura del vecchio ospedale ha pianta rettangolare con facciata monumentale in stile neoclassico, scandita da cornici e paraste.

- Scuola elementare "E. De Amicis": è stata una delle prime caserme costruite a L'Aquila, accanto alla Basilica di San Bernardino, e usata sino alla riconversione nel primo Novecento in scuola elementare; la caserma fu ospitata nell'attiguo ex convento dei Frati Osservanti di san Bernardino, fino alla chiusura della caserma stessa qualche decennio dopo. Infatti dall'800, la scuola era la seconda sede dell'ospedale San Salvatore. Dopo il 2009 la scuola è stata trasferita in un edificio più moderno e la vecchia struttura è in attesa di restauro; secondo alcuni progetti, non dovrebbe più ospitare la sede scolastica. Il palazzo, posto tra piazza San Bernardino e piazza del Teatro, ha pianta rettangolare scandita da cornici in tre livelli, con robuste arcate d'ingresso, e un ampio chiostro interno.

- Villa Silvestrella: si trova sul viale Duca degli Abruzzi, poco prima dell'Istituto Salesiano "Figlie di Maria Ausiliatrice". Venne progettata nei primi decenni del Novecento per volere della famiglia Palitti. La Silvestrella (così chiamata perché vicino alla chiesa di San Silvestro) è coeva al villino Masci e ad altre abitazioni in stile liberty-eclettico. Già nel 1939 è stata sottoposta a vincolo dai Beni Culturali come patrimonio architettonico cittadino; l'edificio presenta una pianta articolata ed irregolare, con il fronte posto verso la strada che rappresenta in realtà il prospetto laterale, e la facciata principale in direzione della cinta muraria, caratterizzata da un grazioso porticato a cinque arcate a tutto sesto. Di particolare pregio è la ripida copertura insieme alle vetrate decorate con motivi Jugendstile, e con l'innesto delle torrette, rimanda all'architettura neogotica d'inizio secolo.

### Quarto San Pietro

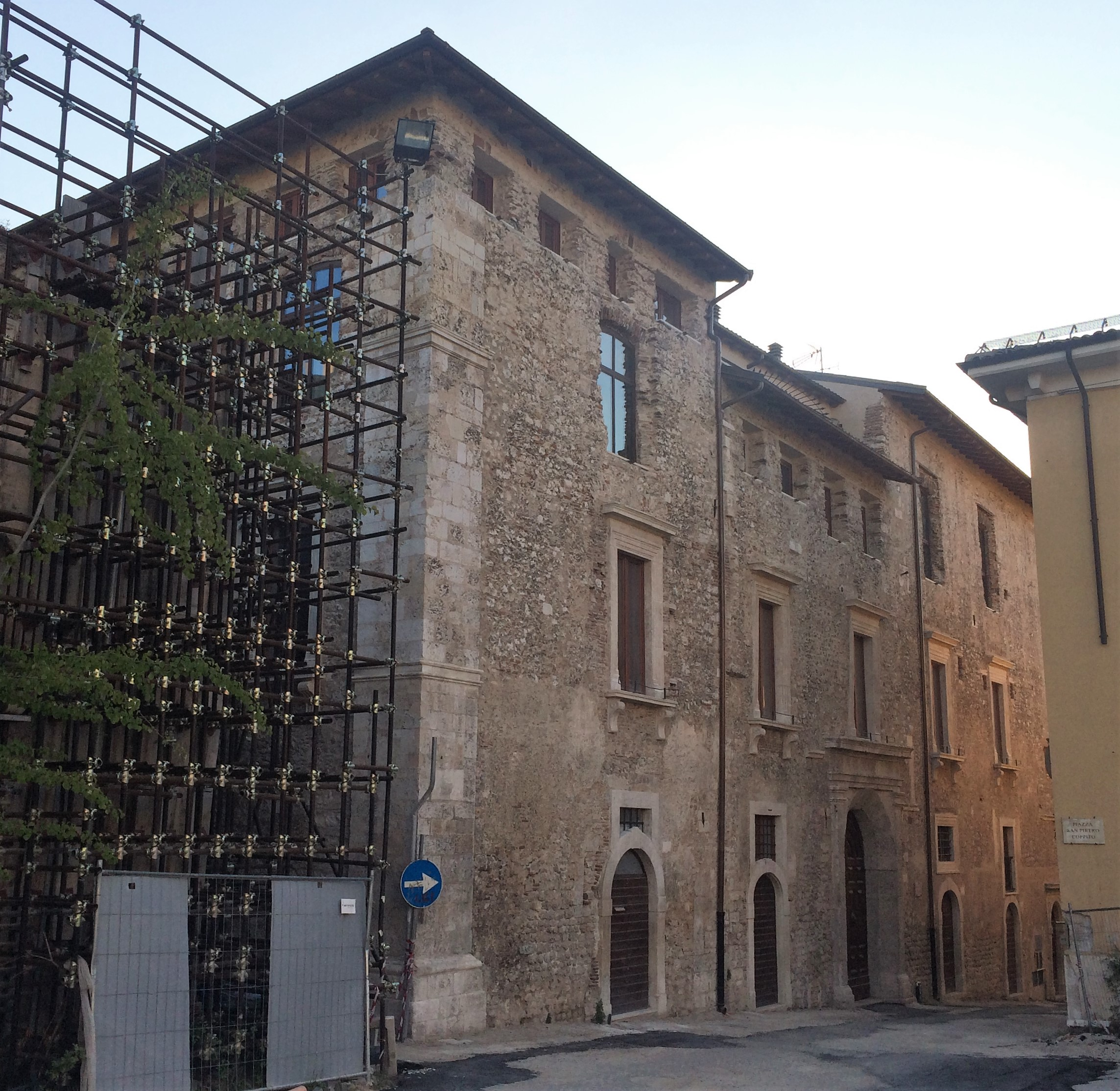
Palazzo Vastarini Cresi

- Palazzo Pica Alfieri: si affaccia su Piazza Santa Margherita, lungo via Andrea Bafile, ed è uno dei palazzi settecenteschi più interessanti della città. Risale al XV secolo, costruito dalla famiglia Colonna, nel 1685 fu di proprietà di Maffeo Barberini, acquistato poi da Ludovico Alfieri per 1 700 ducati e ricostruito quasi totalmente dopo il 1703. Fa parte delle prime testimonianze del barocco aquilano in campo architettonico, insieme a Palazzo Quinzi, stile che arriverà al massimo splendore con la realizzazione di Palazzo Centi in Piazza Santa Giusta. Il Palazzo Alfieri venne rinnovato da Francesco Fontana, con ristrutturazione degli interni e successiva realizzazione della nuova facciata nel 1785, anno dopo il matrimonio tra Eusebia Alfieri e Giannantonio Pica. Il palazzo fronteggia il palazzotto della Congregazione dei Nobili, accanto alla chiesa di Santa Margherita: la facciata principale, opera di Pietropaolo Porani del 1726, è tripartita e caratterizzata da una balconata sorretta da quattro colonnine, e sovrasta i due portali maggiori di accesso.

- Palazzo Quinzi: situato su via Andrea Bafile, l'edificio è una ricostruzione del 1715 di un antico palazzo, il cui progetto sarebbe di Francesco di Accumoli, allievo di Carlo Fontana. Completato nel 1888 da Carlo Waldis, costituisce un mirabile esempio di barocco aquilano misto ad arte neoclassica: la facciata principale, chiusa da un cornicione, è tripartita con le finestrature che presentano timpani triangolari, curvilinee spezzati; significative le mensole di sostegno delle tre balconate e il protiro che caratterizza l'ingresso principale.

- Palazzo Vastarini Cresi: è uno dei principali edifici situati nel cuore del rione San Pietro, lungo via Roma. La struttura venne edificata nel 1548 dai marchesi Cresi, inglobando delle case medievali e una torre ancora leggibile nell'impianto. Dopo il terremoto del 1703 fu ricostruito nel 1712, con sostituzione dei soffitti a cassettoni con volte a padiglione ancorate alle travi del tetto. Della struttura originaria cinquecentesca rimane poco, ossia l'impianto esterno con cortile e le due facciate in bugnato. L'edificio è caratterizzato dalla torre medievale e da alcune strutture provenienti dal monastero di Santa Teresa, inglobato dopo il sisma.

- Palazzo Porcinari - Ciavoli Cortelli: si trova in Piazza San Pietro, accanto alla chiesa capoquartiere. La struttura è impostata con la facciata principale su via Roma, un fianco su via Minuccio d'Ugolino e l'altro sulla piazza dove la pianta presenta un cortile diviso tramite una bassa muraglia. L'edificio composto da piano terra, piano nobile e sottotetto si presenta con forma ad H disposta longitudinalmente su via Roma con due corti, di cui la più interna elegantemente porticata presenta modi di ispirazione romana, che richiamano la Farnesina forse dovuti alla prossimità con il vicino palazzo della famiglia Branconio, ed alla di lei ben nota amicizia con il pittore Raffaello.[12]Di probabile origine tardo medievale-quattrocentesca, il palazzo ha subito importanti interventi nei secoli, fino a raggiungere l'aspetto settecentesco, con un bel portale d'ingresso a cornice a punta di diamante.

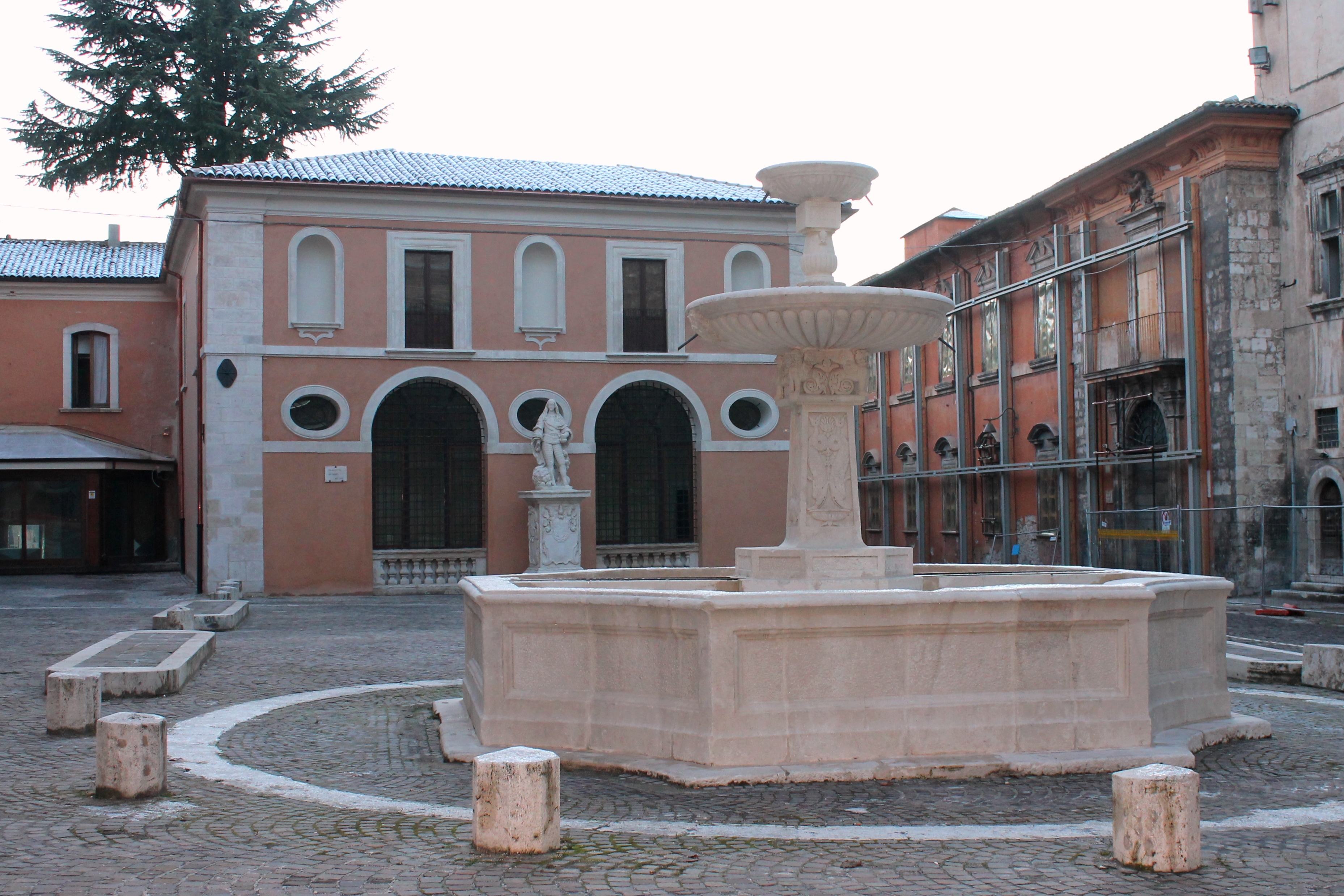
Palazzetto dei Nobili

- Palazzetto dei Nobili: in Piazza Santa Margherita, è un esempio di architettura rinascimentale, ricostruita nel Settecento sopra il vecchio Palazzo della Camera. Nel 1601 Giulio de Spazzina fu incaricato di ampliare il palazzo per volontà della Congregazione dei Nobili di Santa Margherita, fondata dal padre gesuita Sartorio Caputo. Il palazzo fu ristrutturato tra il 1708 e il 1715 nelle fattezze attuali, dove venivano eletti i camerlenghi, fino alla costituzione del nuovo ordine giuridico. La facciata si presenta racchiusa da pesanti lesene in pietra, e suddivisa sui due piani da una cornice marcapiano, anch'essa in pietra. Due aperture archeggiate, alternate da tre finestre ogivali, dividono lo spazio della facciata e immettono nel palazzo; al piano superiore in asse con i portali, sono presenti due finestre rettangolare, alternate da tre nicchie arcuate. Frontale alla facciata si staglia una statua monumentale di Carlo II d'Asburgo, mentre sulla destra si trova l'accesso alla cappella barocca dei Camerlenghi, dedicata Santa Maria Assunta.

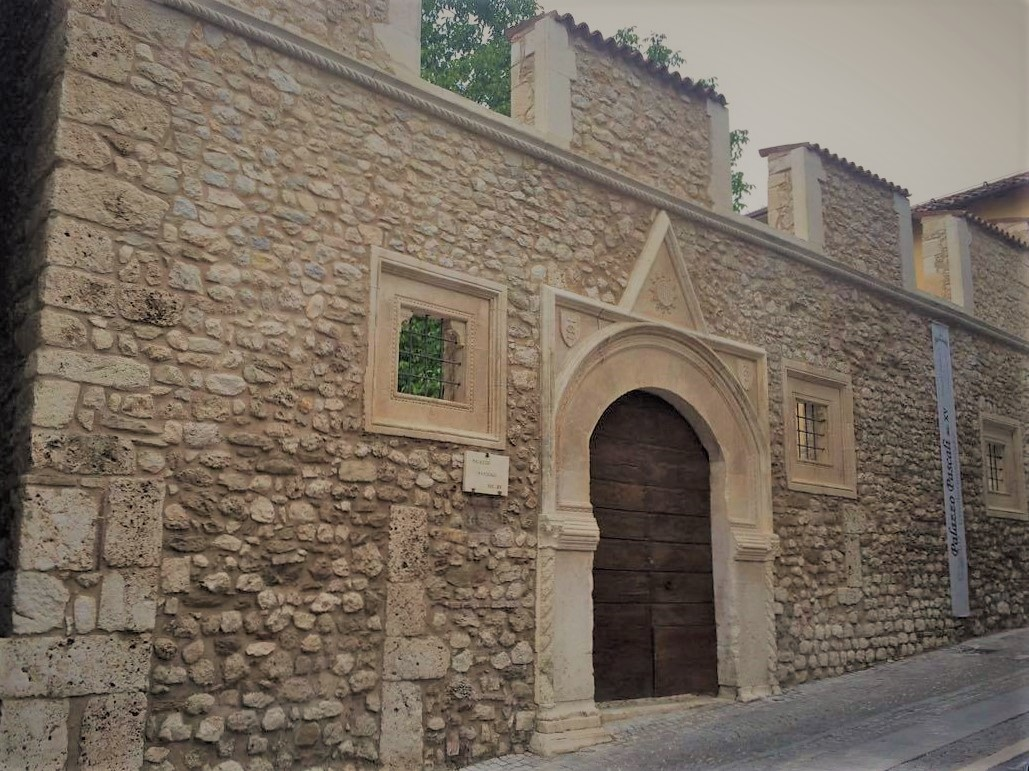
Palazzo Pascali

- Palazzo Pasquali: in via Roma 171, è un interessante palazzo gentilizio che mostra un chiaro stile rinascimentale-manierista. Fu costruito dalla nobile famiglia di Pizzoli nel Cinquecento, e ristrutturato nel Settecento, non perdendo però l'impianto originario. Con il restauro del dopo sisma 2009 si è pensato a un progetto di istituzione di un "parco archeologico" dentro il giardino palaziale, essendo stati compiuti numerosi ritrovamenti di reperti. La facciata principale presenta un'architettura singolare di matrice tardo quattrocentesca, caratterizzata da un grande portale riquadrato, tre finestroni rettangolari e una merlatura di cornice.
Per l'accesso al percorso archeologico, quattro finestre si aprono sul pavimento del cortile, permettendo di osservare una porzione dell'antica pavimentazione, due condotto idriche e le volte a botte di due cisterne per la raccolta dell'acqua. Il pavimento è stato lastricato con materiali diversi, disposti in maniera tale da lasciare intendere l'antica suddivisione degli spazi. All'interno delle zone del pavimento corrispondenti alle stanze sono state tracciate delle linee, che lasciano intendere che l'ambiente fosse coperto da una volta a botte; i basamenti delle colonne sono invece evidenziarti da cerchi illuminati a luci LED, essenziale per la comprensione dell'impianto palaziale cinquecentesco.

- Casa museo Signorini Corsi: elegante edificio cinquecentesco, in via Sallustio, quasi all'incrocio col Corso Vittorio Emanuele, perfettamente conservato. Rappresenta un interessante esempio di casa patrizia aquilana, con ampio portale definito da lisci conci di pietra rettangolari, dal quale si accede nell'androne con volte a crociera; ai lati di quest'ultimo due stemmi sovrastano gli ingressi che conducono gli ambienti del primo piano. Di fronte è collocata la scala che conduce al piano nobile, un raffinato cancello in ferro battuto. Nel 1967 il proprietario Luigi Signorini Corsi, collezionista di materiale storico, affidò la cura della casa al comune, che ne istituì un museo-antiquarium. Tra le opere di collezione ci sono una raccolta di dipinti italiani del XIV-XIX secolo, una Natività con fuga in Egitto di scuola del Botticelli, e icone cretesi.

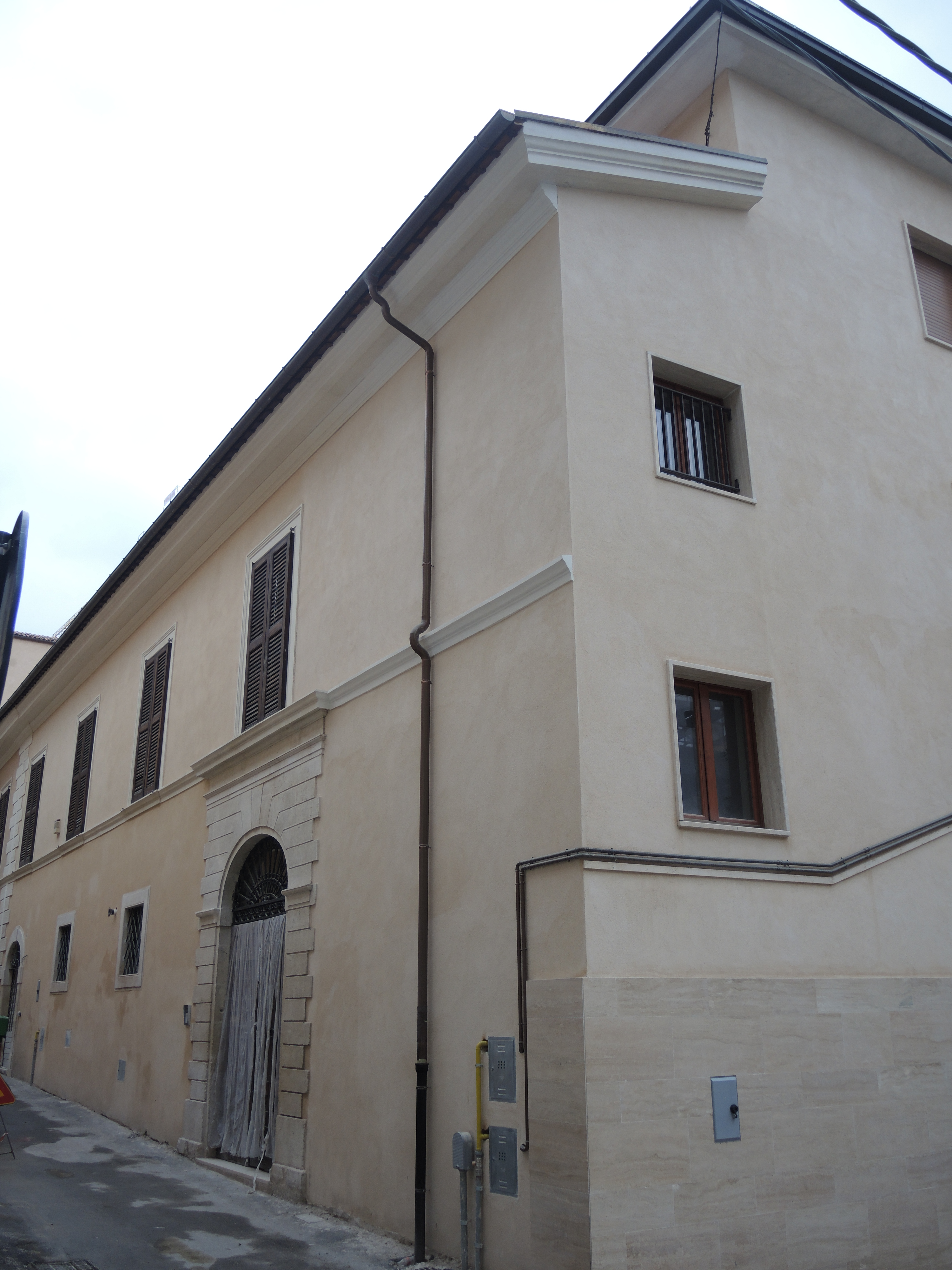
Casa Signorini Corsi

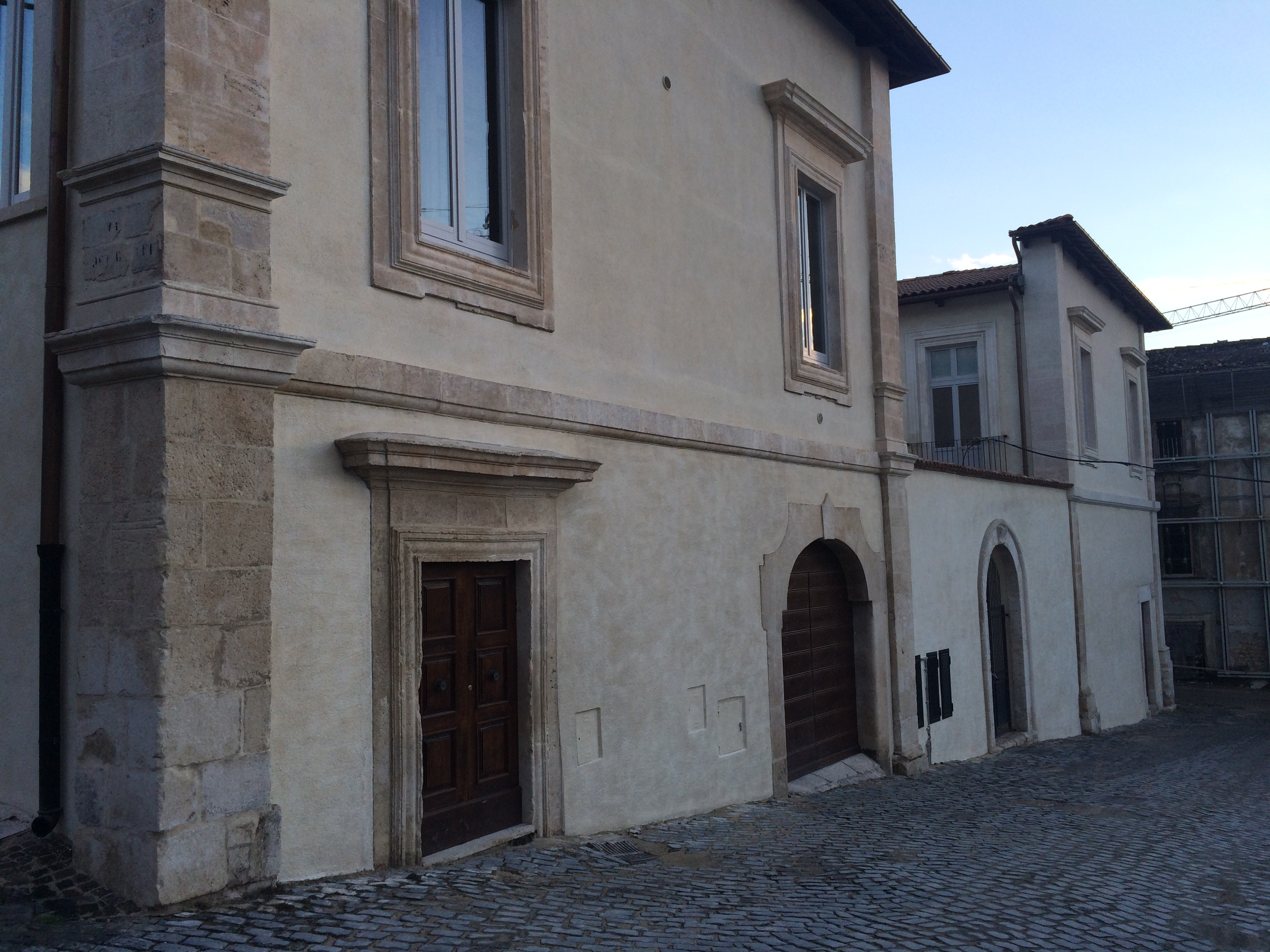
Palazzo Porcinari Ciavoli Cortelli

- Palazzo Rivera Dragonetti De Torres: in via Roio posto presso la piazzetta della chiesa di Santa Maria di Roio, è il frutto di un lungo iter storico architettonico, legato a momenti particolari: il primo periodo cinquecentesco e la ricostruzione dopo il terremoto del 1703. Il palazzo presenta tre ingressi sulle tre strade su cui si affaccia, ognuno con proprio sistema di atrio-cortile-scala indipendenti tra loro. Il prospetto principale su Piazza Santa Maria di Roio si presenta come una massa compatta, articolato su tre piani, anche se la fascia marcapiano che ingloba anche il balcone posto sul portale, divide orizzontalmente la facciata in due livelli: quello del piano terra, di notevole altezza, e quello superiore, il piano nobile, ed un sottotetto ammezzato le cui finestre sono agganciate da mensole di modesto rilievo, al cornicione di coronamento.[13]Il prospetto su via Monteluco ha le stesse caratteristiche del principale; l'interno presenta una successione di sale con pareti ricoperte di damaschi, mobili e specchi con cornici; la Sala Gialla ha una volta decorata a tempera che rappresenta i quattro continenti, e una sala attigua ha il soffitto affrescato dalle Stagioni. Di interesse gli spazi del Salone Rosso e il Salone degli Specchi, che hanno ospitato fino al 1900 diverse tele di Caravaggio, dello Zuccarelli e di Salvator Rosa. Attualmente il Palazzo Rivera Dragonetti è sede del Commissariato di Governo per l'Abruzzo e del Centro Linguistico dell'Università.

- Palazzo Carli - Ex Rettorato dell'Università: lungo via Roma all'incrocio con via Annunziata, il palazzo è settecentesco, con un monumentale portale a cornice classica che reca la scritta "Università". Fino al 2009 è stata sede del rettorato dell'Università aquilana, poi spostato in zona Pile, e dal 2016 presso il Palazzo Camponeschi nel centro storico. La struttura attende lavori di restauro.
- Palazzo Camponeschi: affianca la chiesa di Santa Margherita o del Gesù, e risale al XIII secolo, quando era composto da una serie di case dei Camponeschi. Nel XV secolo divenne Palazzo della Camera, che costituì il fulcro dell'attività politica aquilana, prima della costruzione del nuovo Palazzo Margherita. Nel 1596 il palazzo venne donato ai Gesuiti aquilani, che vi costituirono l'Aquilanum Collegium. Nel 1625 iniziarono dei lavori di ampliamento su progetto di Agazio Stoia, che comportò la chiusura di via Forcella; ma i lavori si protrassero per anni fino alla distruzione del palazzo con il terremoto del 1703. Il nuovo palazzo fu ricostruito nel 1708, ma mai completato sotto il protettorato dei Gesuiti, cacciati dalla città nel 1767. Solo con il ritorno dei Gesuiti nel 1926 il palazzo venne destinato a luogo di studi come in passato, divenendo il collegio principale della città, acquistato negli anni 1970 dall'Università degli Studi dell'Aquila per insediarvi la Facoltà di Lettere e Filosofia, successivamente trasferita dopo il 2009. Dal 2017 ospita il Rettorato dell'Università dell'Aquila. Il palazzo è costituito da due corpi di fabbrica ortogonali tra loro. Il primo legato alla prima edificazione dei Gesuiti e in piano, è rappresentato dal blocco adiacente alla chiesa di Santa Margherita; il secondo più recente si pone parallelo all'attuale via Camponeschi; l'impianto interno si presenta come un rifacimento delle originali strutture quattrocentesche, mentre la facciata costituita dal blocco di più recente costruzione, è di gusto eclettico su stile barocco.

- Palazzo Spaventa: struttura tardo ottocentesca situata dietro la chiesa di Santa Margherita, lungo via Andrea Bafile. Il palazzo mostra un'elegante ricercatezza dello stile liberty-neoclassico, con nicchie, vasi e inferriate a motivi geometrici presso le bucature. Danneggiato nel 2009, è ancora in attesa di restauro.

- Casa Burri Corsi: in via Roma, è una struttura settecentesca articolata in due livelli, con ordine di finestre a timpano triangolare, e portale monumentale di accesso, sormontato da balconata.

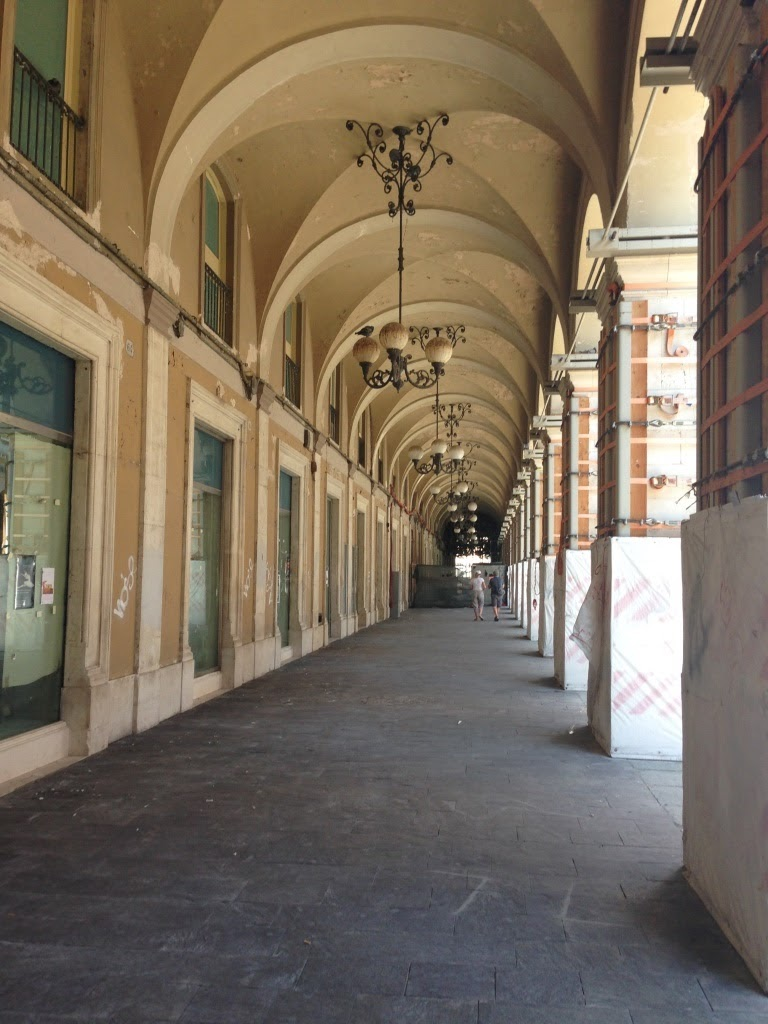
Portici del Corso Vittorio Emanuele (2015)

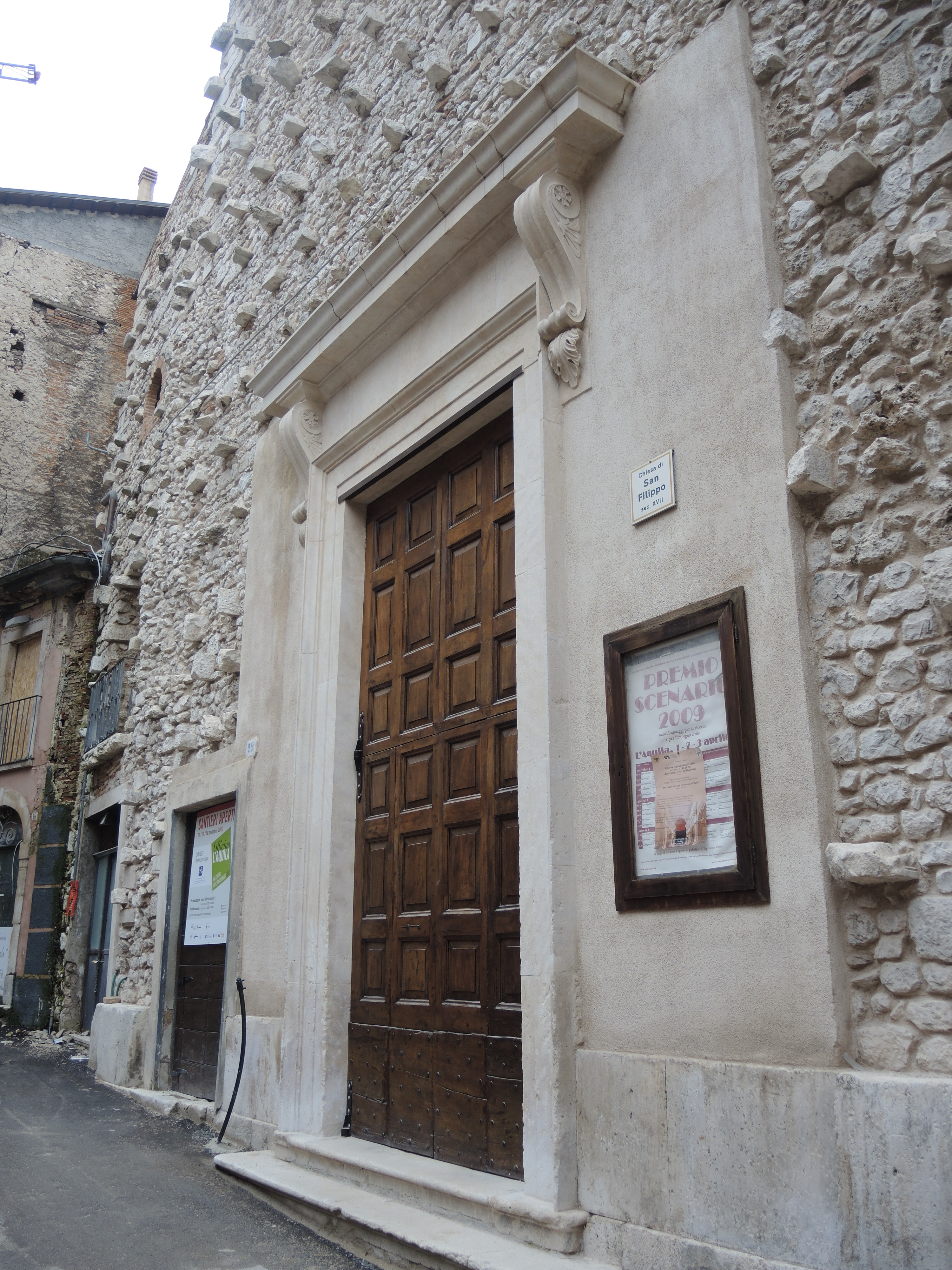
Ingresso al Teatro San Filippo (2018)

- Palazzo Gaglioffi Benedetti: complesso di valenza storico-monumentale, risalente al 1300, si trova nei pressi di via Sassa, con facciata prospiciente via Gaglioffi, via Annunziata e via Sassa. Ha affaccio sul Piazzale dove prospettano la chiesa di San Biagio d'Amiterno e quella di Santa Caterina martire. Ha un aspetto attuale risalente alla costruzione dopo il sisma del 1703, con un ampio cortile interno. Dal 1967 v'ebbe sede il Conservatorio musicale Alfredo Casella, nato come sede distaccata del Santa Cecilia di Roma. Il conservatorio dopo il 2009 è ospitato in una struttura prefabbricata, in attesa del restauro del palazzo.

- Casa Gaglioffi: piccola abitazione trecentesca situata in via Sassa. Avente pianta rettangolare irregolare, ha alla base due grandi arcate gotiche, e una centrale nel punto focale della facciata.

- Palazzo Antonelli De Torres Dragonetti: in via Roio, conserva la struttura settecentesca, offuscata negli esterni da interventi del XIX secolo in tardo stile neoclassico. Sui prospetti si concentra tutto l'interesse della costruzione_ la tipologia dei prospetti è caratterizzata dalla predominanza del piano nobile sul terreno e sull'ammezzato, illuminati da quadrotte dalle semplici incorniciature. Presenta grandi timpani aggettanti che si alternano in forme triangolari e curvilinee, al pari del resto dell'incorniciatura della finestra centrale, sormontata dal fastigio del grande stemma emergente dal timpano spezzato barocco.
Sono però gli unici elementi che si discostano dalla severa linearità neoclassica. Le mensole che sorreggono i davanzali, appena accennati, ripetono per forma e dimensioni, quelle poste a sorreggere gli sbalzanti timpani del piano nobile. La preponderanza del motivo decorativo, costituito dalle luci maggiori e gli aggettanti finti davanzali sporgenti sulla fascia marcapiano, rendono più vistosa la semplicità della facciata principale, da cui non si evidenzia il sistema costruttivo.

- Palazzo Mancinelli Benedetti: lungo via Sassa, nei pressi della chiesa di Santa Caterina Martire, si trova questo palazzo settecentesco fasciato nelle angolature in bugnato liscio. Il bugnato fascia anche la cornice degli ingressi alla base, e le cornici delle finestre, con timpano curvilineo, tranne quella dello spigolo principale che si affaccia sulla via, a timpano triangolare.

- Palazzo Franchi Fiore: è uno dei palazzi rinascimentali più interessanti del rione San Pietro, posto on via Sassa, accanto al monastero del Corpo di Cristo. Ha conservato le forme cinquecentesche, soprattutto negli interni e nella zona del chiostro interno con belle arcate a tutto sesto. L'ingresso principale infatti si trova dopo una piccola scalinata, con una cornice che riveste l'arco a tutto sesto del portale. Tale cornice è inquadrata tra due colonne con capitelli corinzi e vi sono raffigurati numerosi bassorilievi.

- Teatro San Filippo Neri: ricavato dall'ex chiesa dei Padri Filippini in via Cavour, è di proprietà del Teatro Stabile d'Innovazione L'Uovo. Benché la chiesa sia sconsacrata, conserva perfettamente l'interno barocco a navata unica, decorato da numerosi stucchi finemente lavorati, e statue di santi.

- Istituto Salesiano "San Giovanni Bosco": si trova al confine con il rione San Pietro (viale San Giovanni Bosco), ricavato dalla riconversione del convento di Santa Lucia delle Celestine, prima in scuola elementare nel 1867, e poi dagli anni 50 sede dell'Opera don Bosco. I Salesiani hanno iniziato la loro opera a L'Aquila nel 1932, prima presso l'orfanotrofio di San Giuseppe nella chiesa dei Barnabiti (rione di Santa Giusta), e poi tre anni dopo nell'ex chiesa di Santa Lucia. I Salesiani diedero vita a laboratori di falegnameria, di sartoria, di legatoria per gli orfani e per i ragazzi di misere condizioni economiche; istituirono anche un Pensionato per i giovani delle scuole secondarie inferiori e superiori, e un doposcuola e scuole elementari interne limitatamente alle classi quarta e quinta; organizzarono un Oratorio festivo che vide salire subito ad oltre 300 il numero degli iscritti.[14] Negli anni 1950 i salesiani prestarono servizio nelle piccole parrocchie di San Paolo e San Pietro, riconsegnate alla diocesi nel 1993, collaborando tuttavia in maniera costante alle attività dell'Arcidiocesi Aquilana. Il palazzo dell'istituto ha aspetto moderno, ma ricalca perfettamente la planimetria dell'antico convento di Santa Lucia, con un piccolo edificio usato come cappella, e il resto del corpo rettangolare, i cui lati si vanno a intersecare con altre strutture minori. Nel corso del restauro del 2009 si sono trovati affreschi rinascimentali provenienti dall'antica chiesa.

- Istituto Figlie di Santa Maria Ausiliatrice: istituto salesiano femminile, poco distante dall'Opera Don Bosco maschile (viale Duca degli Abruzzi), è stato ricavato nell'Ottocento dalla chiesa di San Lorenzo dei castellani di Pizzoli. Il complesso si compone di due palazzi maggiori che serrano al centro una piccola chiesa usata per le funzioni religiose. I palazzi sono stati riconvertiti a scuola dai vecchi locali del monastero.

### Quarto San Marciano

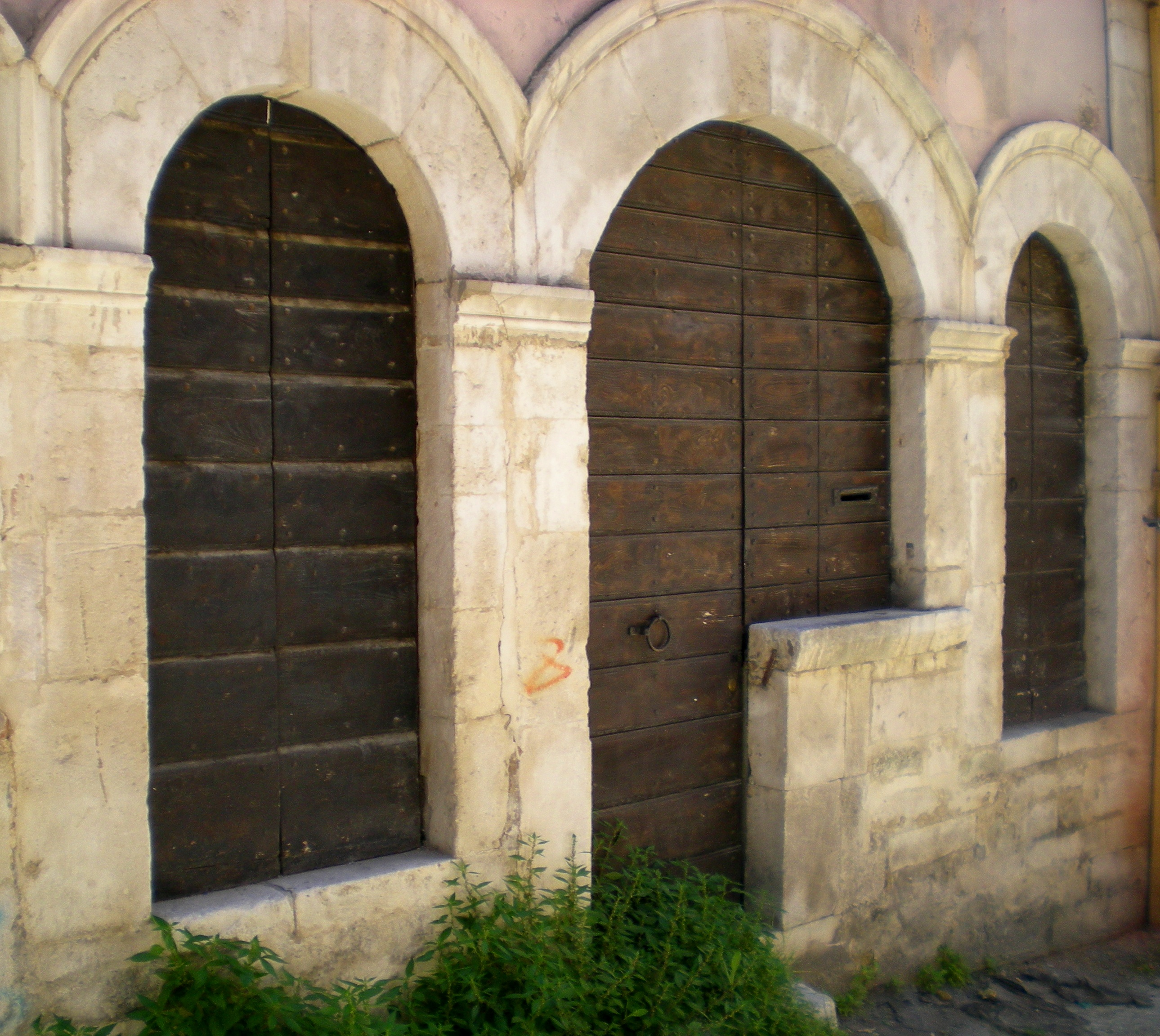
Le Cancelle

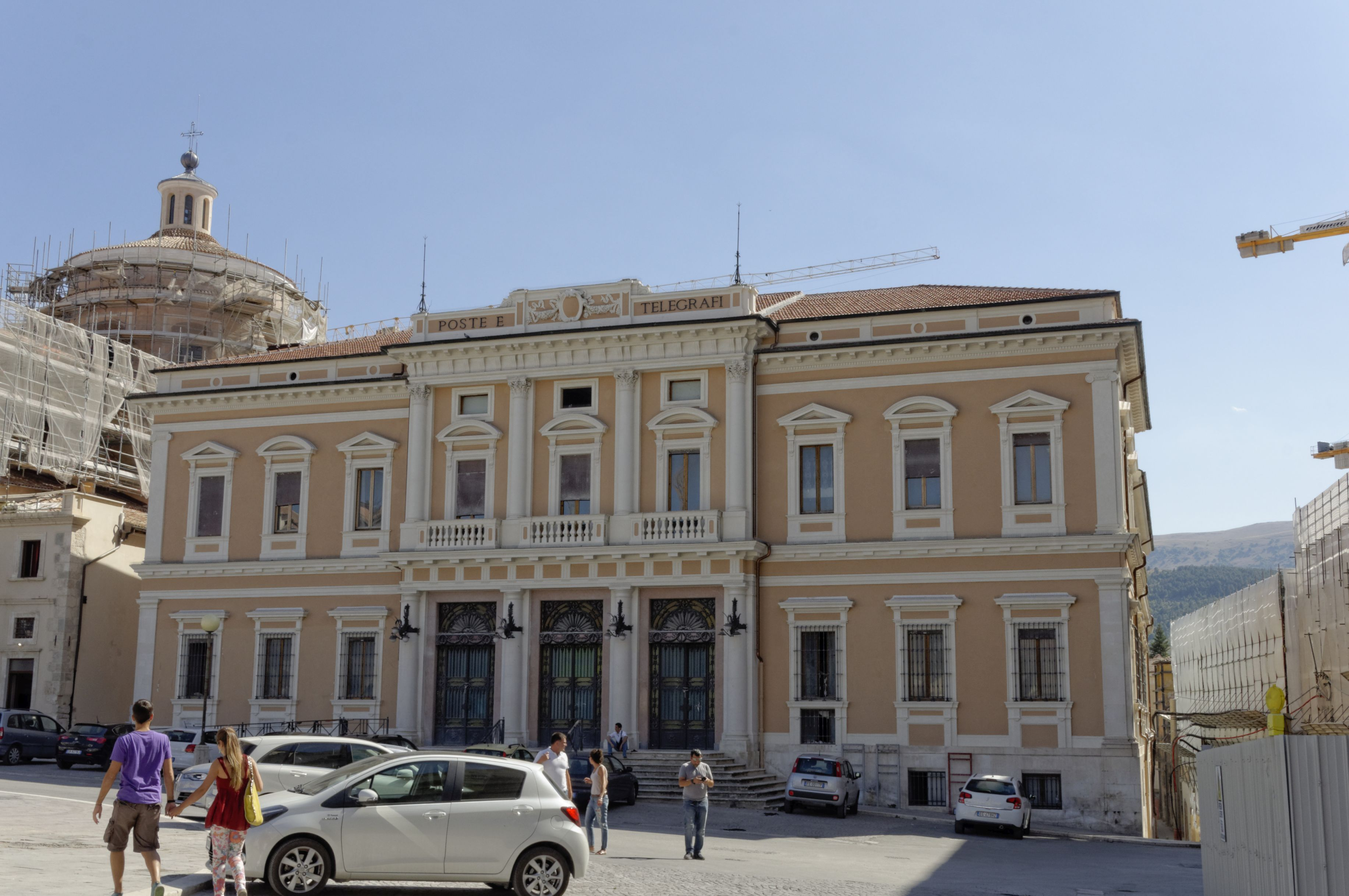
Palazzo delle Poste

- Palazzo Persichetti: principale edificio del quartiere San Marciano, affacciato su Piazza San Marciano. Rappresenta una delle architetture settecentesche più solenni e imponenti della città, con monumentali dimensioni della facciata, impaginata secondo un disegno caratterizzato dalla simmetrica configurazione delle bucature e degli elementi ornamentali. La stratificazione storica è leggibile attraverso le soluzioni di continuità delle varie parti e la diversificazione delle modalità costruttive; l'impiego dei materiali per la costruzione, i modi diversi di apparecchiare le murature, la scelta di geometrie caratteristiche del modo di sentire il problema costruttivo delle diverse epoche. Già nei vani al piano interrato si rilevano i caratteri dell'eterogeneità storica, confermata ai livelli superiori. La facciata tardo barocca presenta un monumentale portale sovrastato da loggia, tra le finestre dell'ordine spiccano quelle con timpano a cornice curvilinea, spezzata ad angolo ottuso, le quadrotte che si aprono lungo il cornicione. L'interno, prima del 2009, custodiva marmi antichi, ceramiche e armi appartenute al nobile Nicolò Persichetti, letterato, collezionista e archeologo aquilano.

- Palazzo Salvati Agnifili: in via Santa Chiara d'Acquili, il palazzo ha fattezze quattrocentesche, ben conservate nonostante i rimaneggiamenti successivi. Appartenne alla famiglia del famoso cardinale Amico Agnifili, e all'interno conserva un bel chiostro con arcate e volte a crociera.

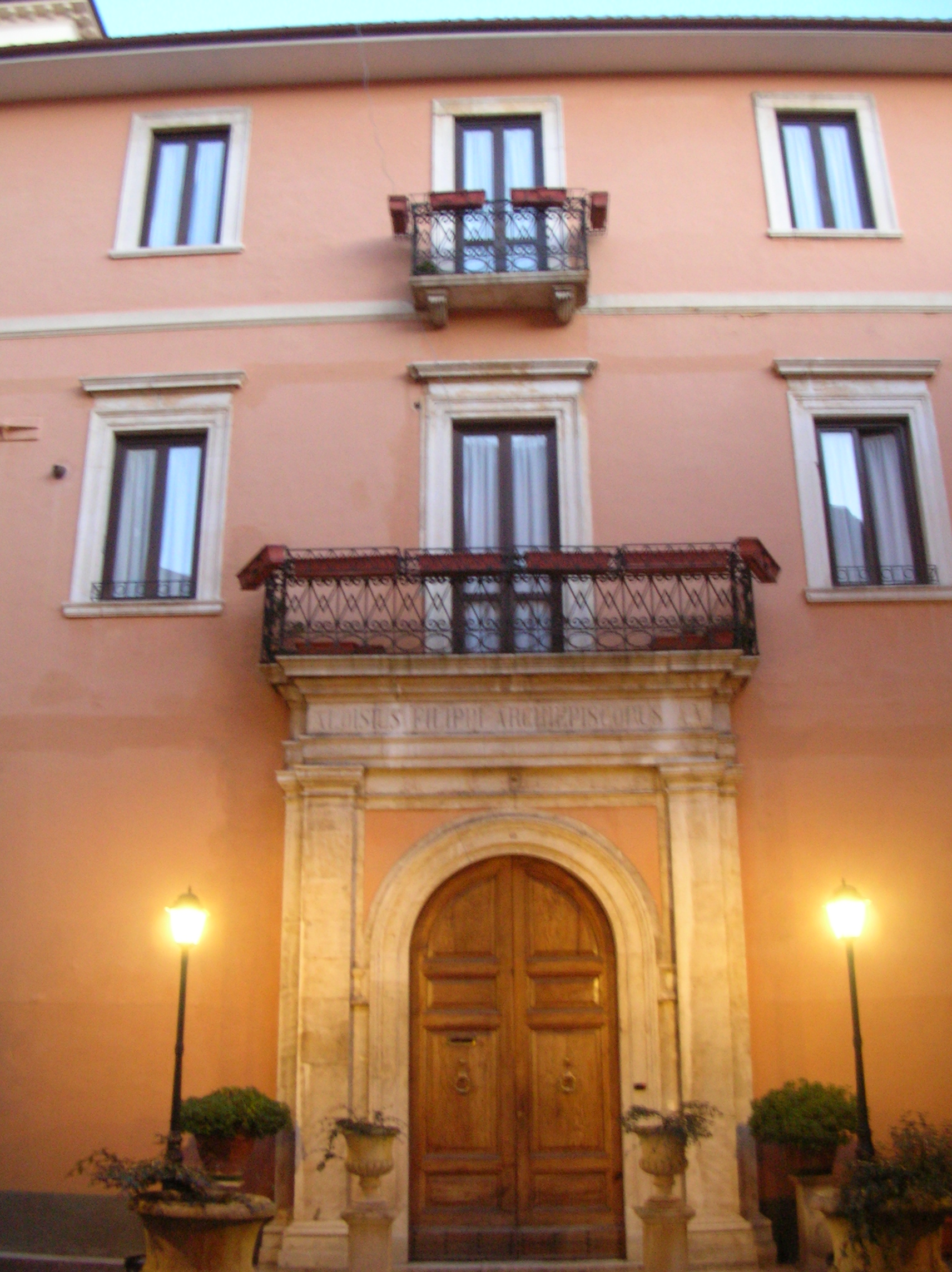
Palazzo Arcivescovile

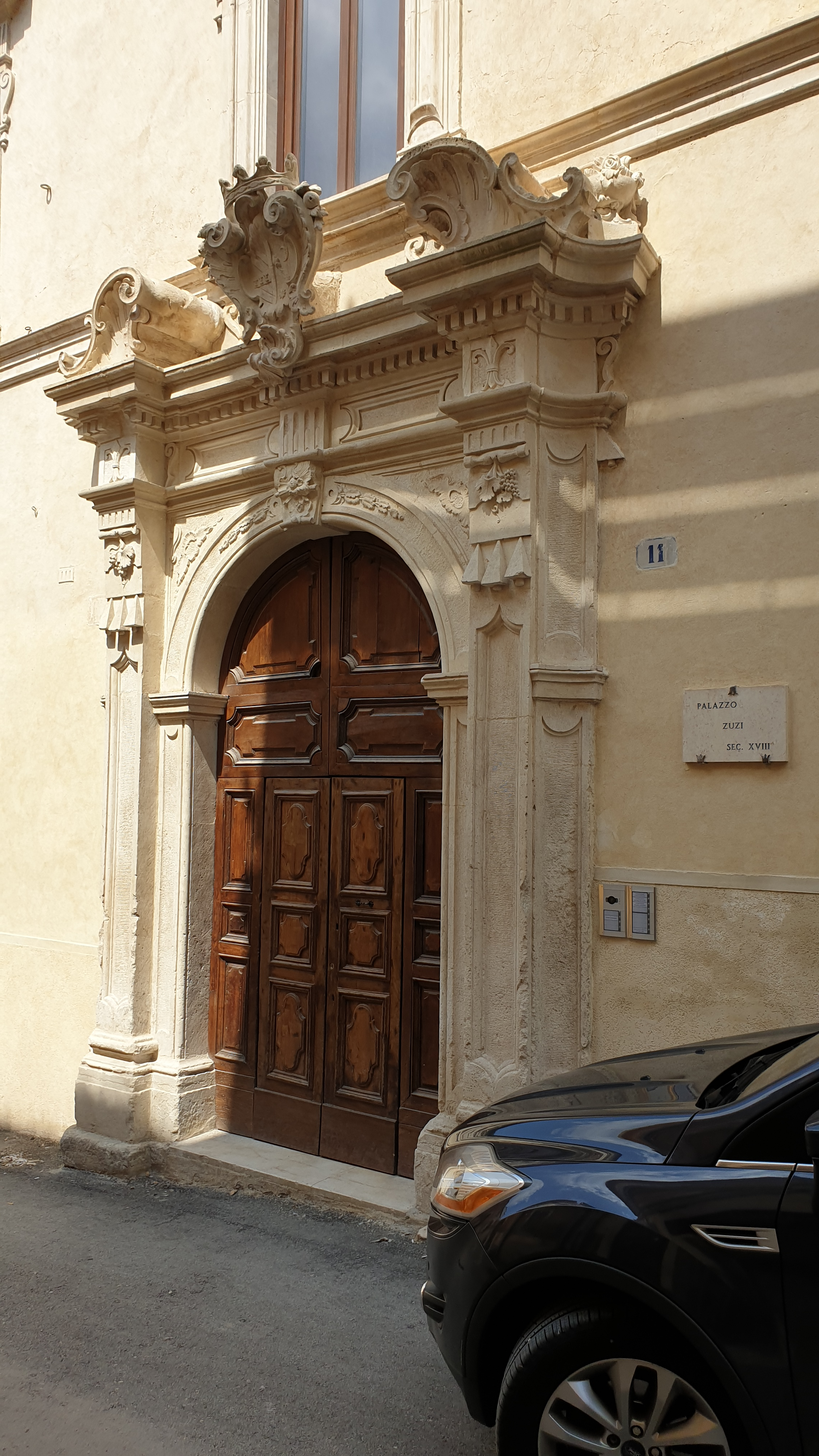
Portale di palazzo Zuzi, piazza San Marciano

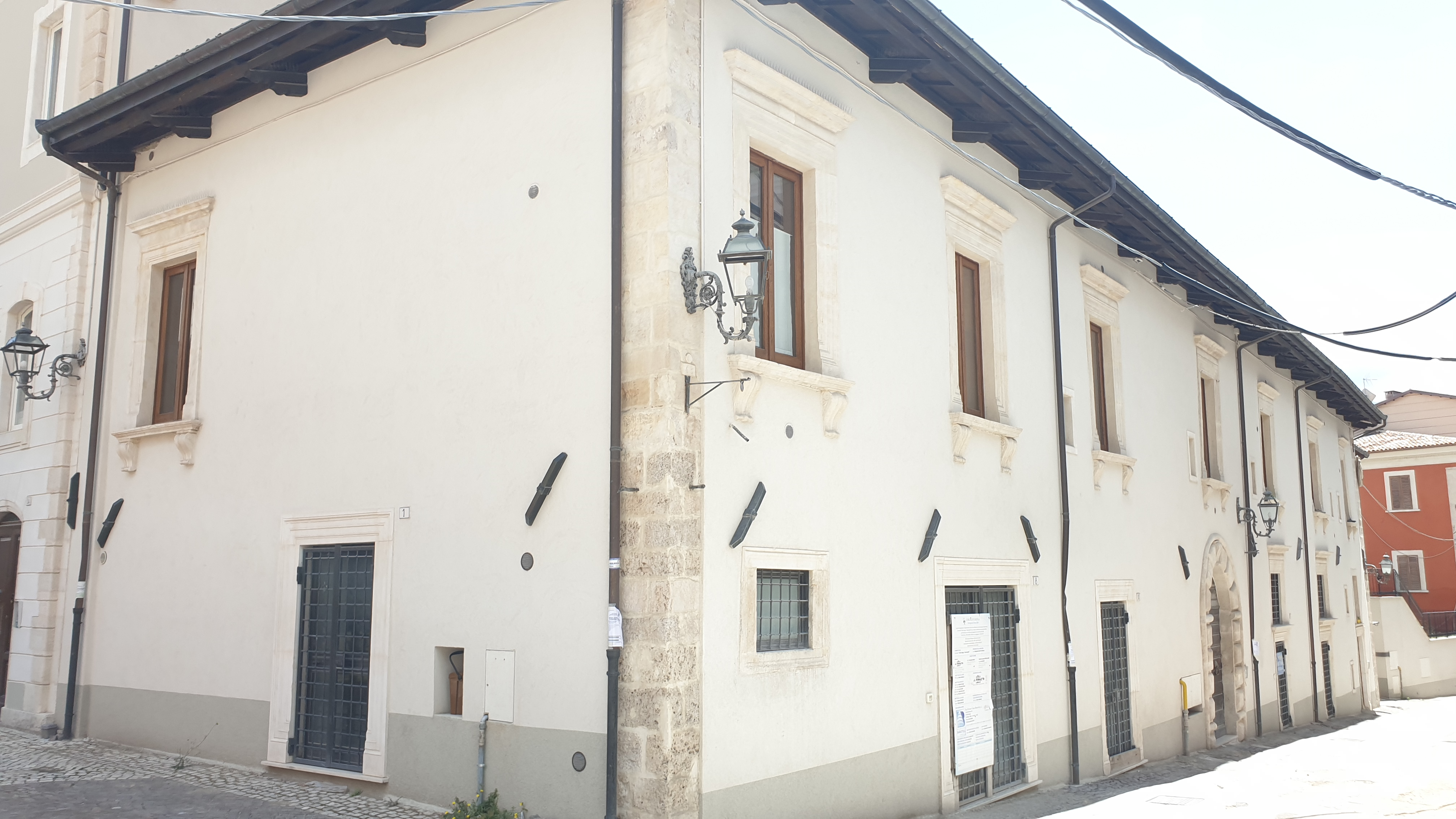
Palazzo Santospago Dragonetti, via Fortebraccio

- Le Cancelle:  rappresentano uno dei monumenti più curiosi del quartiere e della città antica, risalenti al Medioevo, usate come botteghe del pesce. Attualmente si trovano tra via Ramieri e via Simeonibus, ma si tratta di uno spostamento compiuto durante il Ventennio per l'accomodamento della Piazza Duomo, prima infatti stavano accanto alla chiesa delle Anime Sante, luogo oggi occupato dalla sede delle Poste e Telegrafi. Quando nel 1796 il re Ferdinando IV di Borbone giunse a L'Aquila al palazzo vescovile, si lamentò del rumore generato dai bottegai presso le botteghe, e concordò con Monsignor Gualtieri lo spostamento delle cosiddette "cancelle" in un luogo più isolato dai palazzi del potere. Infatti prima dell'Ottocento la Piazza del Duomo era destinata ancora all'uso commerciale, e mancava l'interesse cittadino della bellezza e dell'armonia del vivere in una società moderna, e dunque la zona delle Cancelle era una delle tante malsane, destinata prettamente al commercio popolare, senza il minimo decoro. Venuto il sentimento dell'estetica e della cura del settore urbanistico, si apportarono numerose modifiche alle piazze aquilane, e tra questi si concordò lo spostamento delle cancelle, che durò per molti anni.
Nel 1798 il comune decise di indire un'asta pubblica per l'acquisto delle cancelle, di proprietà di Santa Maria di Collemaggio, e furono cedute a Benedetto Berardelli per 102 ducati, con il compito di trovare un luogo nuovo di costruzione, pagando fino alla fine l'affitto a Collemaggio. Il Berardelli dichiarò di aver vinto l'asta pagando con i soldi del nobile Giuseppe Alfieri Ossorio, considerando le cancelle di proprietà baronali, tuttavia fino al 1802 non ebbe luogo alcun progetto.
Il compito passò allora ai decurioni che individuarono un nuovo luogo presso Palazzo Margherita, e poi i locali dei vecchi mattatoi nella vecchia via de' Macelli (oggi via Teofilo Patini). Tuttavia per beghe burocratiche si dovette aspettare il 1824 per un nuovo progetto, anno in cui il marchese Luigi Dragonetti sollecitava lo scioglimento delle pratiche, poiché aveva acquistato le vecchie cancelle dal barone Alfieri Ossorio; oltretutto l'affitto al monastero di Collemaggio non veniva più pagato da anni. Nel frattempo anche i macellai dei mattatoi si opposero all'idea di spostare nella via la pescheria. Così il Dragonetti propose la costruzione delle nuove cancelle presso il viale Crispi, nei dintorni di Porta San Ferdinando (oggi Porta Napoli), essendo sue le terre, a patto che le vecchie cancelle fossero sgomberate all'istante.
Tuttavia nel 1825 la proprietà delle cancelle era passata al Real Liceo degli Abruzzi, e con questa delibera si intimava comunque il Dragonetti di provvedere allo sgombero e alle spese per la nuova costruzione del locale. Per mediare la ratificazione del successivo accordo raggiunto tra le due parti, fu necessario l'intervento dell'Intendente della Provincia, e l'atto fu firmato nel 1829, con proposta di costruzione in zona Campo di Fossa. Tuttavia il problema non era ancora risolto, anche se le vecchie cancelle di Piazza Duomo furono chiuse, e nel 1831 il marchese Dragonetti richiedeva per la terza volta al comune di ottener ragione. Con la morte del marchese, nel 1912, molti anni dopo, quando la proprietà era passata a Giovanni De Matteis, il comune rispolverò l'idea di costruzione di un grande mercato coperto vicino alla piazza maggiore, con proposta di ristrutturazione di alcune case in via Simeonibus, spostandoci l'ingresso antico ad archi delle "cancelle". Nel 1927 però il palazzo vecchio venne abbattuto per permettere la costruzione del monumentale Palazzo delle Poste, e la facciata antica venne ancora arretrata, inglobata in un nuovo palazzo abbastanza moderno, ma costruito secondo criteri antichi.
Le Cancelle sono otto archi di diversa dimensione, a tutto sesto, divisi dalle rispettive cornici, accessibili da gradini di diversa altezza. Il palazzo vecchio aveva poco rilievo artistico oltre agli archi, mentre il nuovo palazzo attuale è stato realizzato in stile pseudo quattrocentesco, con finestre bifore.

- Palazzo Cesura: in via Ortolani, è un palazzo settecentesco con origini più antiche. Elemento di maggior pregio dell'esterno è il portale monumentale inquadrato in una cornice in bugnato. Il timpano dell'architrave è ornato con motivi a foglie, tipico del rinascimento. L'interno è preceduto da un chiostro rinascimentale quadrato con arcate e colonne cilindriche a capitelli corinzi.

- Palazzo Visconti: in Piazza Santa Maria di Roio (incrocio di via Roio e via Cardinale), è uno dei pochi edifici quattrocenteschi conservatisi abbastanza fedelmente nell'area del quartiere. Il palazzo appartenne alla nobile famiglia lombarda, e presenta un esterno molto sobrio, con portali ad arco gotico.

- Casa Gigli: in Piazza del Cardinale, è un edificio quattrocentesco ristrutturato in epoca settecentesca, il cui elemento più antico è il portale di accesso ad arco gotico.

- Palazzo delle Poste e Telegrafi: è stato costruito nel 1927 in Piazza Duomo, accanto alla chiesa delle Anime Sante sul luogo dove sorgevano le botteghe del pesce delle Cancelle, obbligando l'arretramento dell'edificio storico delle Cancelle. Il palazzo è uno dei pochi esempi di arte aquilana del Ventennio in stile eclettico, non ancora impostato nel tipico razionalismo schematico. Ha pianta rettangolare, con un avancorpo centrale appena avanzato rispetto agli altri due blocchi della facciata, scandito da quattro colonne a capitelli corinzi, che racchiudono quadrotte che sovrastano tre finestre con timpano curvilineo. Gli altri due ordini dei due blocchi hanno timpano normale alla base, e al piano superiore alternano timpani curvilinei a triangolari. I tre portali di accesso ripropongono il modello delle colonne, in asse con quelle superiori delle finestre, con capitelli dorici. L'insieme mostra uno stile eclettico tra il neoclassico e il neorinascimentale.

- Palazzo Arcivescovile: sorge in via Arcivescovo, accanto al Duomo, sopra una struttura medievale distrutta dal terremoto del 1703, e infatti la struttura ha aspetto settecentesco, a pianta rettangolare, affacciandosi su Piazza Duomo, accanto alla Cattedrale neoclassica.

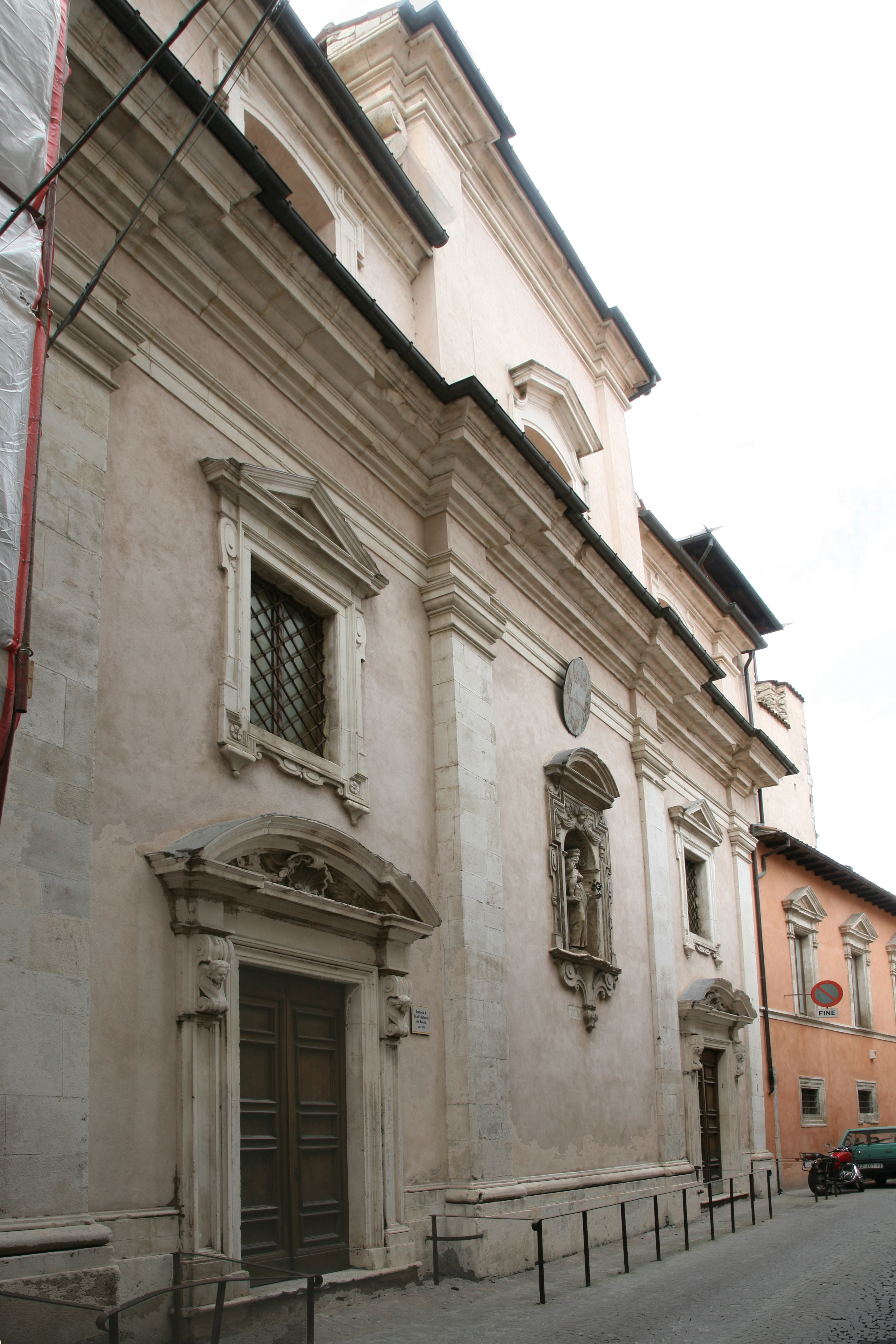
Oratorio di Sant'Antonio di Padova accanto a Palazzo de' Nardis

- Palazzo de' Nardis: in via Arcivescovado, fu costruito su un preesistente palazzo medievale, di proprietà della famiglia Ranalli. La struttura nasce per volere della famiglia Nardis, tra le più influenti della città nel XV secolo. Nel 1647 accanto al palazzo fu costruito il monumentale Oratorio di Sant'Antonio dei Cavalieri de' Nardis, tra i più squisiti esempi del barocco aquilano. Il palazzo attuale presenta connotazioni settecentesche, dovute al restauro post sisma del 1703, mentre alla base mostra ancora l'originale costruzione medievale per via degli archi gotici che si affacciano su via Arcivescovado. La facciata su via San Marciano presenta un impianto severo, sviluppato su tre livelli con 11 assi di aperture. Al centro c'è l'ingresso principale, sovrastato da uno stemma della famiglia, che dà accesso a un androne al cortile porticato e terrazzato, e al grande scalone doppio che immette ai piani superiori

- Palazzo Rustici: si affaccia su Piazza San Marciano, ed è una struttura settecentesca ristrutturata abbastanza celermente dopo il terremoto del 2009. Ha pianta rettangolare con facciata monumentale scandita da ordini di finestre con cornice triangolare, eccetto per la finestra che sovrasta il portale maggiore, con cornice curvilinea. Il portale ha arco a tutto sesto, fasciato in bugnato liscio. L'interno conserva ancora l'impianto antico, con le stanze adeguate per ospitare un Bed & Breakfast.

- Palazzo Zuzi: si trova sulla particolare "via delle Bone Novelle", poiché in quella strada il 2 giugno 1424 arrivò la voce della fine dell'assedio del guerriero Braccio da Montone, terminato con la battaglia di Bazzano. Il palazzo esisteva già nel Medioevo, ma fu ricostruito dopo il terremoto del 1703. Appartenne prima ai Ciucci, che cambiarono il nome in "Zuzi" nel 1517. Il palazzo fu distrutto una prima volta nel 1617, quando aveva l'affaccio in Piazza Rocca di Corno, e della struttura antica ancora oggi rimane solo il portale. Ricostruito con la facciata ruotata in via Bone Novelle nel 1670 da Gianfranco Zuzi, fu necessario occupare gli Orti Emiliani, e venne ornato con soffitti cassettonati e una cisterna di grandi dimensioni per l'acqua piovana. Il palazzo danneggiato nel 2009, verrà restaurato nel 2018.

- Casa rinascimentale di via Ghibellini: piccola casetta a pianta rettangolare con due ingressi ad arco a tutto sesto, sormontati da due finestre monofore di stampo quattrocentesco.

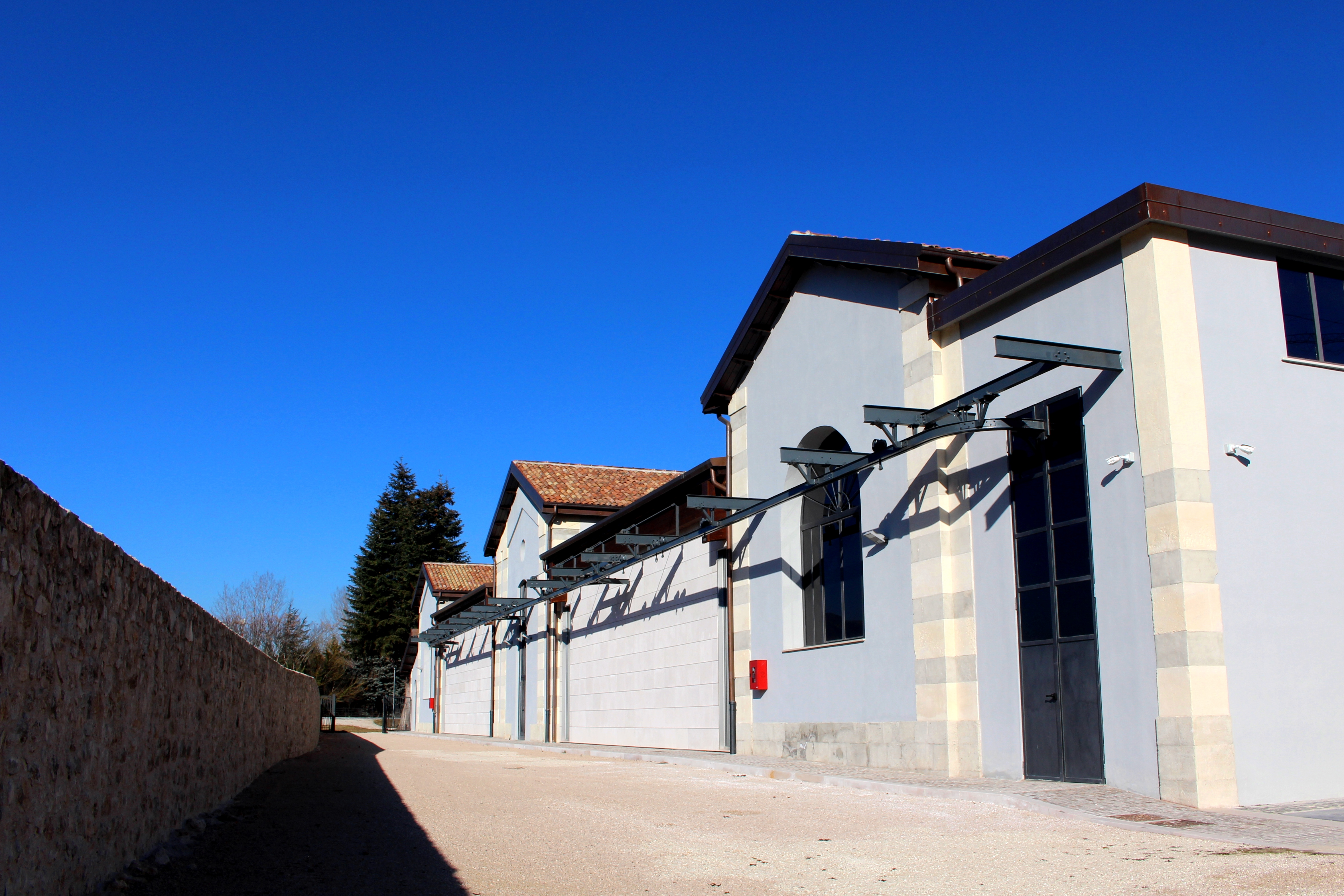
Ex mattatoio fascista, nuova sede del Museo Nazionale d'Abruzzo

- Ex mattatoio - Nuova sede Museo Nazionale d'Abruzzo: si trova nel Borgo Rivera in Piazzale Tornimparte, presso la fontana delle 99 cannelle, realizzato negli anni 1930 per ospitare i macellai della città, stipati nelle viuzze dei quartieri, in scarse condizioni igieniche, con il rischio di diffondere malattie. Il nuovo stabile fu usato per diversi anni, fino all'abbandono negli anni 1990 e al riutilizzo nel 2015 come sede provvisoria del "Museo Nazionale d'Abruzzo", poiché il Forte spagnolo è ancora inagibile. Il complesso si articola in tre casette a capanna collegate da corridoi, dove sono state allestite le mostre delle opere provenienti dalla città e dai borghi circostanti.

- Conceria di Borgo Rivera: piccolo stabile cinquecentesco che conserva ancora l'aspetto originale, decorato da interessanti arcate intervallate da colonnine con capitelli finemente scolpiti. Si affaccia su Piazzale Tornimparte.

### Palazzi demoliti e scomparsi

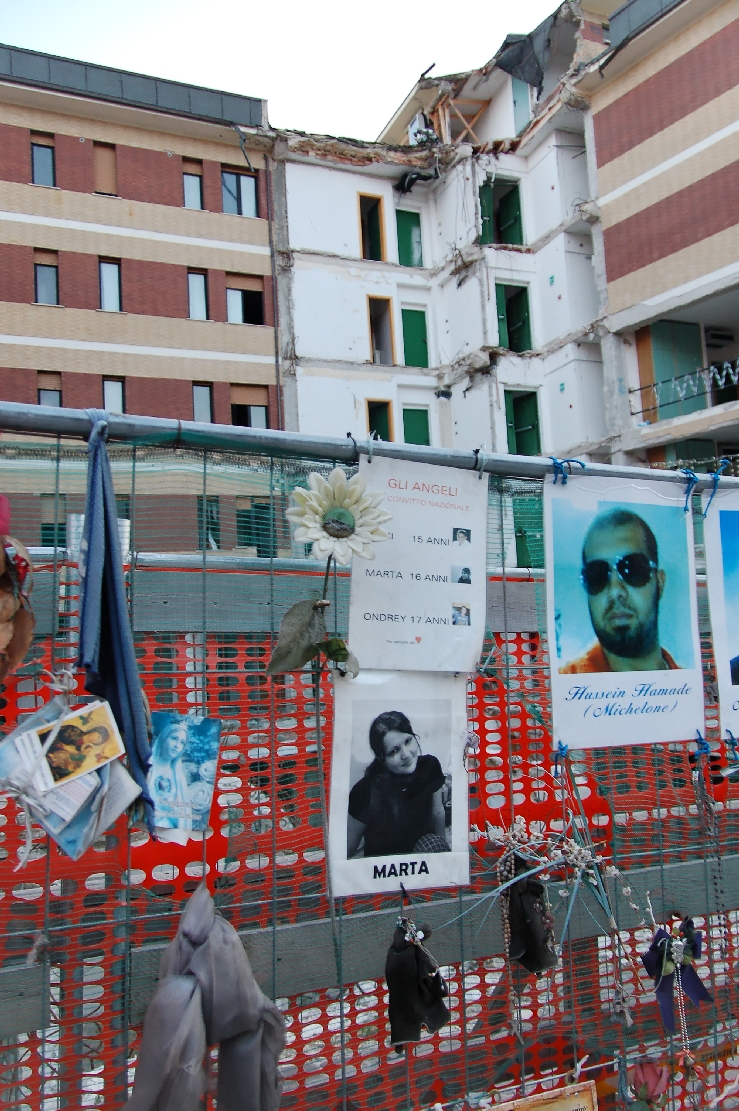
Casa dello Studente (2011)

Una buona parte dei palazzi storici del centro sono stati demoliti nel corso dei secoli, alcuni dei quali anche in epoca recente (XIX-XX secolo), per far posto a nuove strutture durante l'attuazione del piano regolatore di espansione intra moenia. Altre strutture sono state inglobate in attuali palazzi già dopo le vicende del terremoto del 1703, e di essi sono leggibili solo alcune tracce. In questo elenco si riportano le strutture più recenti scomparse.
- Palazzo Frasca: struttura in stile eclettico neorinascimentale situata alla fine del corso Federico II sulla via comunale, demolita nel 1929 per la costruzione del Grande Albergo.
- Palazzo Galeota: demolito per la costruzione Cassa di Risparmio, in via G. Verdi.
- Palazzo Giardini di Momo: presso viale Nizza, demolito per costruire l'Hotel Castello.
- Palazzo Fanella: nel quarto Santa Giusta, struttura settecentesca demolita per la realizzazione della Standa.
- Piazzetta Genca: con le cosiddette "case di San Basilio", era un sobborgo tardo cinquecentesco di case popolari, demolite negli anni 1930 per la realizzazione di via Duca degli Abruzzi.
- Caserma De Rosa (1888): era una delle caserme maggiori della città, sede della 18ª Artiglieria, situata nella parte estrema del Quarto San Pietro, a ridosso delle mura, nella zona dove oggi sorge l'Agenzia delle Entrate. Il complesso era molto ampio e constava di due edifici maggiori con la Piazza d'Armi e il palazzetto del deposito, di cui oggi rimane la facciata sul viale XXV Aprile.
- Casa dello Studente: era in via XX Settembre, presso la discesa di Sant'Apollonia, costruita negli anni 1960 e divenuta famosa per lo scandalo del crollo durante il terremoto del 2009, in cui persero la vita otto ragazzi. La casa rimase abbandonata fino al 2017, anno in cui si provvide alla demolizione totale dell'edificio pericolante e degli stabili aggregati, con progetto futuro di costruzione di un memoriale ai caduti nella tragedia.
- Villino Tomai: struttura in stile neoclassico situata in via XX Settembre, andata in rovina e demolita per la costruzione di strutture moderne.

Hotel Duca degli Abruzzistruttura degli anni 1960, è stata costruita presso il viale Papa Giovanni XXIII. Era caratterizzato da una serie di costruzioni a schiera, sollevate da pilastri con vani interni usati per il parcheggio. I danni gravissimi del terremoto del 2009, hanno costretto l'abbattimento totale della struttura, crollata in più punti.

## Strutture del nucleo moderno
- Palazzo Silone - Sede Regione Abruzzo: nel quartiere Pettino. La struttura è sede degli uffici della Regione, realizzato nel 1997 da Massimo Buccella e Pierluigi Properzi, con cura della valenza architettonica e della funzionalità pratica. La struttura moderna è stata dotata di recente di nuovi parcheggi, e l'interno è stato provvisto di collegamenti facili via ascensore.

- Caserma Francesco Rossi - 9º Reggimento Alpini: nel quartiere Torrione, lungo la via principale che porta alla salita del Castello Cinquecentesco e al cimitero, è uno degli edifici militari più grandi della città dopo l'ex Caserma Campomizzi a Pile. Vi ha sede il 9º Reggimento alpini dell'Aquila; fu realizzata nel 1937, distrutta dalle truppe tedesche nella seconda guerra mondiale, e ricostruita nel 1947. In quell'anno v'ebbe sede il Battaglione "Raggruppamento Aosta" del 17º Reggimento. Nel 1963 il Battaglione Addestramento Reclute "Julia", nel 1975 il Battaglione Alpini "L'Aquila", nel 1991 il Reggimento Alpini, riconvertito l'anno seguente nel 9º Reggimento Alpini dell'Aquila.

- Palazzo ANCE - Ass. Prov.le Costruttori Edili: moderna struttura nel quartiere Torrione, a pianta circolare.
- Accademia di Belle Arti - L'Aquila: nel quartiere Pettino, è un edificio moderno molto interessante dallo stile eclettico, poligonale con costoloni quadrangolari. La facciata mostra al centro la rientranza di uno dei costoloni cementizi con un portale strombato che ricorda i portali romanici aquilani.
- Corte d'Appello dell'Aquila: nei pressi della stazione lungo il viale XXV Aprile, è una struttura moderna molto interessante a pianta circolare, in cui alterna cemento a grandi vetrate per permettere l'ingresso della luce.
- Castello de' Rivera: nel quartiere San Sisto, pressoché zona campestre fino agli anni 1950, con la chiesetta omonima, il palazzo ha un aspetto in stile eclettico tra il neogotico e il neorinascimentale. Il palazzotto ha pianta rettangolare con finestre classiche settecentesche sul prospetto principale, e portale fasciato in bugnato, mentre sulla porzione laterale le finestre mostrano elementi neoclassici e neorinascimentali. Sulla destra si erge una torretta di controllo con merlature; l'interno ha affreschi settecenteschi gentilizi, restaurati dopo il terremoto del 2009. Attualmente il castello è sede di una cantina vinicola.
- Ex Caserma Campomizzi: in zona Pile nella Piazza d'Armi, fu costruita negli anni 1930 ed è stata dismessa dopo il terremoto del 2009 per ospitare circa 360 studenti universitari terremotati, sfollati dalla Casa dello Studente. La caserma occupa una vasta area centrale del nuovo abitato di Pile, circondata da mura con torrette di controllo, e da casette interne di basso livello, a forma di capanna. Nel 2018 la Regione ha proposto la chiusura della caserma, poiché i diritti concessi dall'ADSU sono scaduti.

## Palazzi delle contrade
- Nuovo Ospedale San Salvatore: in contrada Coppito Scalo, è stato costruito negli anni 1970 poiché quello vecchio del monastero di San Basilio era diventano inadatto alle nuove esigenze moderne. Accanto vi sorgono le Facoltà principali dell'Università dell'Aquila.

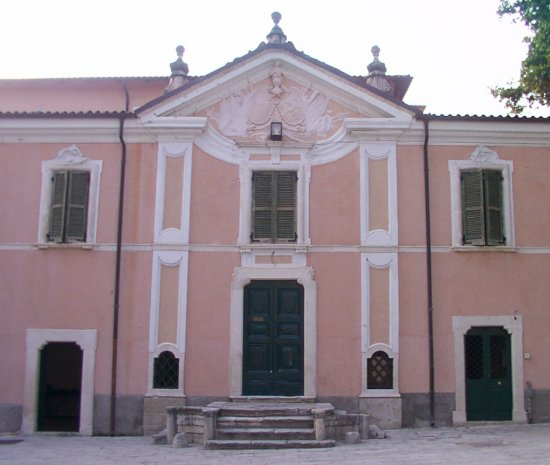
Palazzo Ducale di Paganica

- Palazzo Palitti: è una grande masseria di Roio Poggio, attualmente di proprietà della famiglia Ciccozzi, adibita a ristorante, e restaurata perfettamente dopo il terremoto del 2009. La masseria ha struttura rettangolare a casina tardo-rinascimentale, con il chiostro interno e un bel portale d'ingresso a cornice classica.
- Università: Facoltà d'Ingegneria: situata sul monte di Poggio di Roio, ossia Monte Luco, è stata realizzata negli anni '70 in cemento, avente struttura poligonale. Parte della Facoltà è ricavata dal palazzo littorio della Colonia fascista IX Maggio, l'edificio a pianta rettangolare sinuosa.

- Palazzo Ducale: in contrada Paganica, si trova all'ingresso del paese, accanto alla parrocchia di Santa Maria Assunta. Fu realizzato nel XV secolo dai Duchi di Costanzo, poiché il castello sopra il colle era diventato inservibile e decentrato rispetto al nuovo fulcro cittadino. Tale palazzo venne poi restaurato dopo il 1703, assumendo una connotazione settecentesca alla napoletana, con la facciata monumentale divisa in tre settori da paraste, il cui livello centrale è rialzato da un timpano triangolare.

- Villa Dragonetti: si trova nella campagna di Paganica, ed è una delle poche dimore nobiliari di villeggiature meglio conservate. L'aspetto attuale è settecentesco, con un esterno spartano e un interno mirabilmente decorato nel corridoio d'accesso, ornato da festoni, drappi e nicchie con statue, e i soffitti lignei delle stanze dipinti con motivi vegetali e mitologici. Vi si trova anche una cappella privata a navata unica in stile barocco, ricolma di stucchi, marmi policromi e dipinti tra i quali quello della volta a botte lunettata.

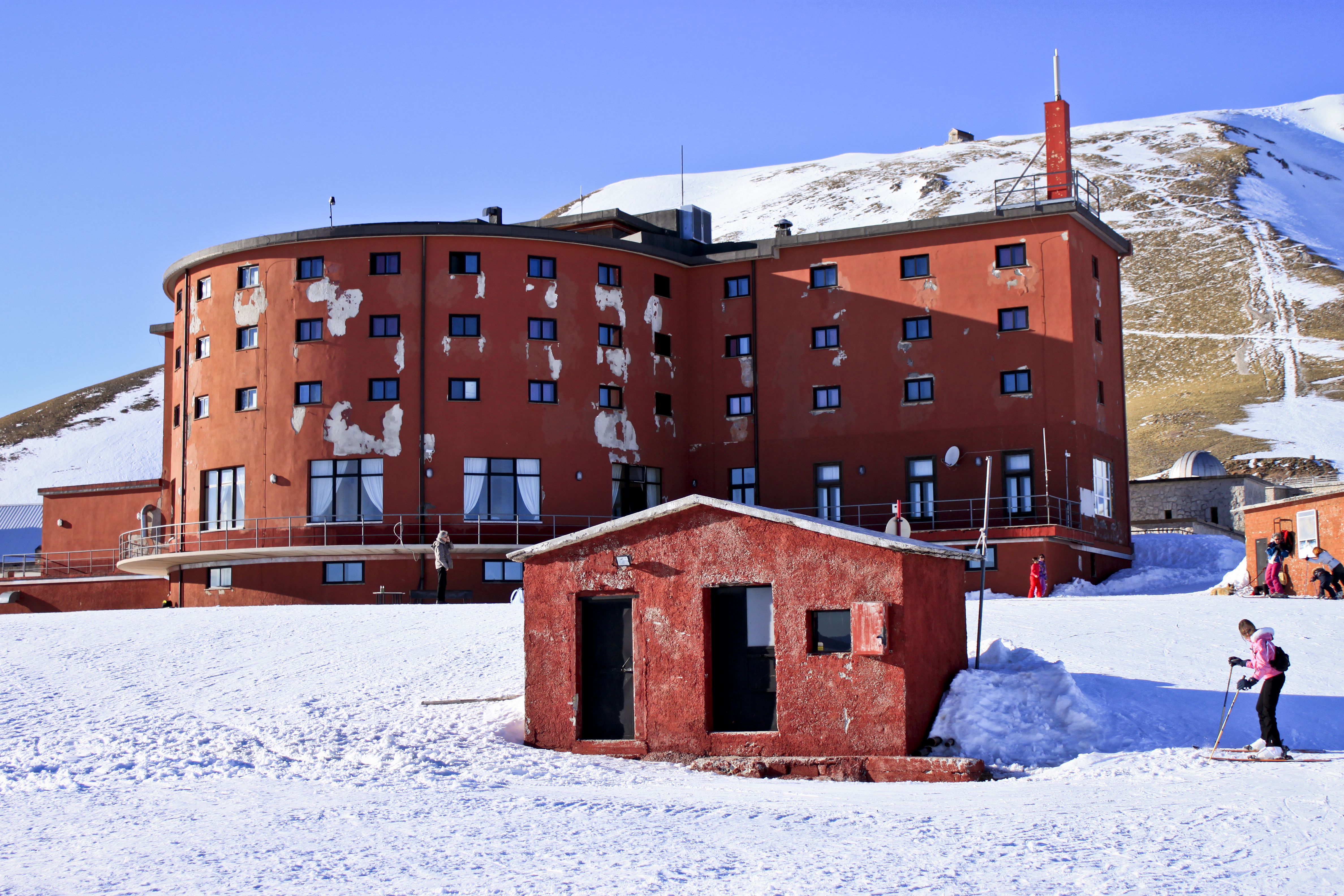
Hotel Campo Imperatore di Assergi

- Hotel Campo Imperatore, nella contrada di Assergi sull'altopiano di Campo Imperatore, il palazzo fu costruito nel 1934 da Vittorio Bonadè Bottino, facente parte del nuovo comprensorio sciistico voluto nel progetto della "Grande Aquila" (1927), con realizzazione di impianto di funivia e piste moderne da sci. Nel 1943 con la caduta del fascismo vi fu imprigionato Benito Mussolini, liberato successivamente dai nazisti nell'operazione Quercia (12 settembre). L'albergo si presenta in stile razionalista, molto semplice, costituito da un grande blocco con forma di parallelepipedo affiancato, nel versante di Campo Imperatore, da un secondo blocco a pianta semicircolare. Si sviluppa su 5 livelli e contiene al suo interno 45 camere (delle quali una adibita a museo prigione di Mussolini), un ristorante, un bar e piscina. Il palazzo fa parte di un complesso edilizio composto anche dalla chiesetta di Santa Maria della Neve e dall'Osservatorio astronomico di Campo Imperatore.

- Palazzo Oliva Vetusti: a Civita di Bagno, risalente al XVI secolo,  era sede dell'XI Circoscrizione comunale, cioè sino al 1927 fu sede dell'ex comune di Bagno. Il palazzo ha origini antiche, poiché sorge vicino all'area archeologica di "Forcona", dove nell'Ottocento sono state trovate tracce delle terme romane presso i suoi sotterranei. Ha struttura cinquecentesca con rifacimenti settecenteschi: le stanze della delegazione sono ornate da affreschi, dei quali uno rappresenta San Ranieri, vescovo di Forcona e patrono di Civita.